# 日本の文化
日本の文化（にほんのぶんか、にっぽんのぶんか）について、過去から現在に至るさまざまな事象を取り上げ、その概要を説明し、関連リンクを示す。
本記事の記述は今も整理・発展の途上にあり、正式なものでは無い。日本発祥や起源ではないものの、日本国民に広く受け入れられ、既に文化として日本国内で深く根付いている場合についても、本記事の対象に含めている。なお、
- 日本文化に関わる歴史的人物や文化人については、原則として本項目では記述していない。それらに関する情報をお探しの場合は、関連する「人名一覧」を参照。
- 各年ごとの分野別の文化や流行などについては、年表の記事内「芸術・文化・ファッション」の項目を参照。（例：2000年#芸術・文化・ファッション）
- 全国的に普及していない都道府県別の文化については、「Category:日本の文化 (都道府県別) 」を参照。

## 序論
そもそも「文化（culture）」という言葉は、芸術や学問などの高度な知的成果、つまりハイカルチャーを指すと同時に、人間社会が長い時間をかけて築いてきた生活の習慣や社会的な行動の体系も意味している。この後者の意味では、衣食住をはじめ、日常生活の習慣や食文化、建築、音楽、絵画、宗教、彫刻、政治、経済に至るまで、非常に広い分野が含まれている。
日本文化は1つにまとめられるものでは無く、さまざまな要素が含まれている。古代から中世にかけては、仏教を通じて中国や朝鮮半島、さらにインドの文化的影響を受け、戦国時代や安土桃山時代には西洋とも接触し、明治以降の近代・現代では欧米から直接的な影響を受け続けてきた。日本人はこうして外国の優れた文化を取り入れ、意図的に洗練させることで、日本特有の文化を形成してきた。
また、現代の日本文化において、表面的には昔と大きな変化がみられるものの、伝統や習俗の多くはしっかり継承されている。現代の日本人の思考や行動様式も、西洋化された部分がありながら、根底には日本固有の価値観が残っている。
日本文化を特徴づける概念として、
- 和（わ）や倭：日本文化を象徴する言葉として「和」がよく使われ、古代の「倭国」に由来するとされている[6][7]。たとえば、和服、和食、和語、和文、和歌、和風旅館などにその名残がみられている。「和」は古くから日本文化の象徴として、中国文化を指す「漢・隋・唐・宋・元・明・清」や、西洋文化を指す「洋・蘭・英・仏・独・伊・露」と対比して用いられてきた。
- 大和（やまと）：「大和」という言葉もよく使われ、古代の「邪馬台国」に由来するとされている[8][9]。たとえば、大和言葉、大和魂、大和絵、大和撫子、大和男児などにその表現がみられている。「大和」は現在の奈良県の範囲に相当する旧国名で、同時にヤマト政権の発祥地であり、日本全体を象徴する言葉としても使われている[10][11][12]。
- 四季折々の美学：日本の自然景観には「春夏秋冬の移り変わり」が色濃くあらわれ[13][14]、人文景観である工芸美術にも「豪華絢爛[15][16]」と「侘寂物哀[17][18]」を兼ね備えたものが非常に多い。例えば春になると、道端に枝垂れ桜が咲き誇り、蜜蜂が陽炎を飛び交い、祭囃子が華やかに響く中、町がほんのり薄紅色に織り成すといった詩的な風景が、日本各地で普通に見られる。こうした情景は、巧みに外国人へ妖雅さや凄艶さを感じさせ、日本人と共にその美しさに惹き付けられている[19][20][21]。

## 歴史

### 先史
日本列島には旧石器時代から、全国各地で人々の定住の痕跡が発見されていた。新石器時代の縄文時代に入ると、南方系と北方系の縄文人の間で文化の違いが見られていた。日本は「島国」という特性から、さまざまな民族が渡来してきたと考えられており、蝦夷・隼人・熊襲・土蜘蛛といった和人とは異なる文化を持つ集団も存在していた。しかし、これらの民族集団は次第に本州島や九州島に住む倭人に同化され、最終的に和人、つまり「大和民族」として融合してきた。この大和民族は、沖縄県に住む「琉球民族」や北海道および東北地方に住む「アイヌ民族」とともに「日本人」という共通のアイデンティティを構成している。
この時期に該当する文化には、旧石器文化、縄文文化、弥生文化、前期の古墳文化がある。

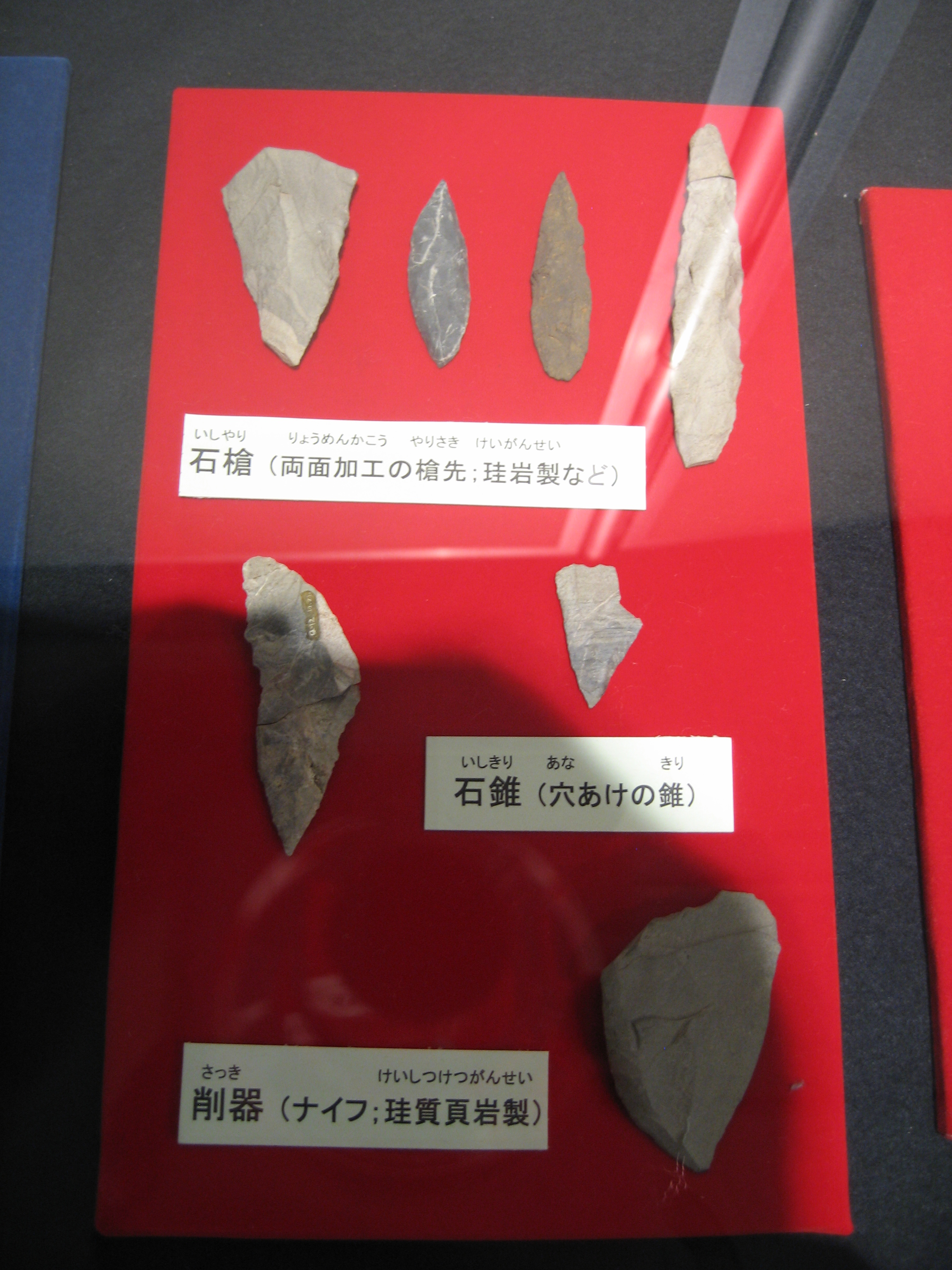
日本の旧石器時代のさまざまな打製石器
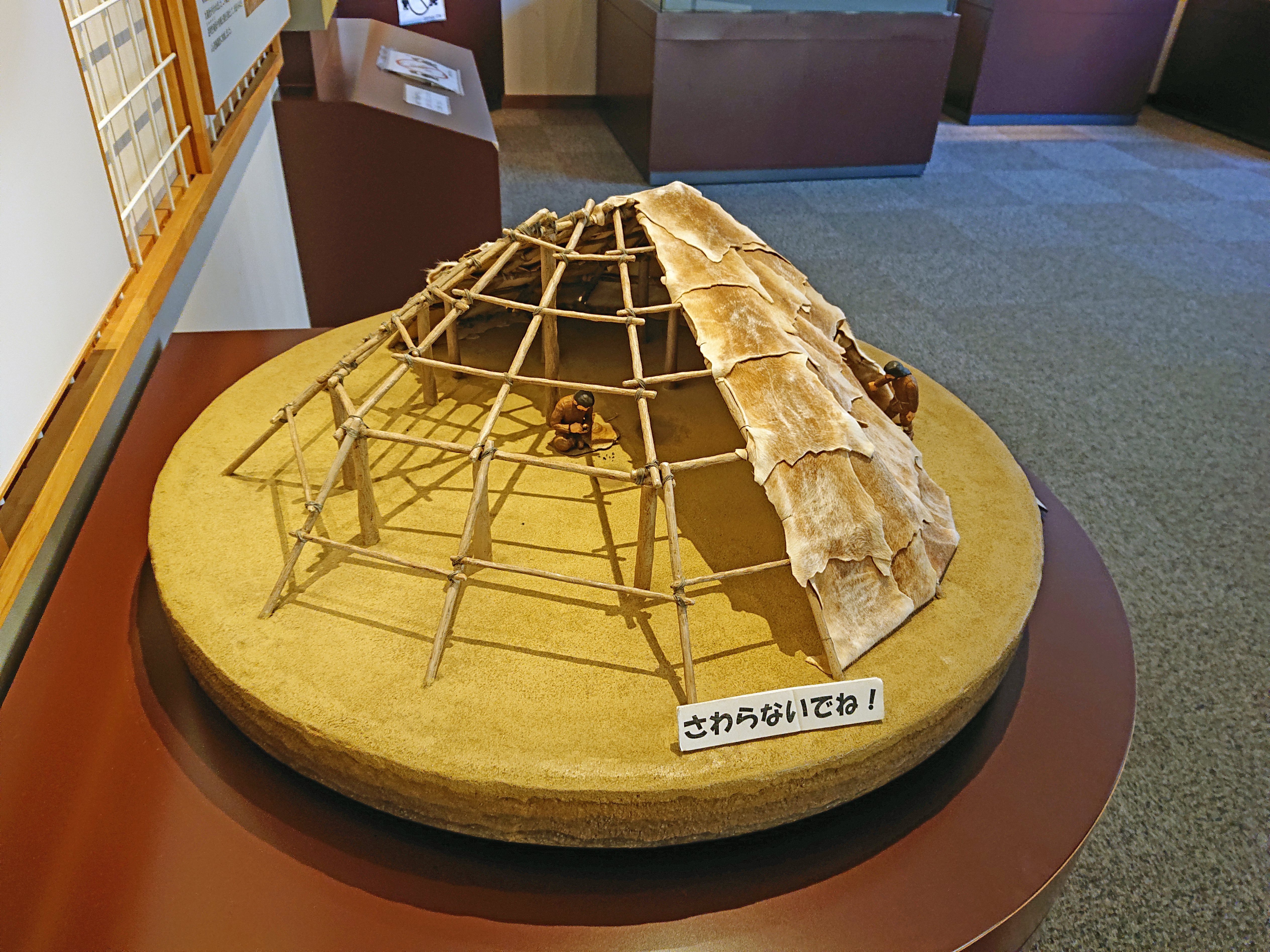
田名向原遺跡の旧石器時代平地建物の復元模型（旧石器ハテナ館）
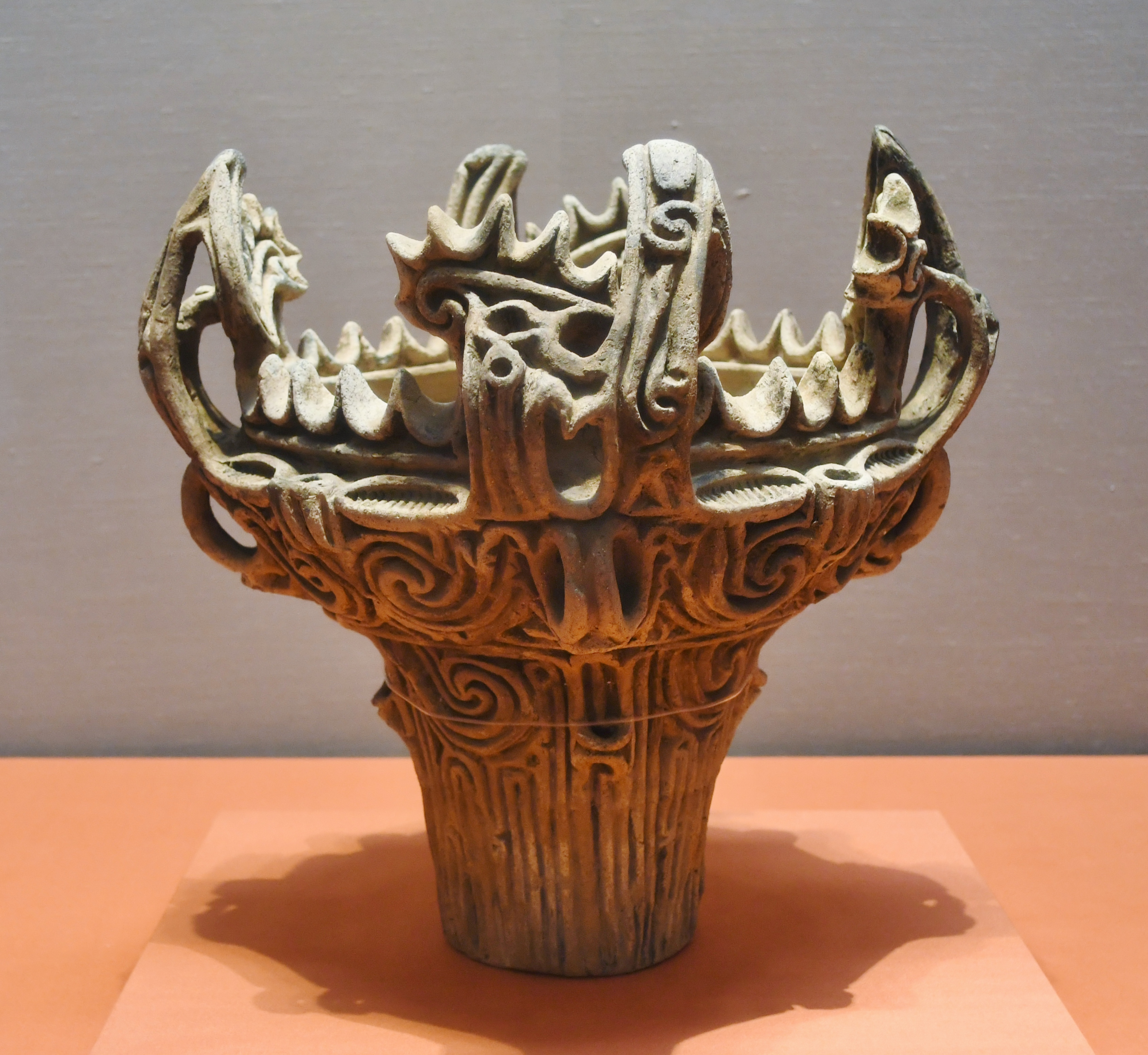
縄文時代の火焔型土器（新潟県長岡市の馬高）
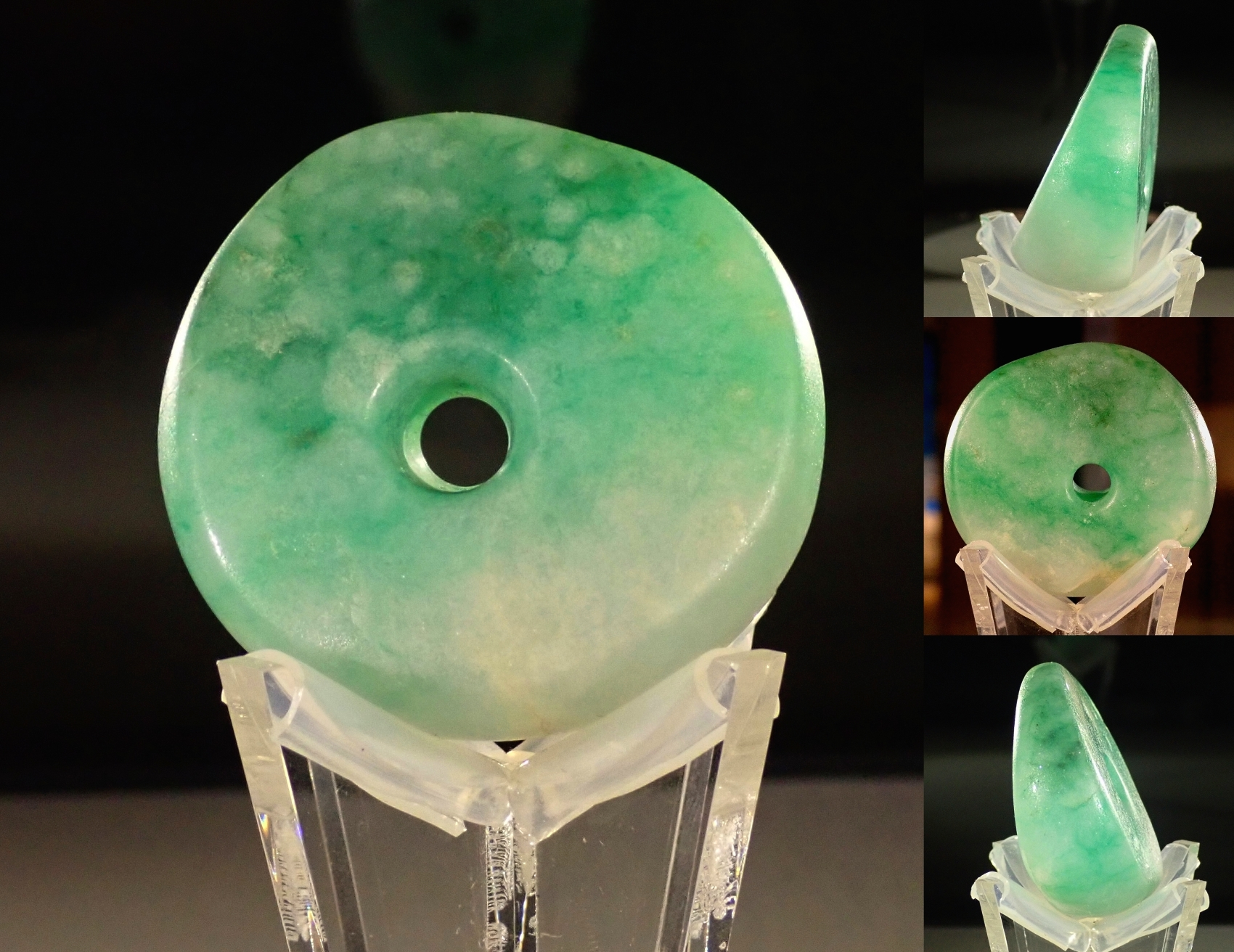
縄文中期の翡翠（三内丸山遺跡）
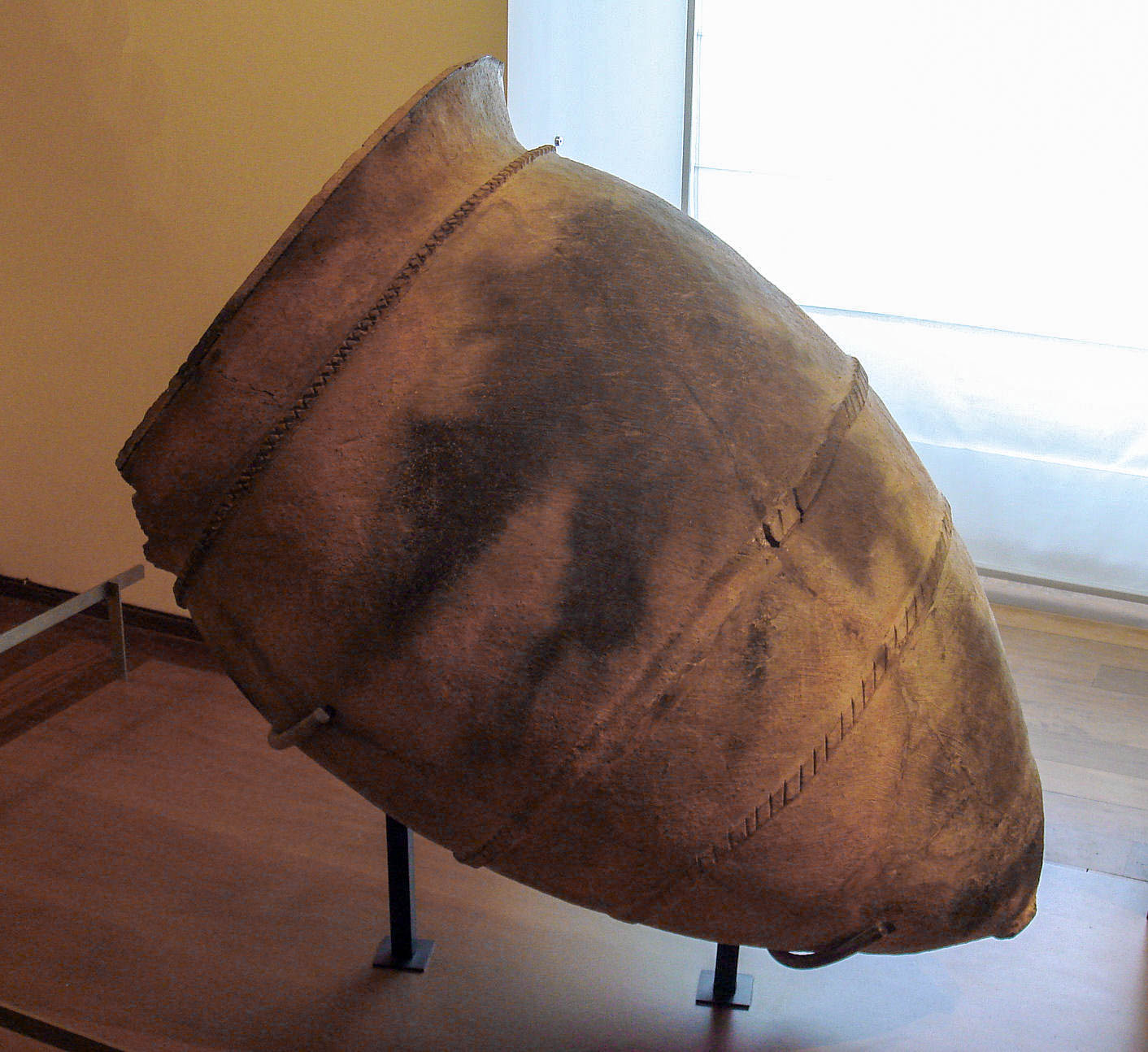
弥生土器
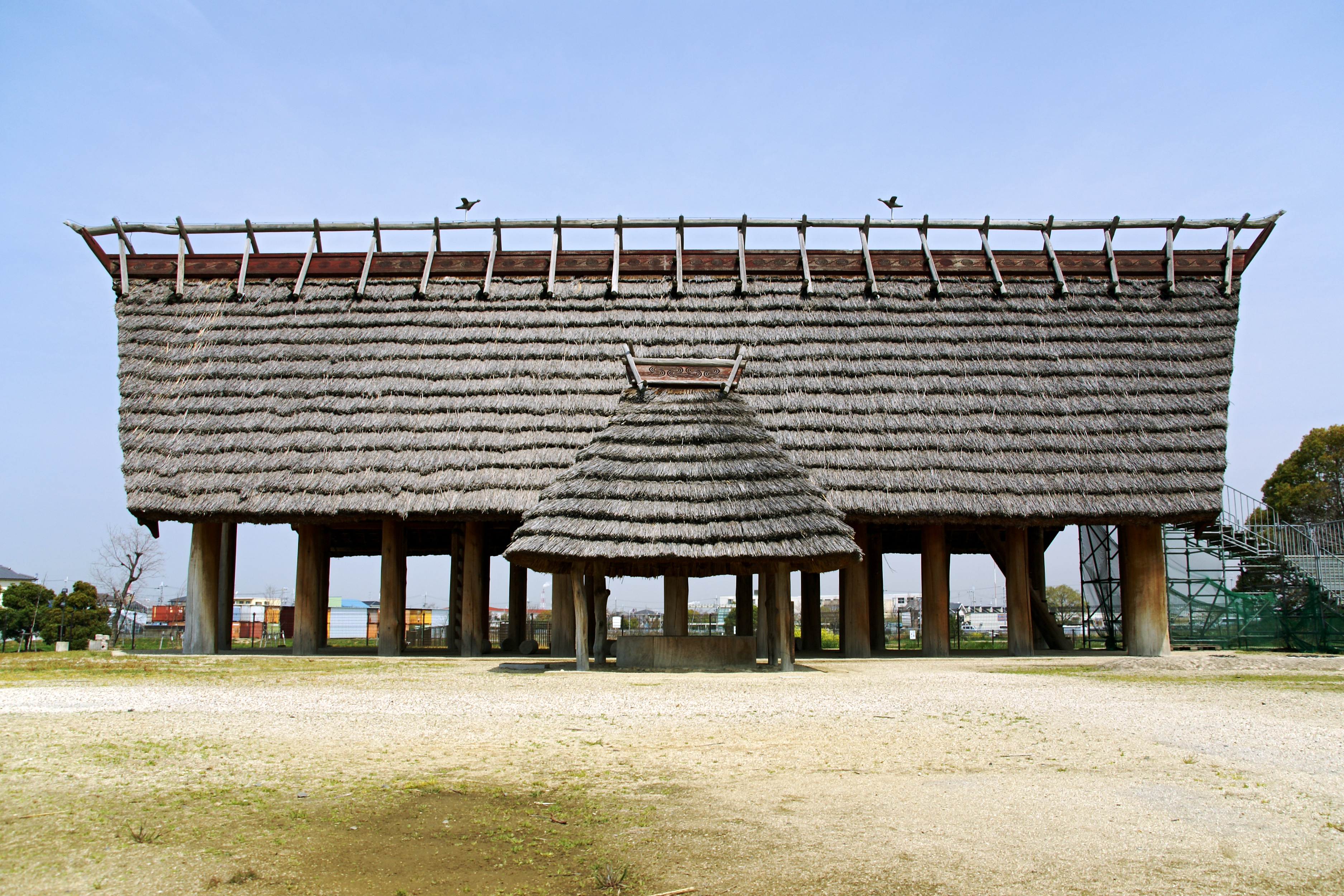
池上曽根遺跡で復元された弥生時代の建物。日本神社の原型とみなされる

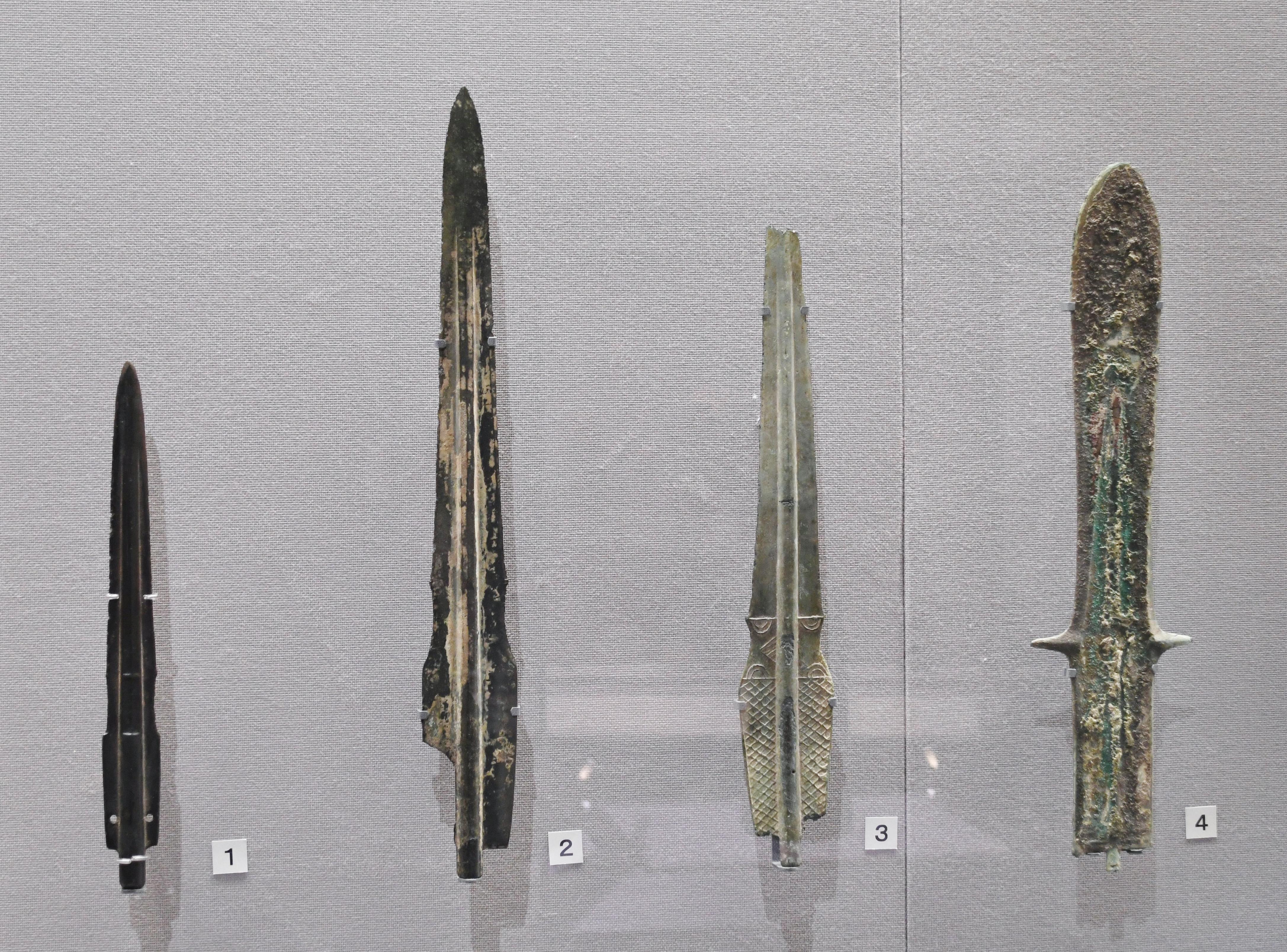
弥生時代の銅剣（東京国立博物館）
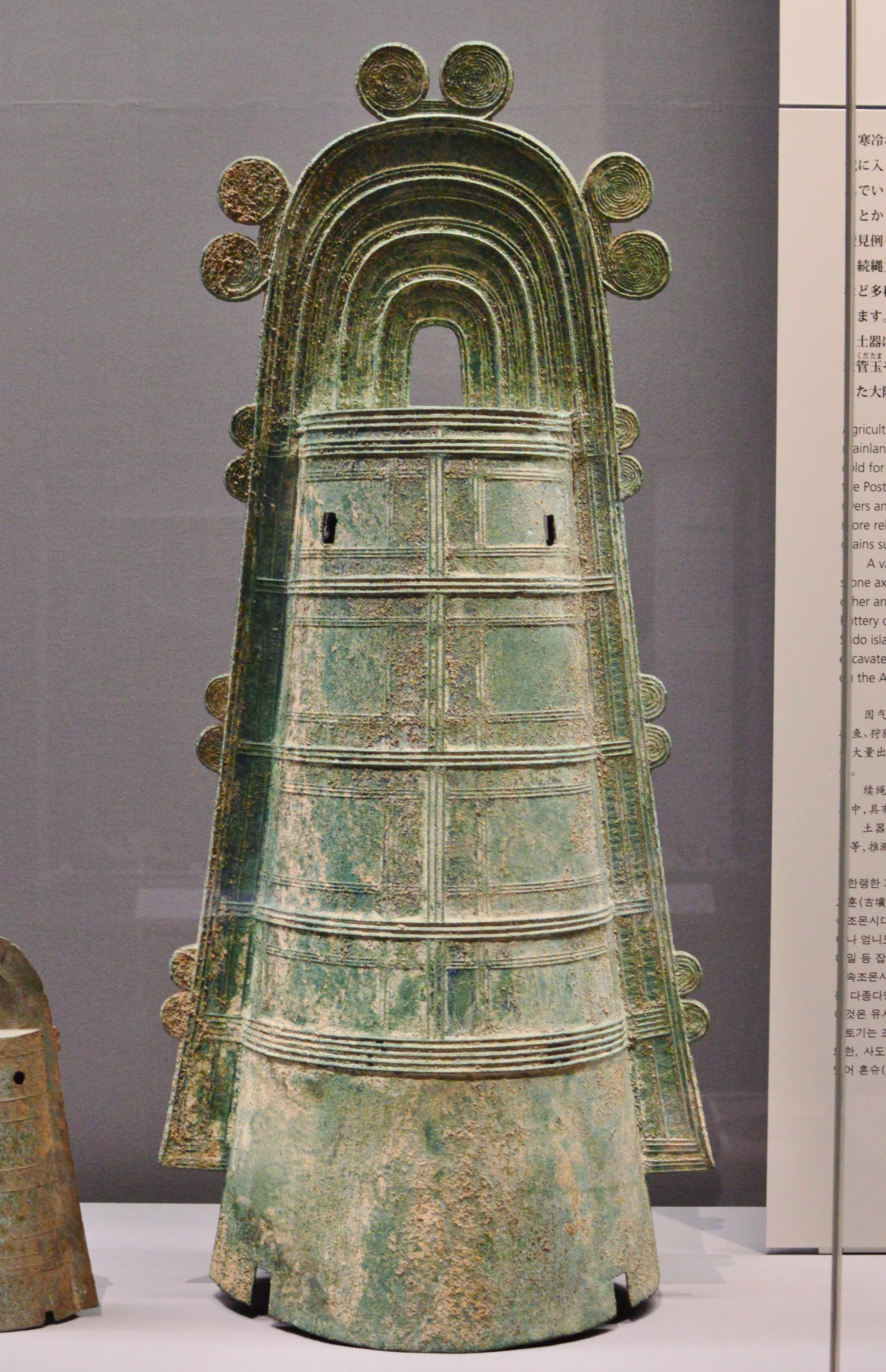
弥生時代の銅鐸（滋賀県野洲市の小篠原字大岩山）
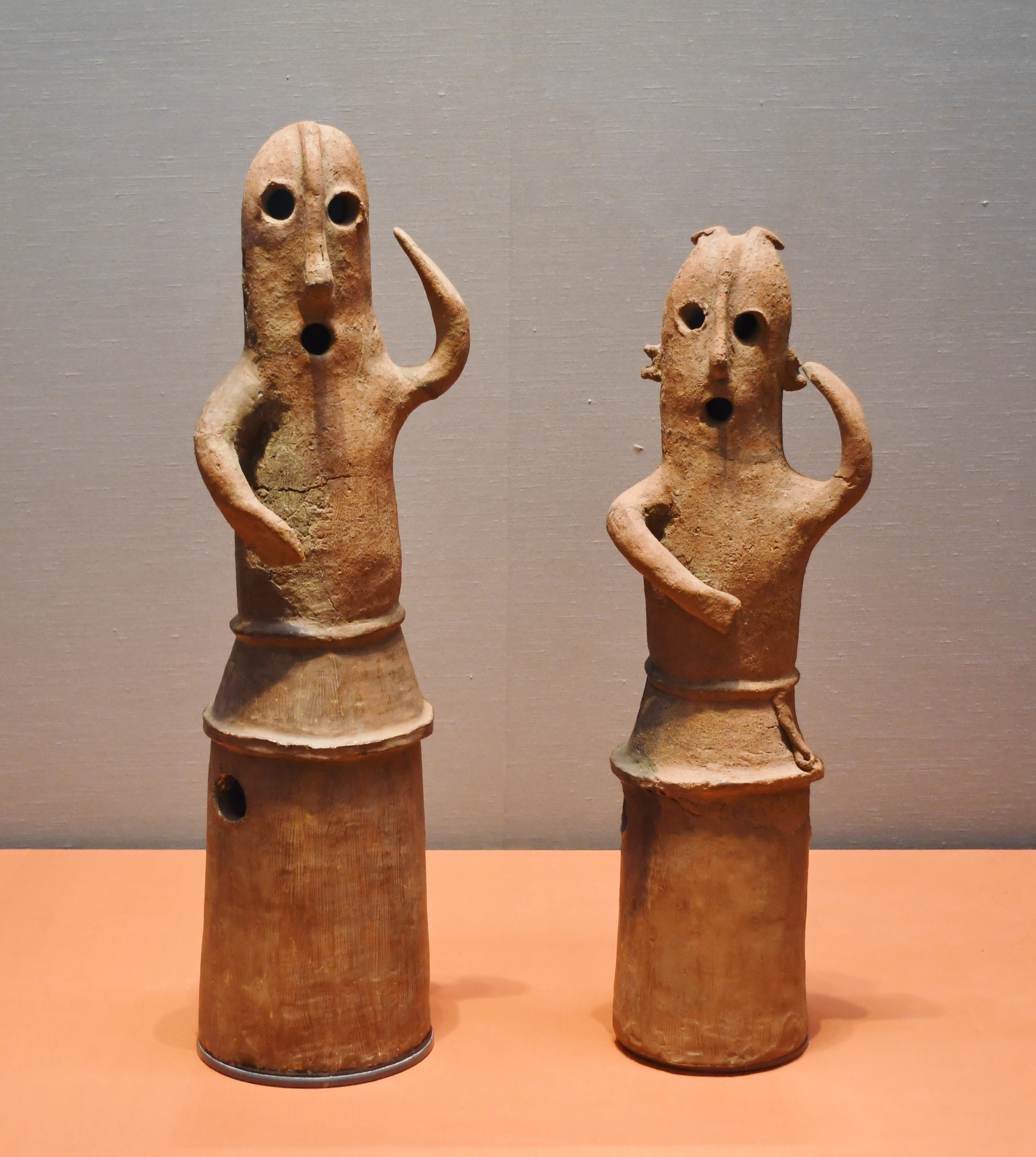
古墳時代の埴輪 「踊る男女」（埼玉県熊の野原出土）
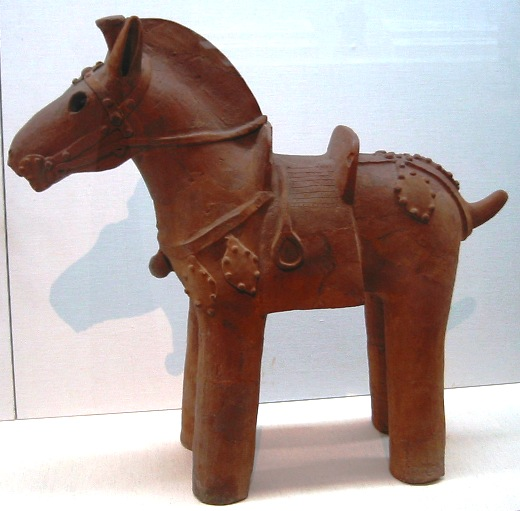
古墳時代の馬形埴輪（東京国立博物館）
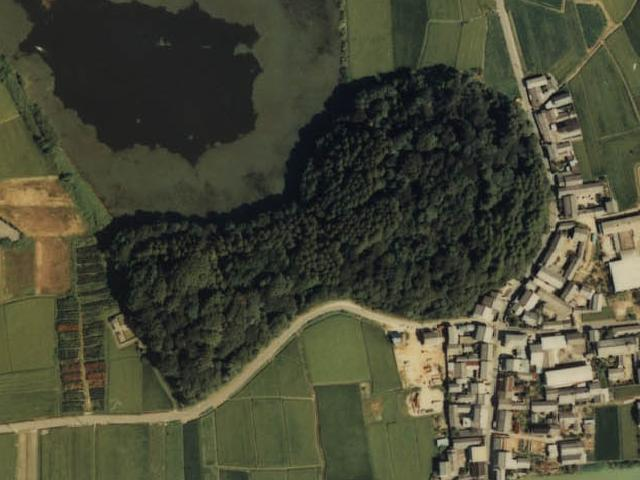
古墳時代前期の箸墓古墳（3世紀半、最初の超巨大古墳。）
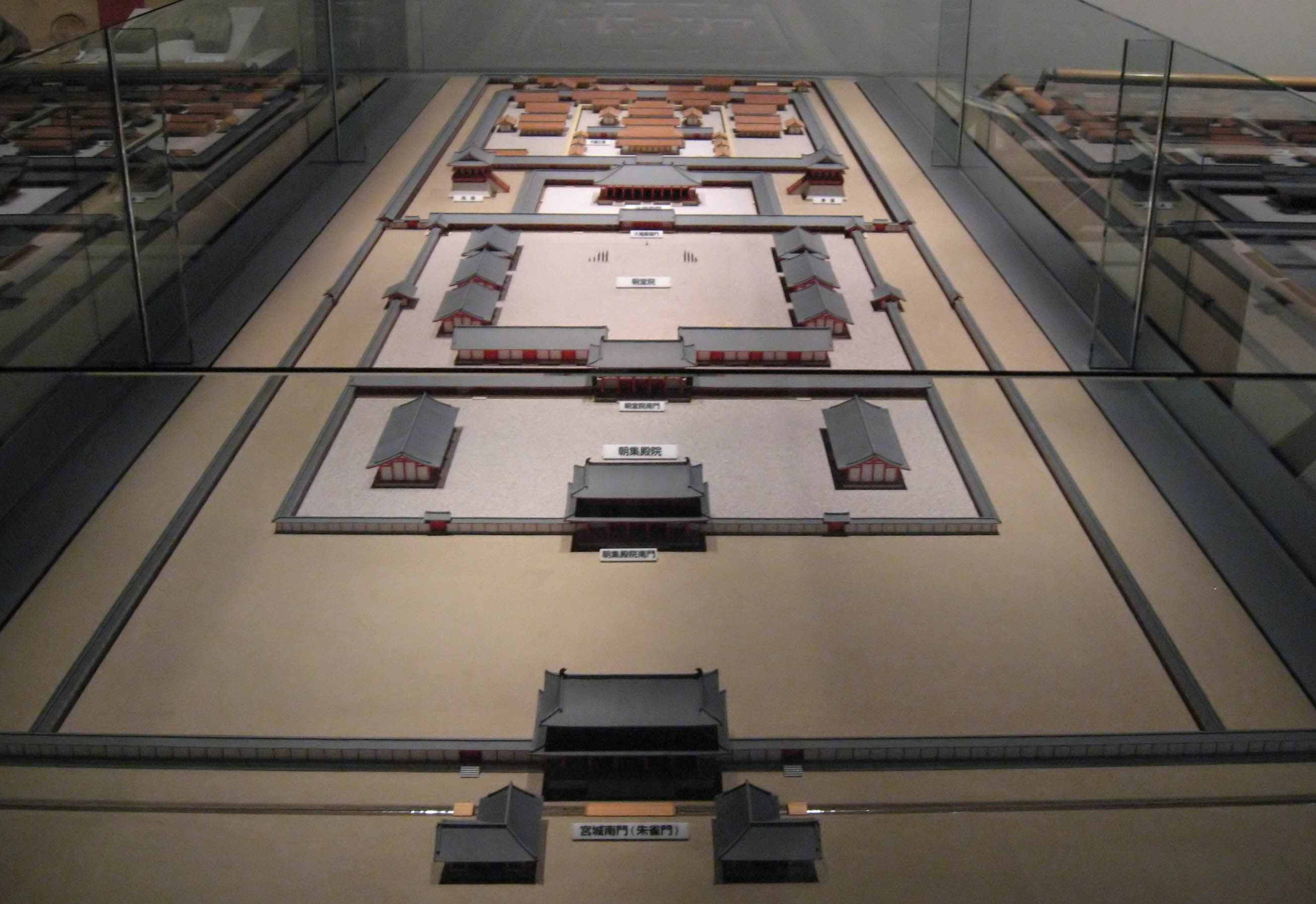
古墳時代末期の難波宮の復元模型（大阪歴史博物館）

### 古代
古代の日本列島は、大陸からの影響が絶大であったが、その影響の中で少しずつ自らの文化の独自性を模索し、最終的に日本独自の文化が花開いた。
飛鳥時代から、日本は大陸に積極的に朝貢し、中国や朝鮮半島の文化や技術・思想を取り入れてきた。代表的なものには、漢字、仏教、建築の様式、金属器（玉・鏡・刀・剣）などがあった。後に、遣隋使や遣唐使といった留学生たちが派遣され、隋王朝・唐王朝の文化を学ばさせ、日本に持ち帰っていた。これより、日本固有の文化に外来文化が意図的に融合していきた。9世紀半ばの承和年間の派遣を最後に、遣唐使そのものが途絶え、894年には新たな遣唐使派遣が計画されていたが、菅原道真の提言により中止された。
同時に、日本はこれらの外来文化を消化しつつ、「国風文化」の時代を迎えていた。貴族の女性たちの間では「純漢字」を変えて「かな文字」を生ませ、和歌や物語・日記などの文学が栄えていて、『源氏物語』や『枕草子』がその代表である。一方、当時の日本人は大陸文化を完全に敵視することが無く、上流貴族の間では大陸、とくに中国からの工芸品・美術品、つまり「唐物」を引き続き大切にされていた。
また、飛鳥時代に建てられた法隆寺と、奈良時代の唐招提寺といった建築には、まだ中華風の要素が濃く残っていたが、平安時代に入ると「日本ならではの美」が一層顕著になり、京都府宇治市の平等院鳳凰堂のような和風の建築様式は「和様」と呼ばれるようになった。
この時代に関連する文化には、後期の古墳文化、飛鳥文化、白鳳文化、天平文化、弘仁・貞観文化、国風文化、院政期文化が含まれている。

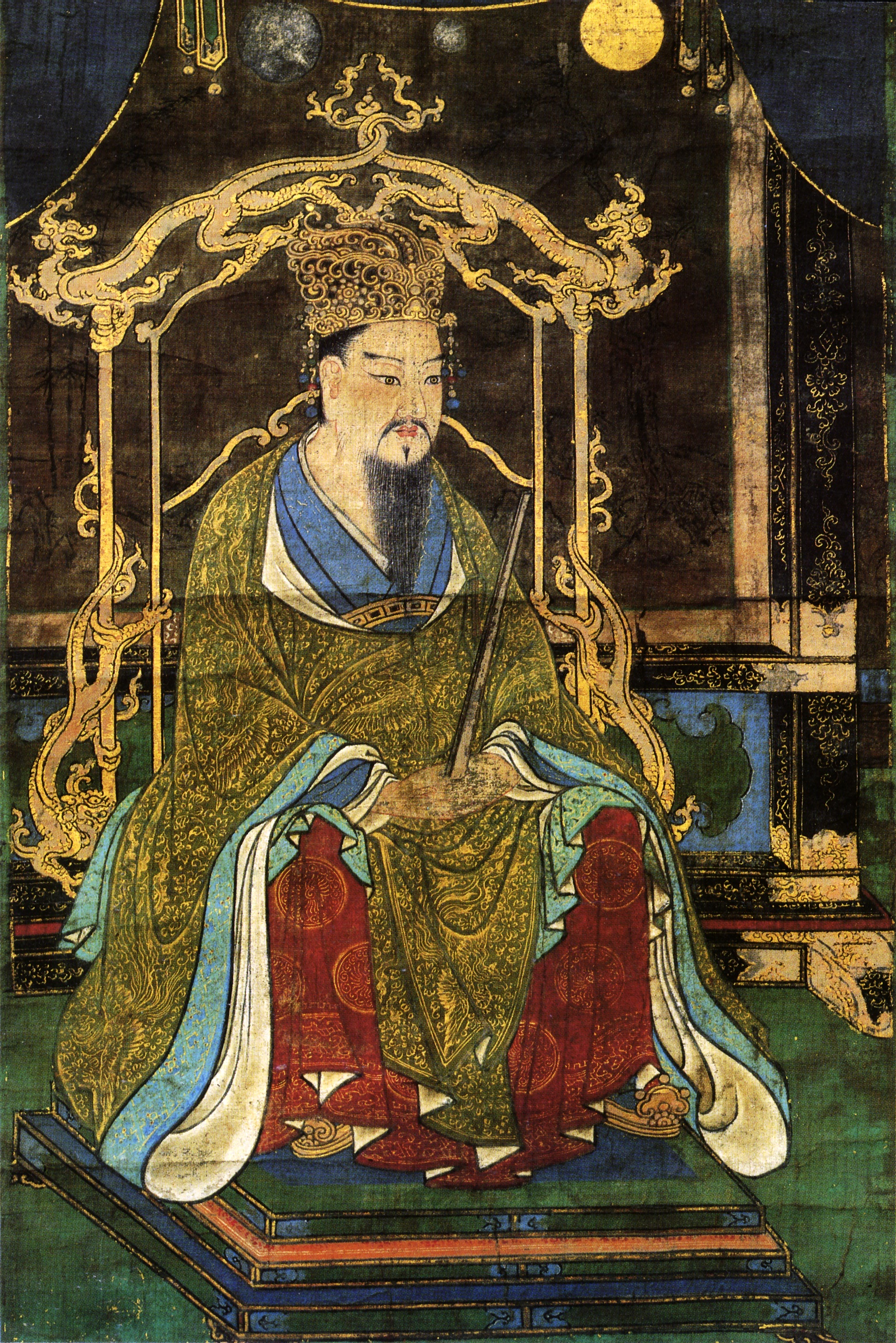
平安京への遷都を実現させた桓武天皇。日本の和服より、中国の漢服のような服装を着ている。
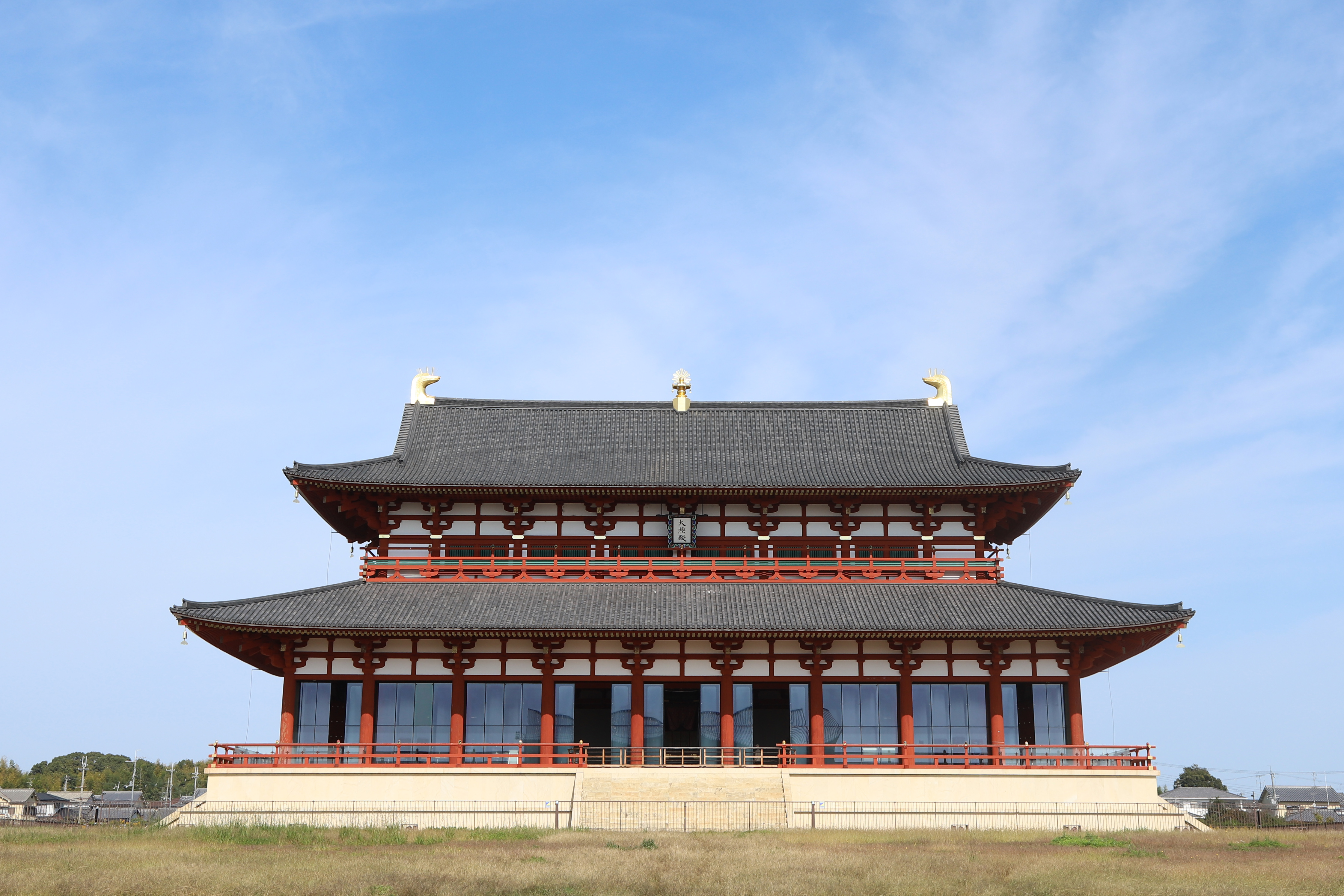
現代に復元された平城宮の大極殿。これは奈良時代の建築で、中国の影響がみられる。
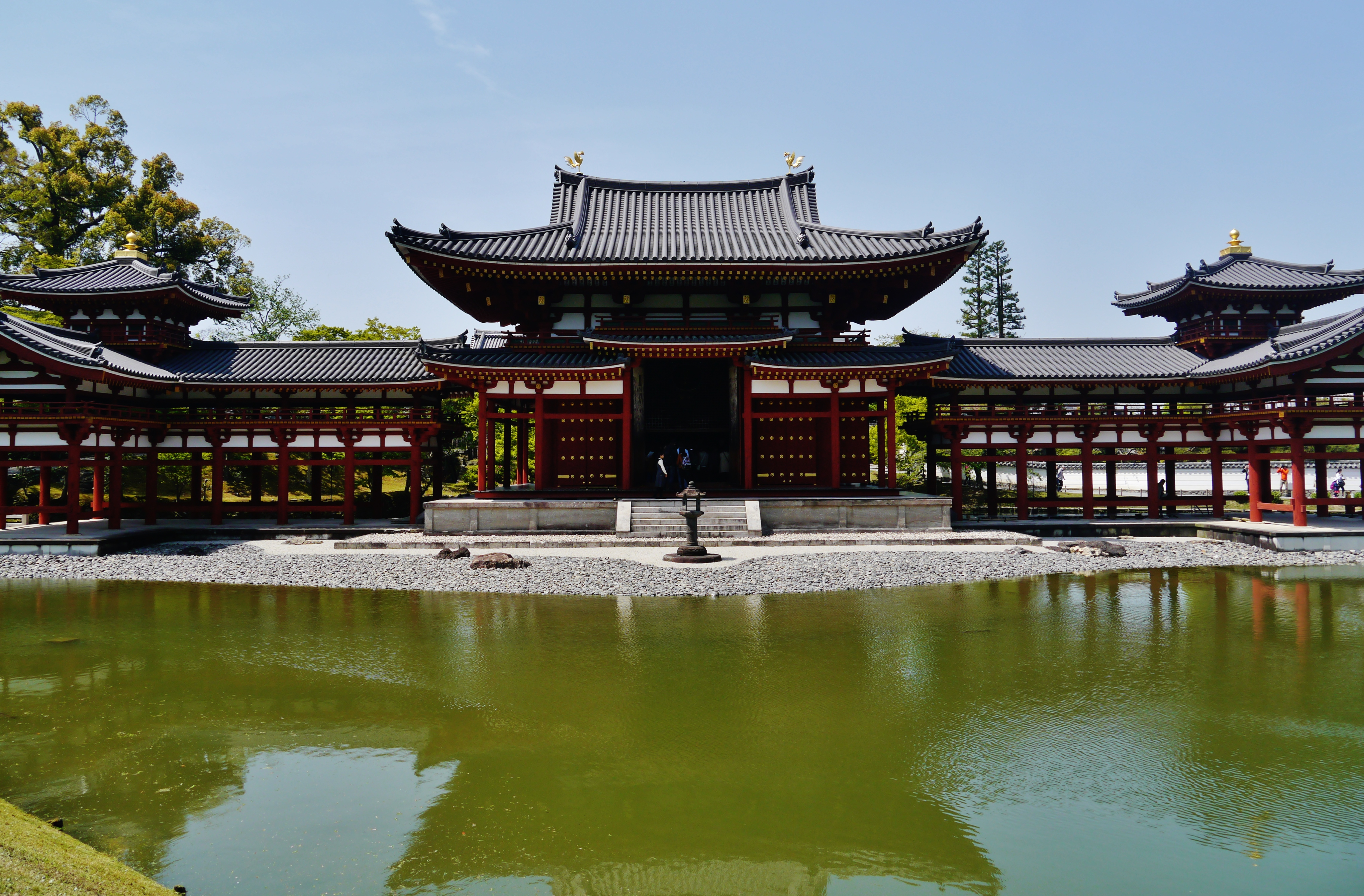
平安時代の平等院鳳凰堂は、明らかに中国の審美観とは異なり、朝鮮半島の非常に長い屋根を持つ建築様式に近い[独自研究?]。これは「和様」と呼ぶ。
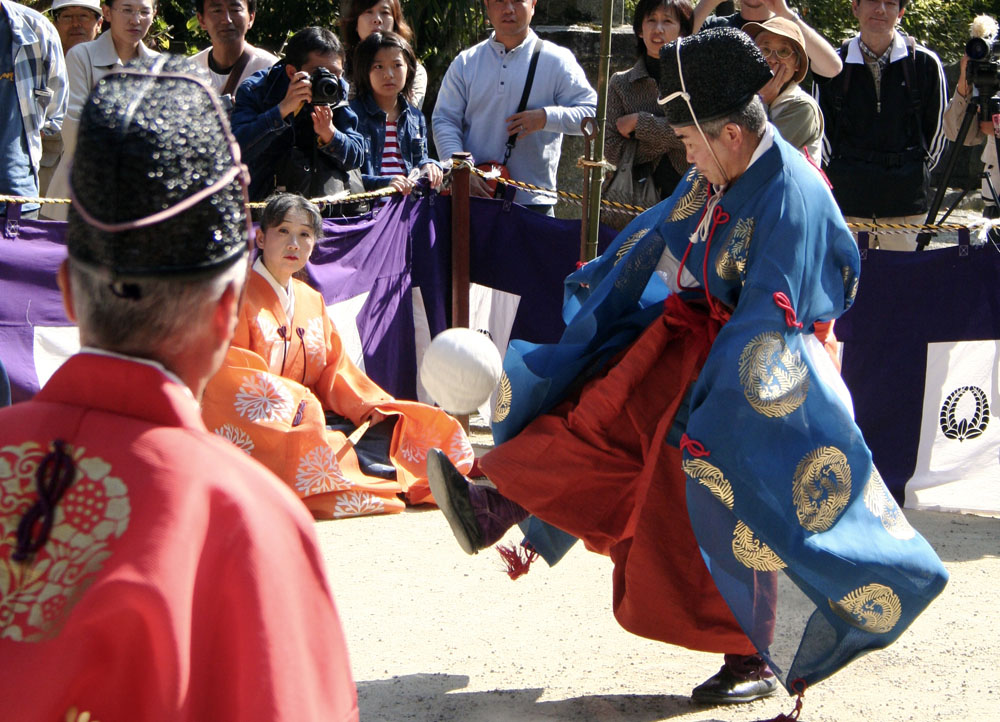
「蹴鞠」は飛鳥時代で中国から日本へ渡来した。貴族や武家・神官・一般民衆を問わず親しまれた。
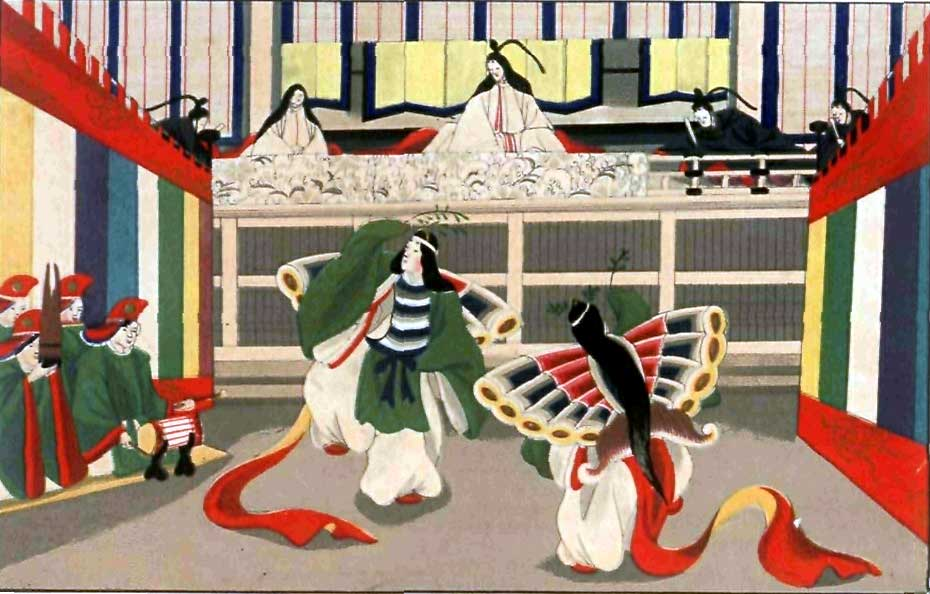
「雅楽」は中国から伝来し、日本での歴史は奈良時代に遡る。この画像は『日本の礼儀と習慣のスケッチ』、1867年出版。
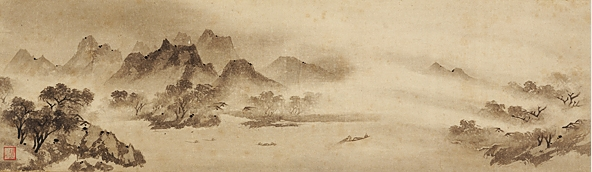
南宋の僧人・牧谿が描いた『漁村夕照図』は、日本の「国宝[45]」として知られる唐物である。

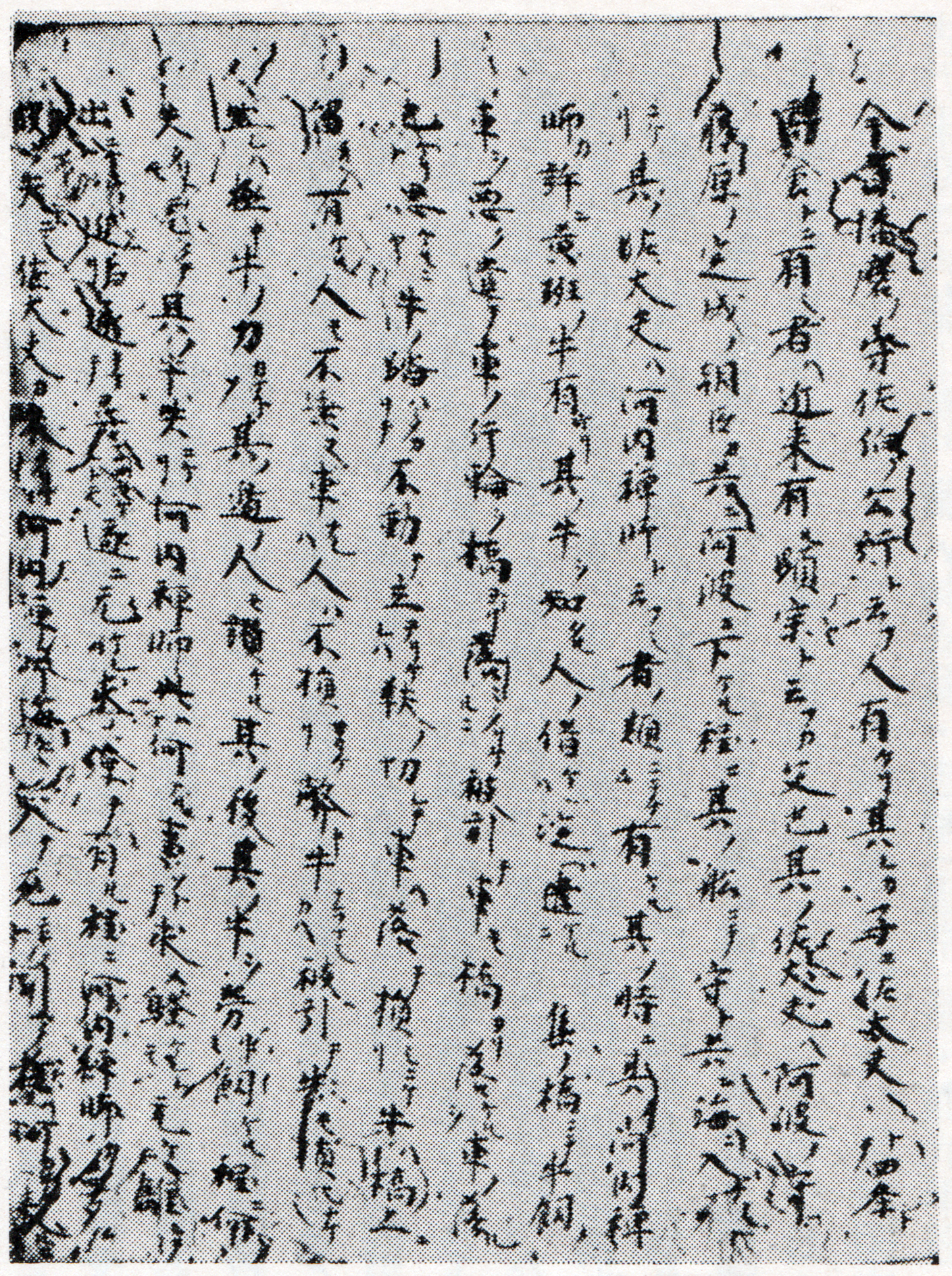
『今昔物語集』は平安時代に漢字仮名交じり文で書かれた作品。この写真は鎌倉中期の再版。
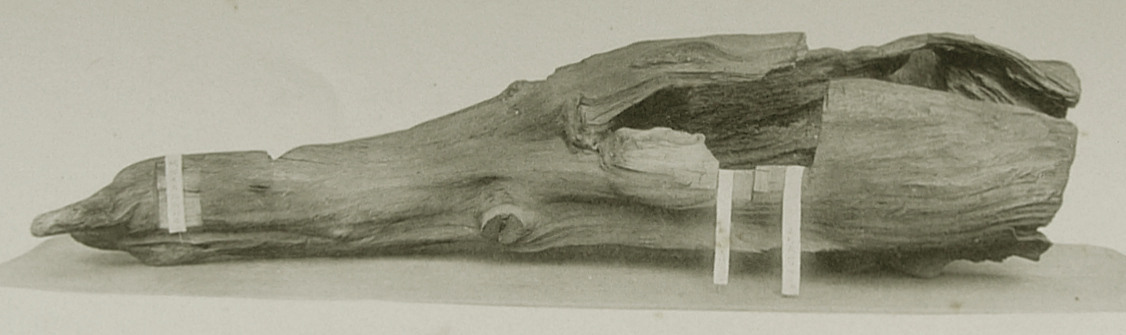
「蘭奢待」は天下第一の名香と謳われる香木。正倉院の中倉の薬物棚にある。
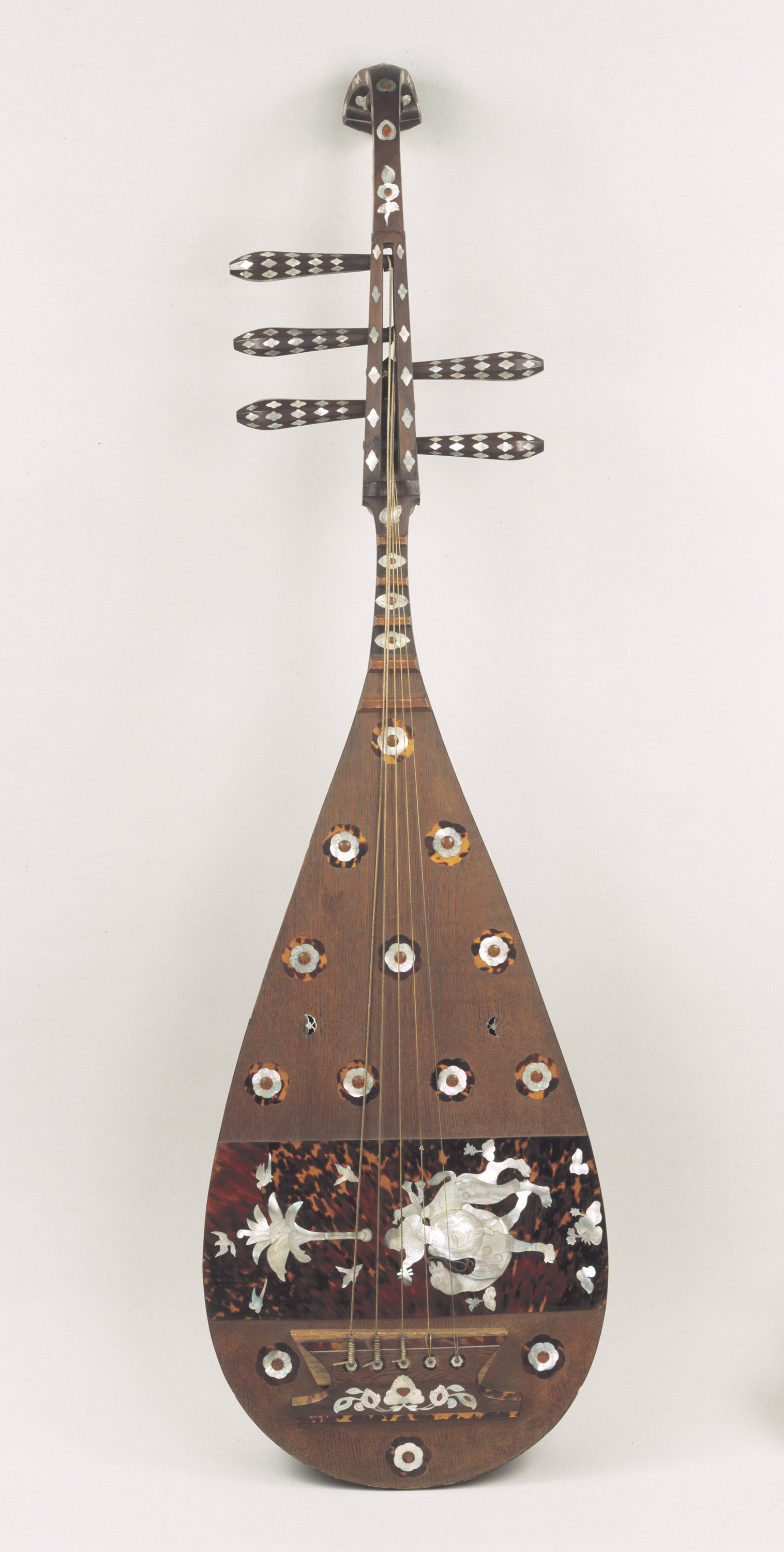
この「螺鈿紫檀五絃琵琶」は聖武天皇の遺品。インドに起源を持ち[46]、唐王朝をへて日本に伝わったとされている[47][48]。
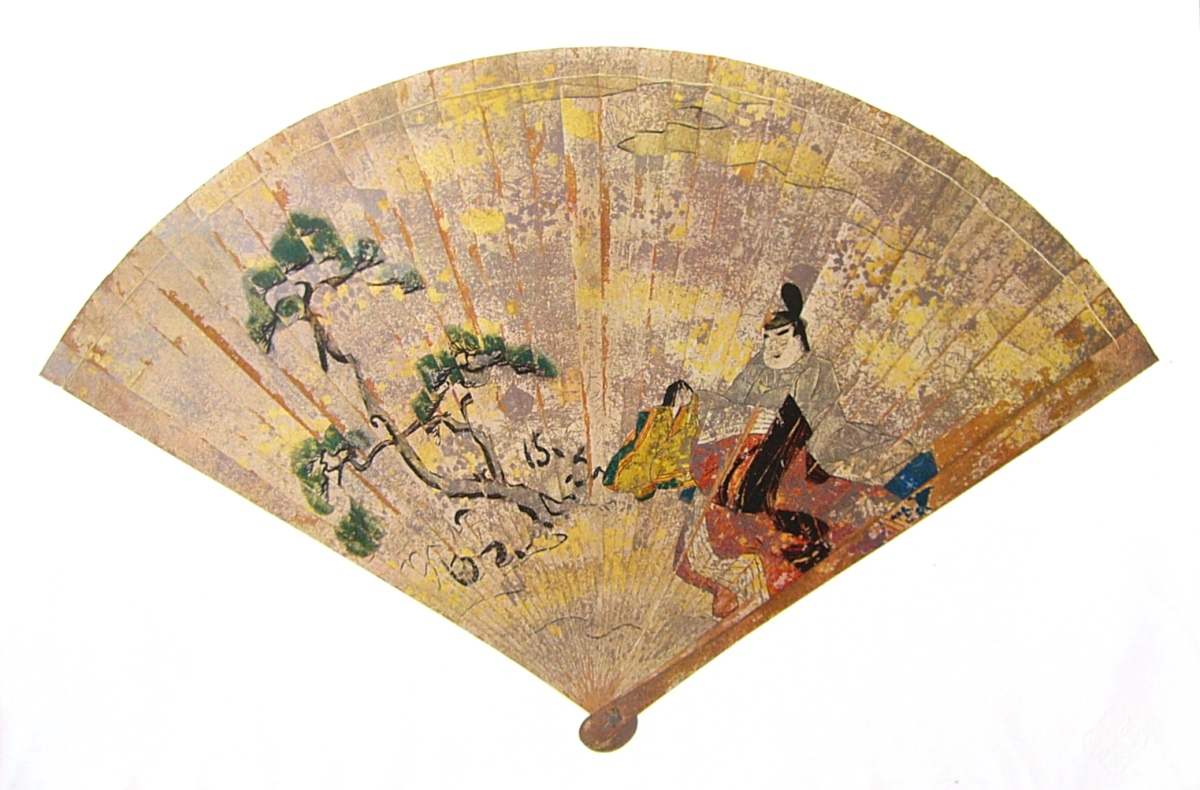
「彩絵檜扇」平安時代後期、厳島神社蔵。
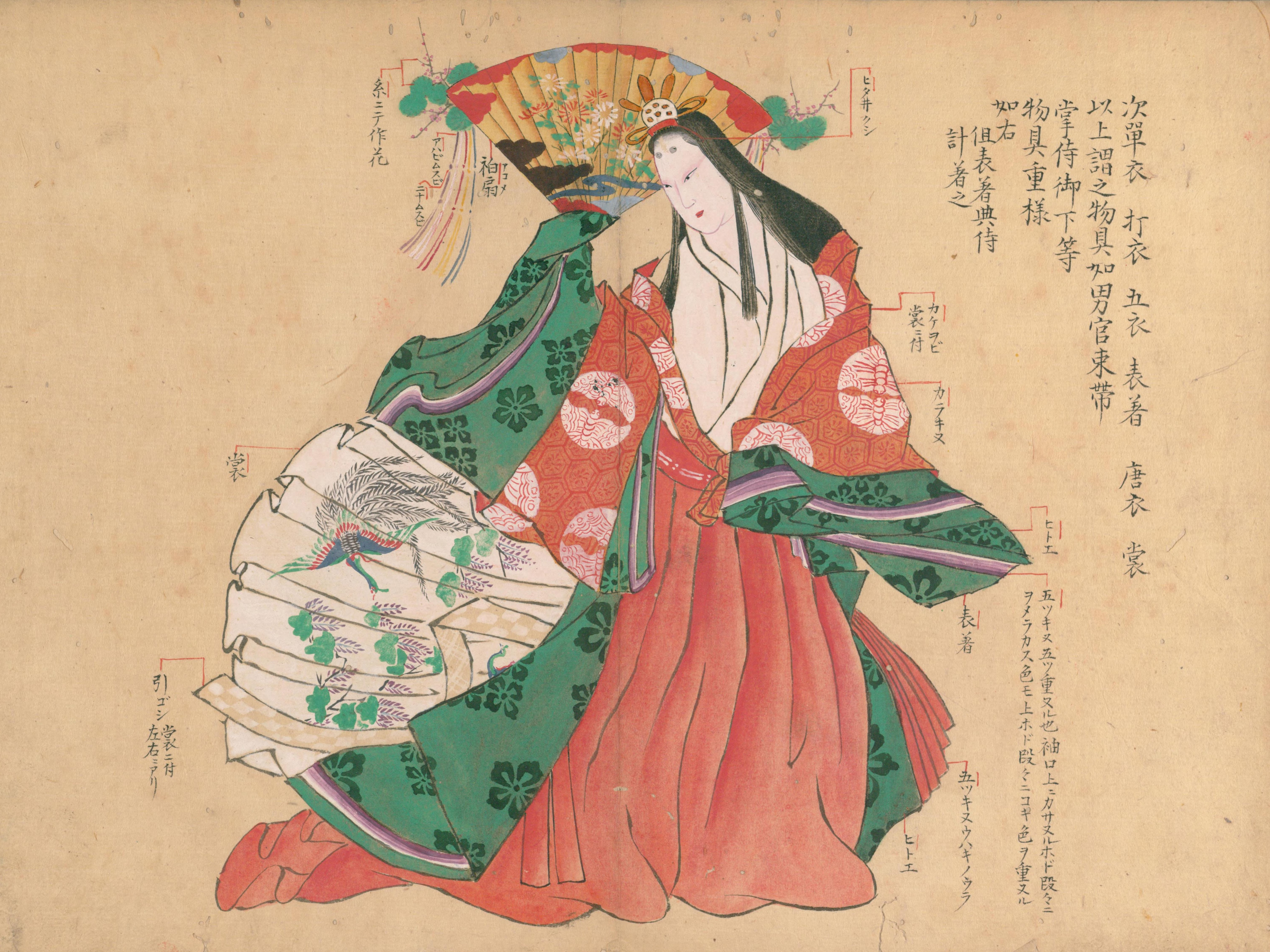
『装束着用之図』より、平安時代以降の女官が着用している十二単と唐衣が描かれた図。
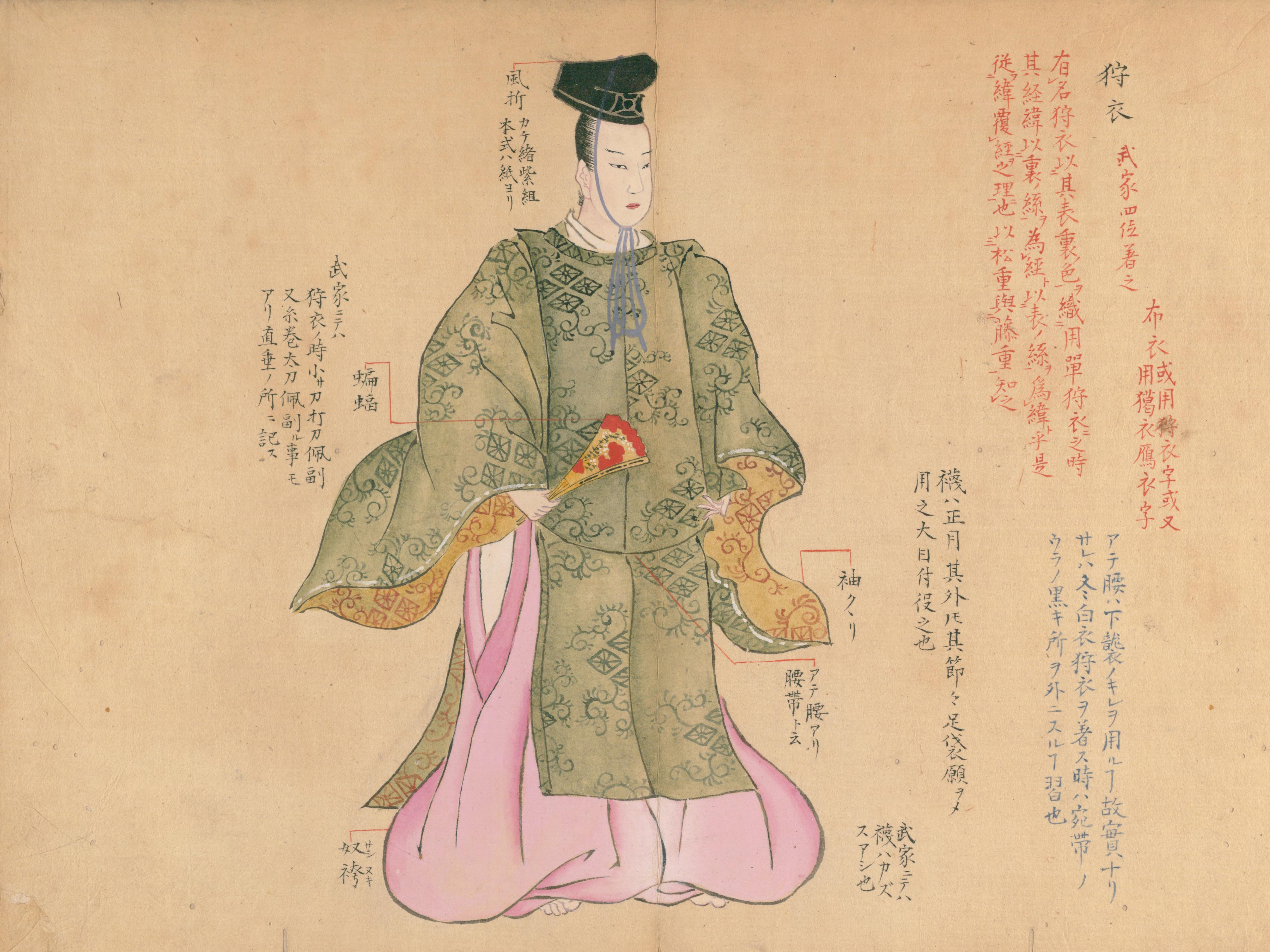
狩衣は、平安時代以降の公家の男性の普段着。武家の礼服ともなっていた。

### 中世
古代末から中世に武士が台頭してくると、貴族は地位を追われていた。中世から現代に至る日本文化の特徴として、貴族文化の薄さが指摘される。代わって権力をった武士により、流鏑馬、犬追物など武士特有の文化が生まれ、合戦をテーマにした軍記物語（平家物語など）も生まれていた。彫像も、力強い肉体を持った物へと代わっていった（金剛力士像等はその代表といえる）。都や農村では猿楽や田楽などの舞踊が発達していた。平清盛の宋との貿易以降、日宋貿易が盛んに行われていた。
この時代には禅宗僧の往来がしきりで、禅宗とともに持ち込まれていた大陸文化、つまり精進料理・水墨画・喫茶の習慣などはその後の日本文化の発展に大きな影響を与えていた。天竜寺船、勘合貿易により中国との往来は絶えることはなく、銅銭が大量輸入され、唐物が珍重されていた。室町時代は戦乱の世であったが、東山文化の時代を中心にして、猿楽能・茶の湯・書院（書院造）などが発展し、今日「日本的」といわれる文化の多くがこの時代に創られていた。
該当する文化： 鎌倉文化・室町文化（北山文化と東山文化）

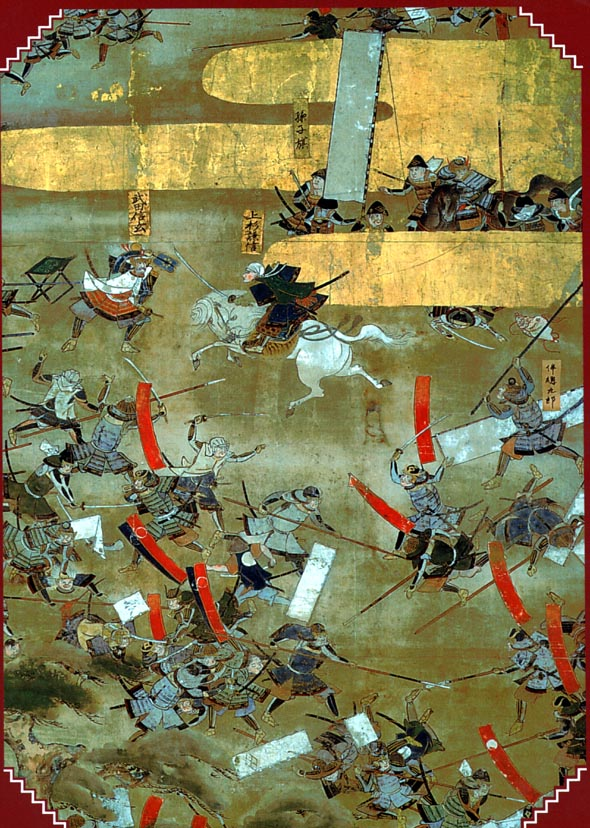
川中島の戦い（天文22年［1553年］）の様子が描かれた一図
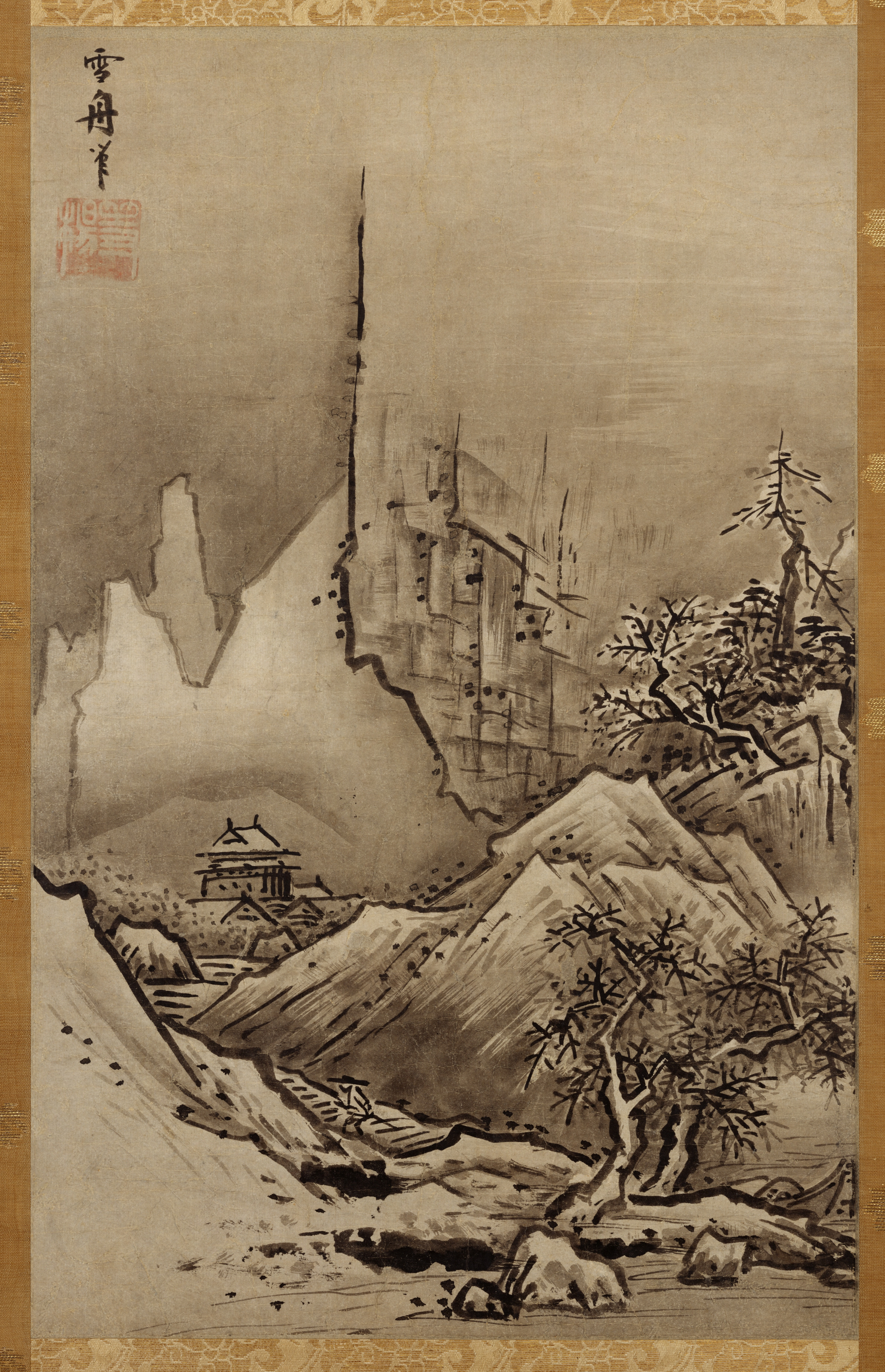
雪舟筆　秋冬山水図のうち冬景
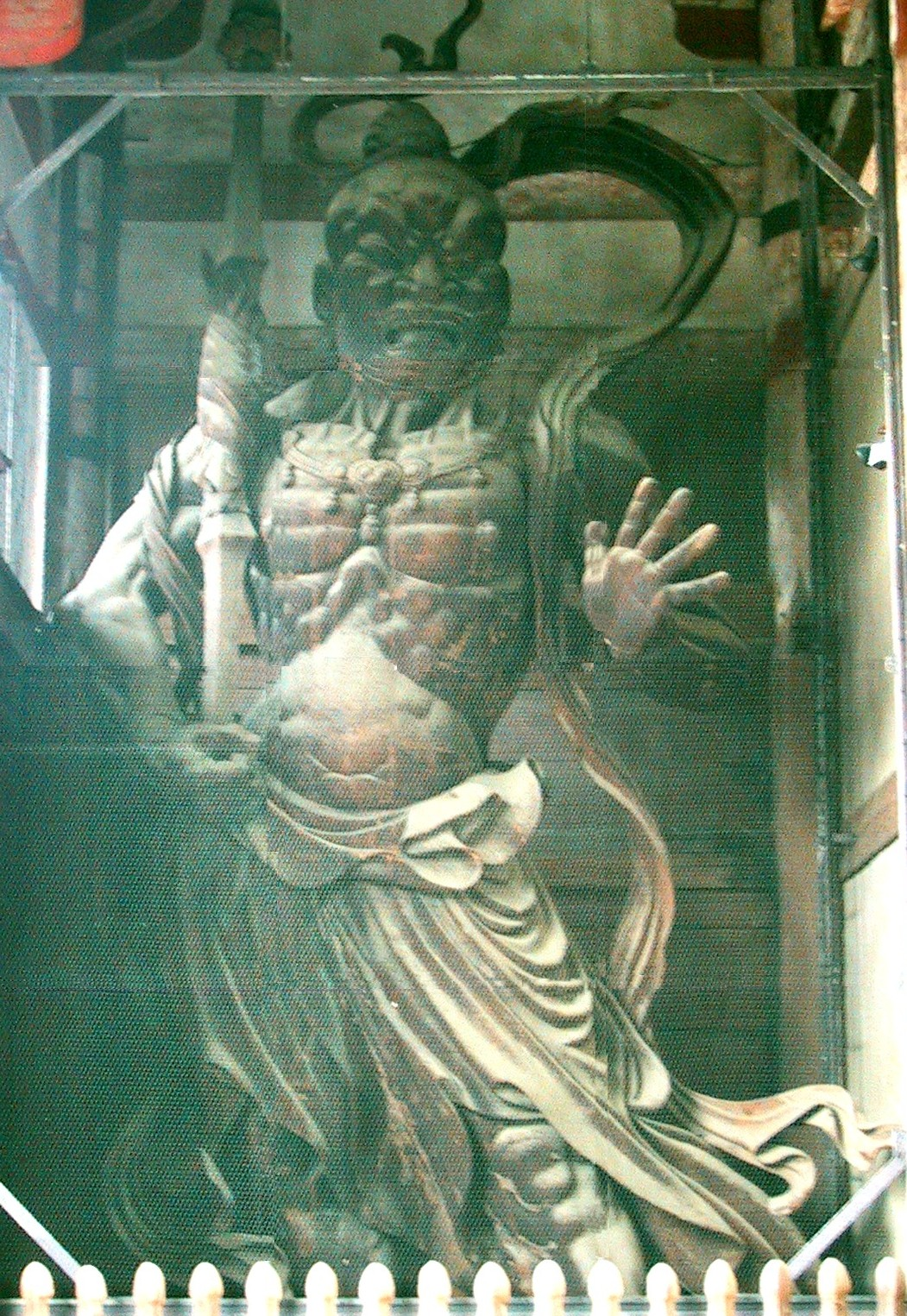
木造金剛力士像
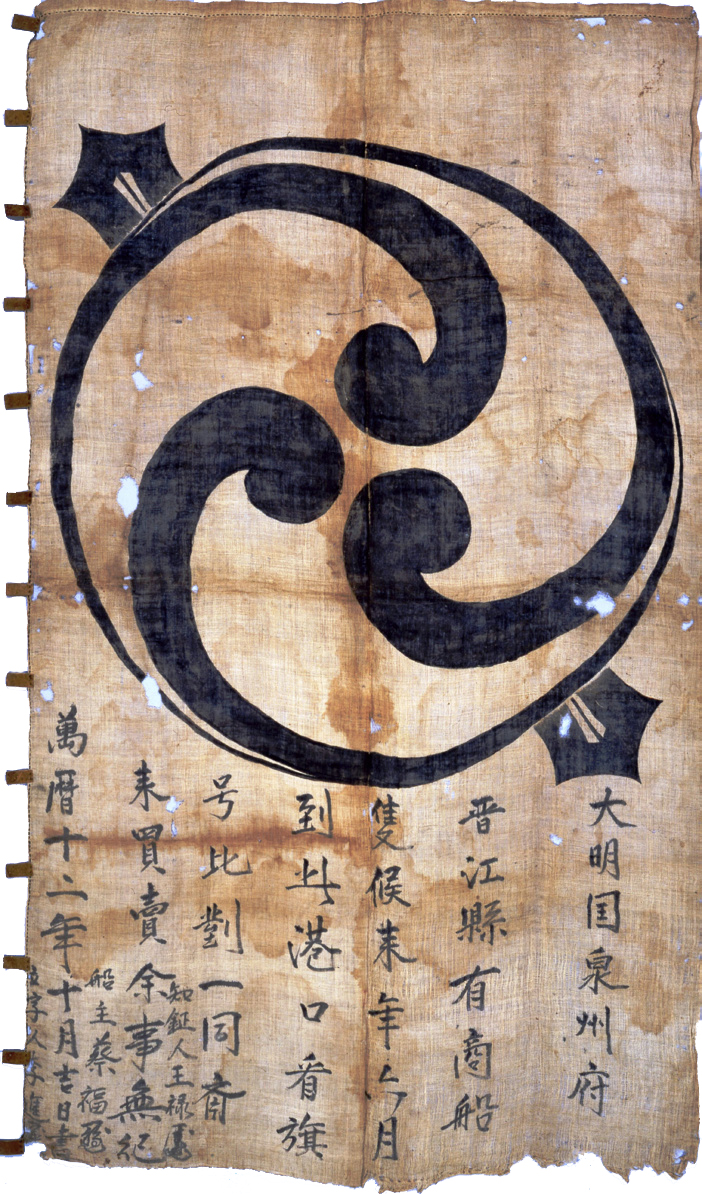
日明貿易船旗 万暦十二年（1584年）重要文化財（山口県文書館蔵）
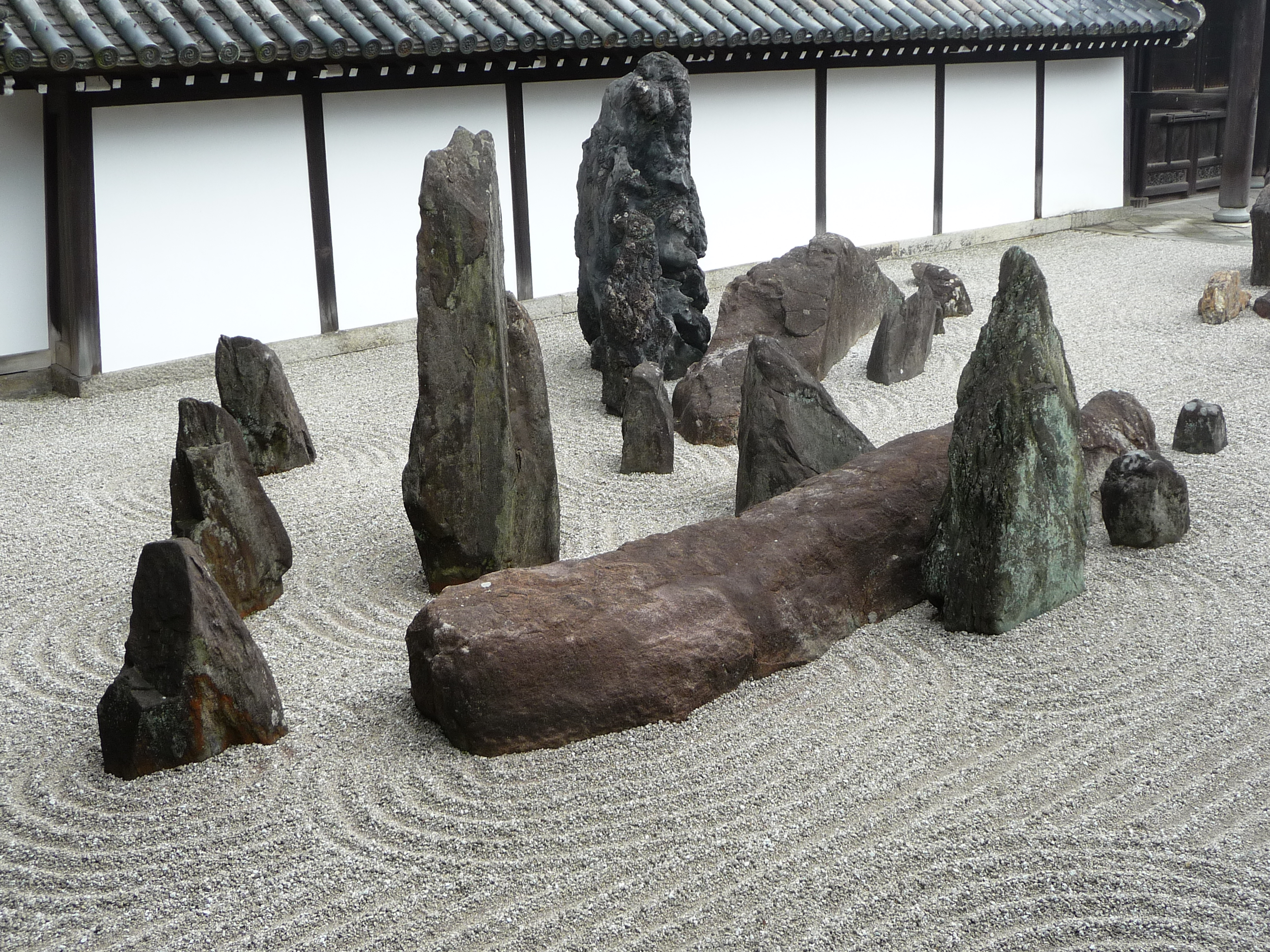
枯山水の蓬莱石組（東福寺）
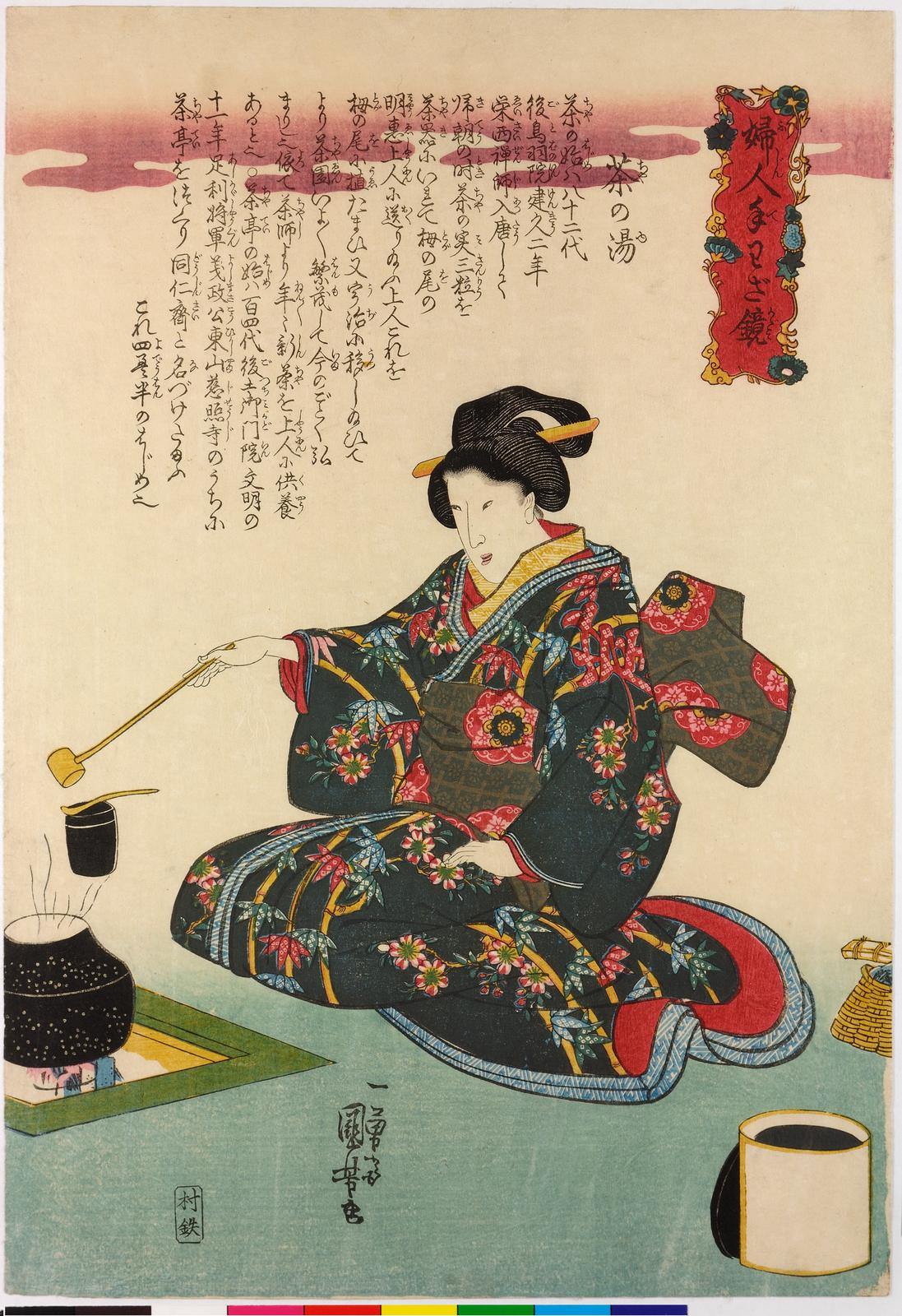
茶道をしている様子。
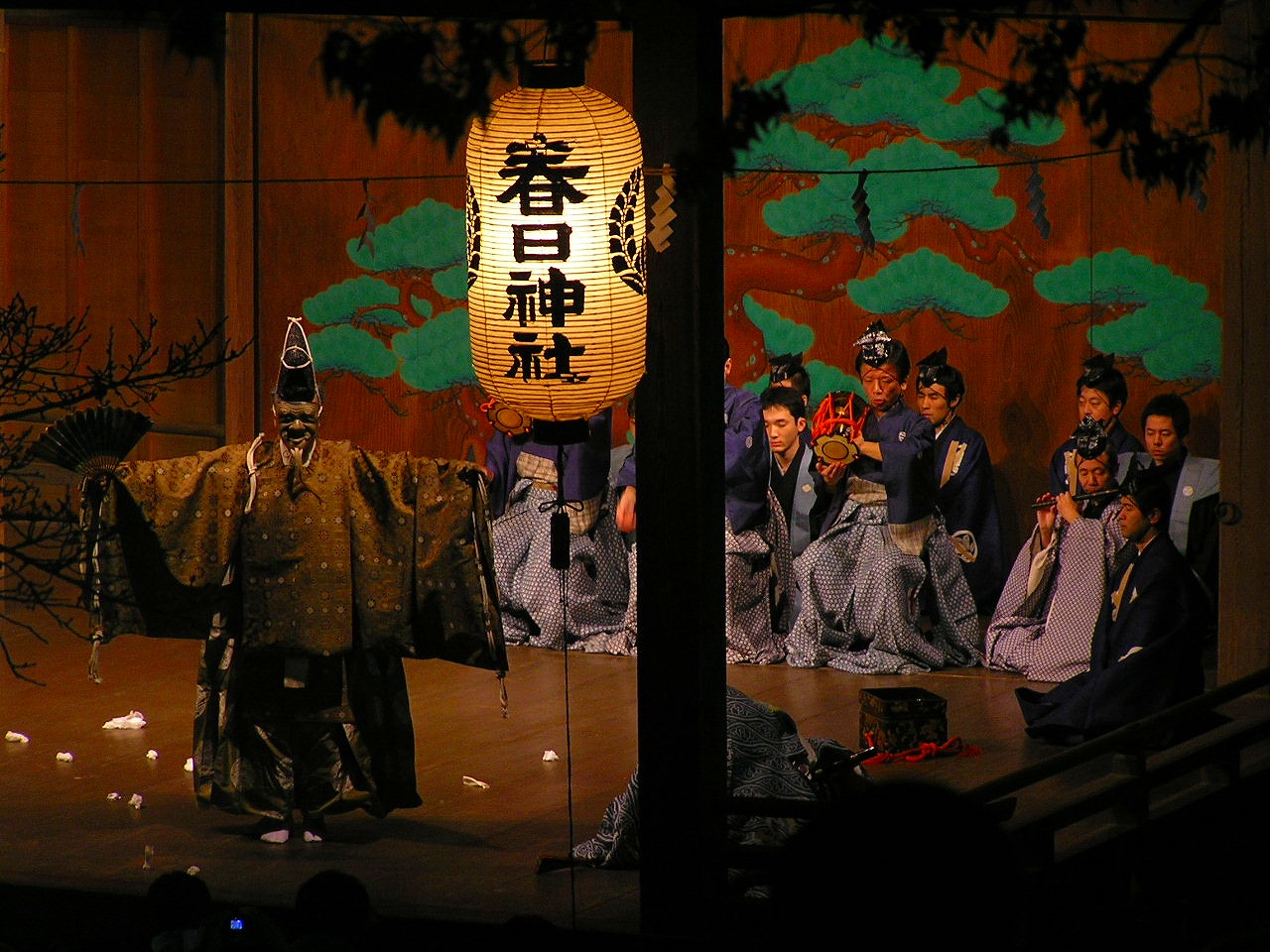
猿楽、つまり現代の能（丹波篠山市の翁奉納 春日神社）

### 近世
安土桃山時代には、欧州から新しい異文化、つまり「南蛮文化」がもたらされていた。鉄砲の導入により戦闘様式が一変し、大名たちは「天下統一」の道が開かれたほか、外来語や、天ぷら・金平糖・カステラなどの食べ物も伝わていた。イエズス会などの宣教師たちはキリスト教の布教に努めていたが、朝鮮出兵で捕虜となった朝鮮王国の技術者とともに、日本の活版印刷の技術力を上げさせて、刊行本が始めていた。 
江戸時代の初期には「天下泰平」のもと安定し、天草・島原の乱の鎮圧したあと長い平和が続いた。 
徳川幕府は、ポルトガルやスペインなどのカトリック教会の国々に警戒し、「鎖国」という道を選び、キリスト教に対する禁教的な政策を実施していた。この時期にはオランダや清王朝、李氏朝鮮、琉球王国、アイヌ民族以外の国々と隔絶されていた。とくに中国や朝鮮との交流は続いており、盛んであった。西洋諸国との交流は厳しく制限されていたが、長崎の「出島」を通じてオランダとの貿易が頻繁に行われていた。  
日本独自の文化は、約265年にもわたった江戸時代で最盛期を迎え、庶民の間では「娯楽そのもの」が隆盛を極め、多くの新しい遊び方が生まれ、現代の日本人にもそれを受け継がれている。たとえば、歌舞伎や人形浄瑠璃といった芝居や、浮世草子や読本といった刊行物、そして浮世絵や大相撲が人気を博し、それらの「庶民文化」や「世俗的な文化」は非常に栄えていた。   
「遊びを極めた文化」が盛んであった一方で、「学問を研究する文化」もきちんと江戸時代に発展していた。寺子屋や藩校の普及により、読み書きやそろばんが広く浸透し、幕府が奨励した儒学に加えて、本草学などの自然科学も発展していた。また、長崎から伝わる中国文化や西洋文化は、当時の日本の知識人の好奇心を刺激し、洋学や蘭学・漢方医学が発展していて、幕末期で開国への原動力の1つとなった。さらに、「大陸の漢字文化を受ける前の日本の姿」を細かく研究しようとする国学などが興った。 
該当する文化には、桃山文化・寛永文化・元禄文化・宝暦・天明文化・化政文化が含まれる。

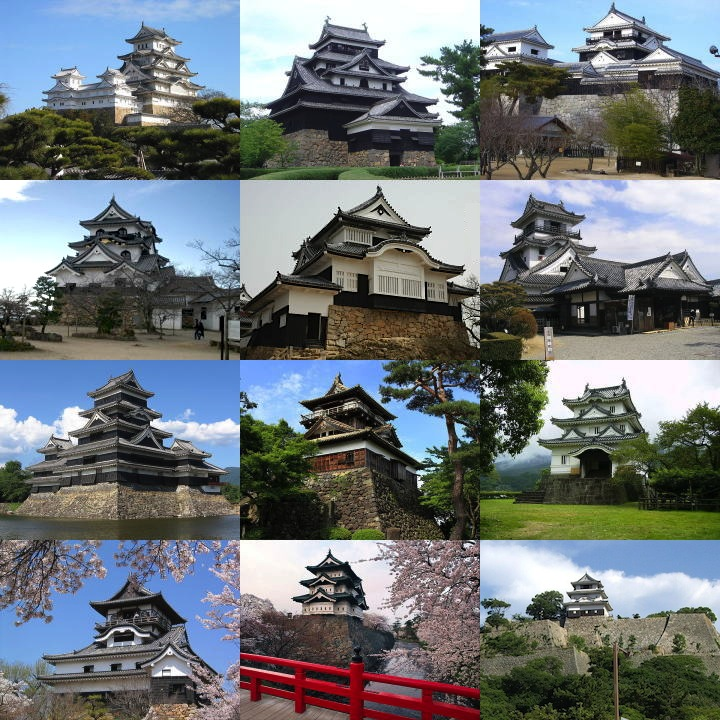
現存している「日本の十二天守」
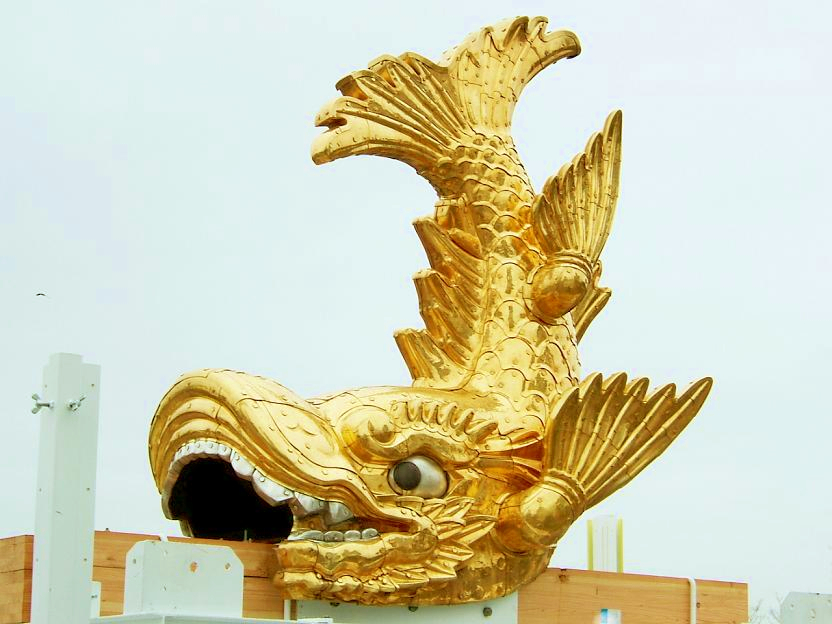
名古屋城の金箔が貼れた鯱
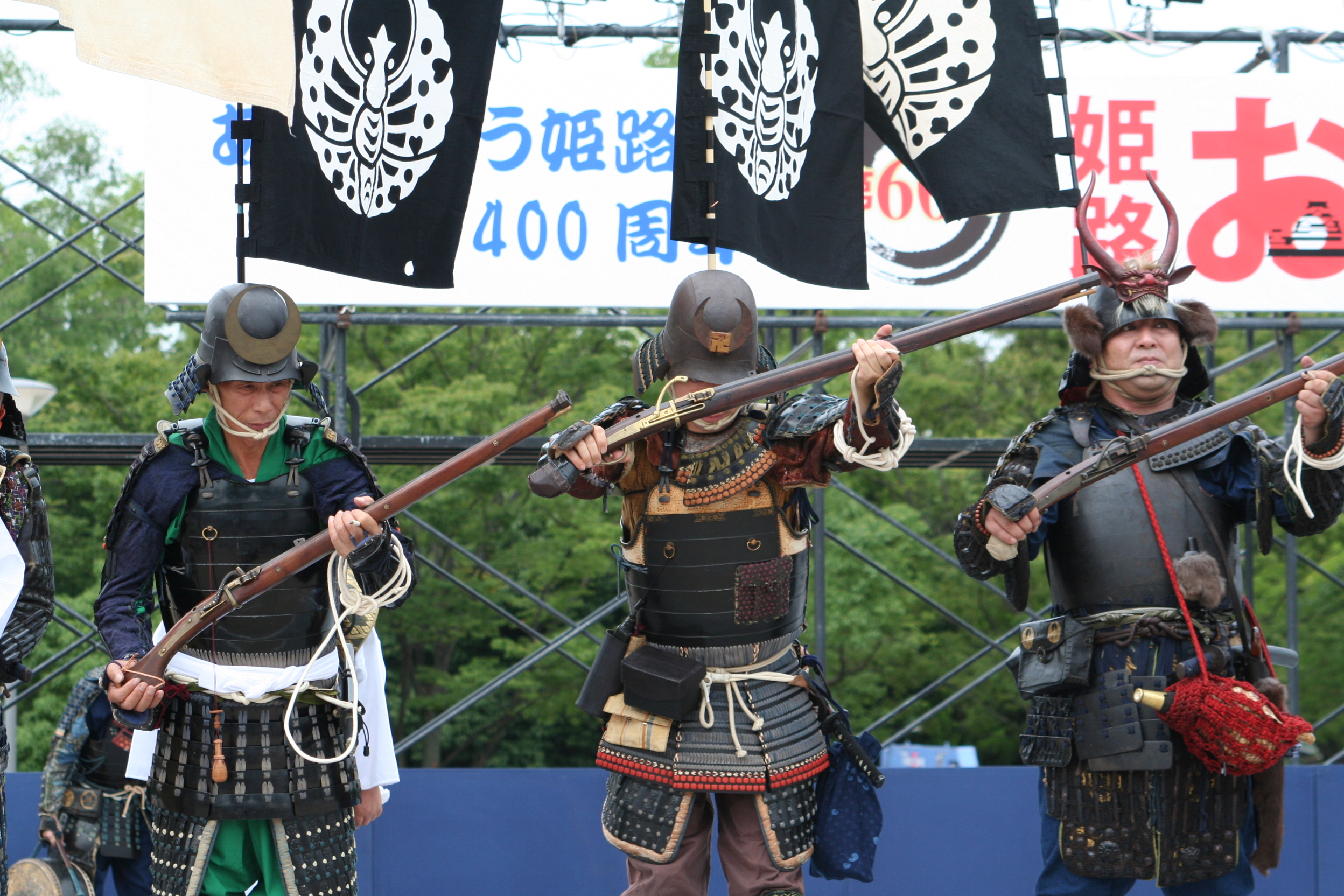
鉄砲足軽をコスプレする男たち、姫路お城祭
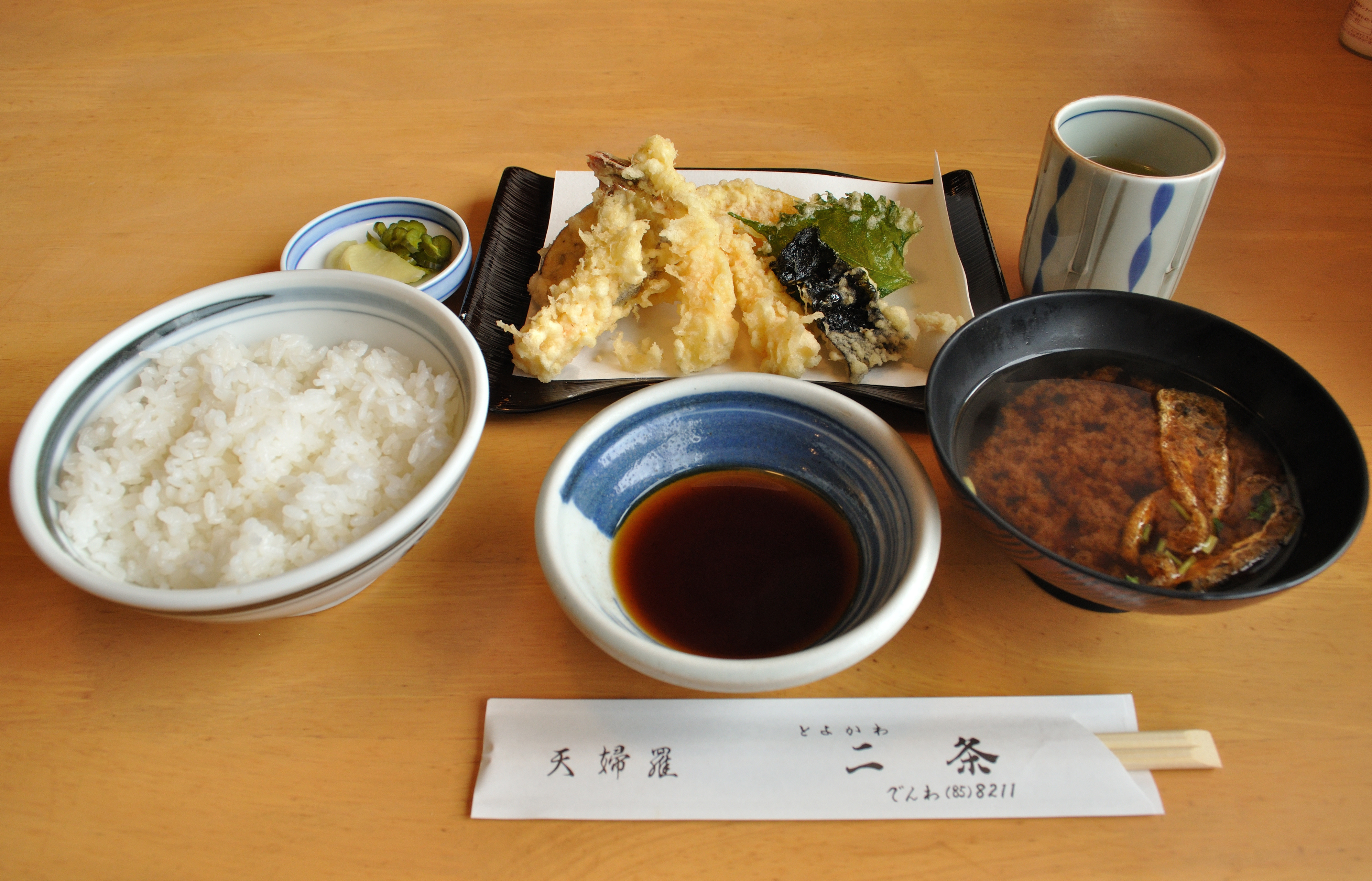
天ぷらは、16世紀にポルトガルの揚げ物が起源の1つとされている
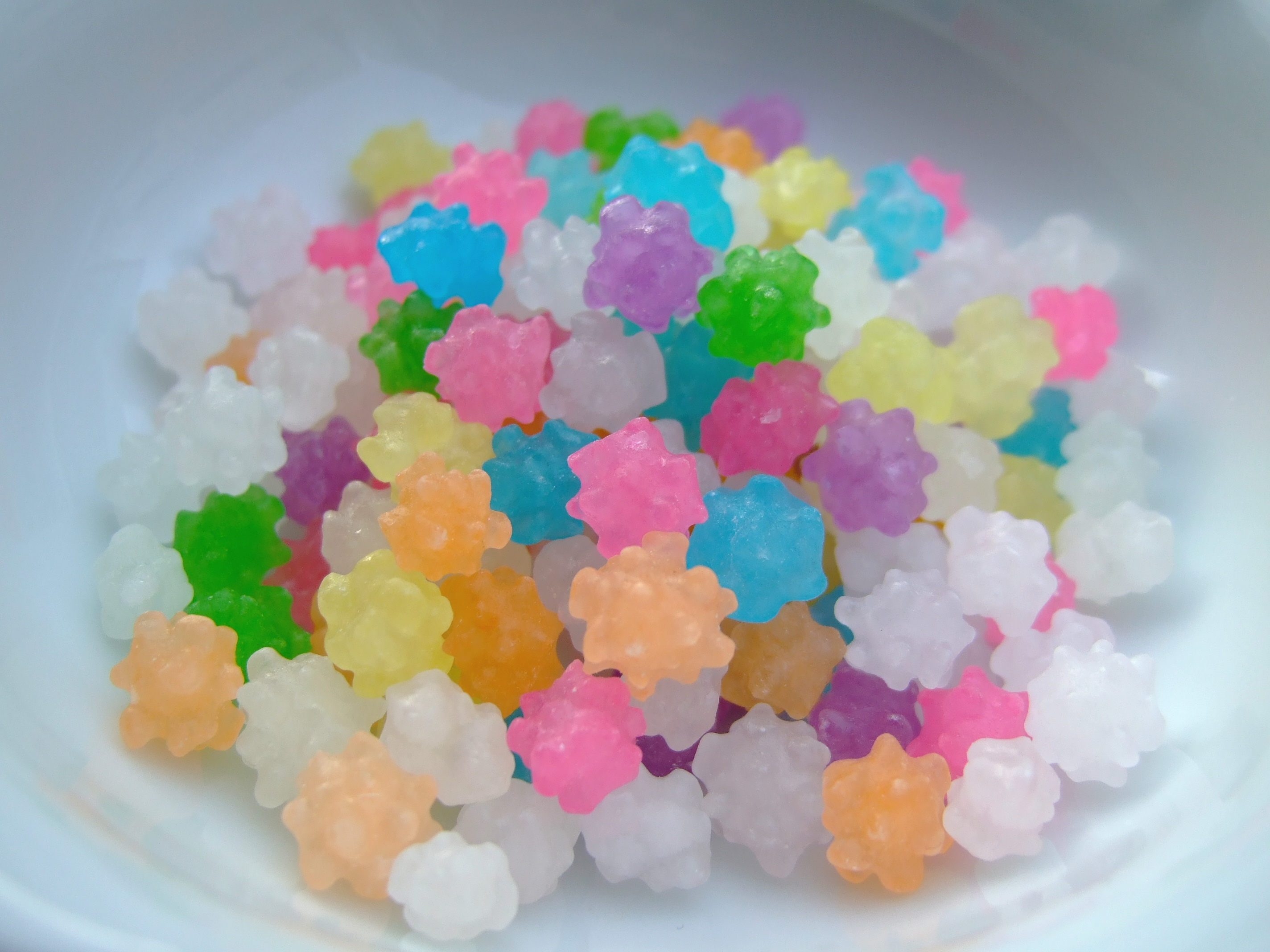
南蛮菓子としての金平糖。これもポルトガル由来
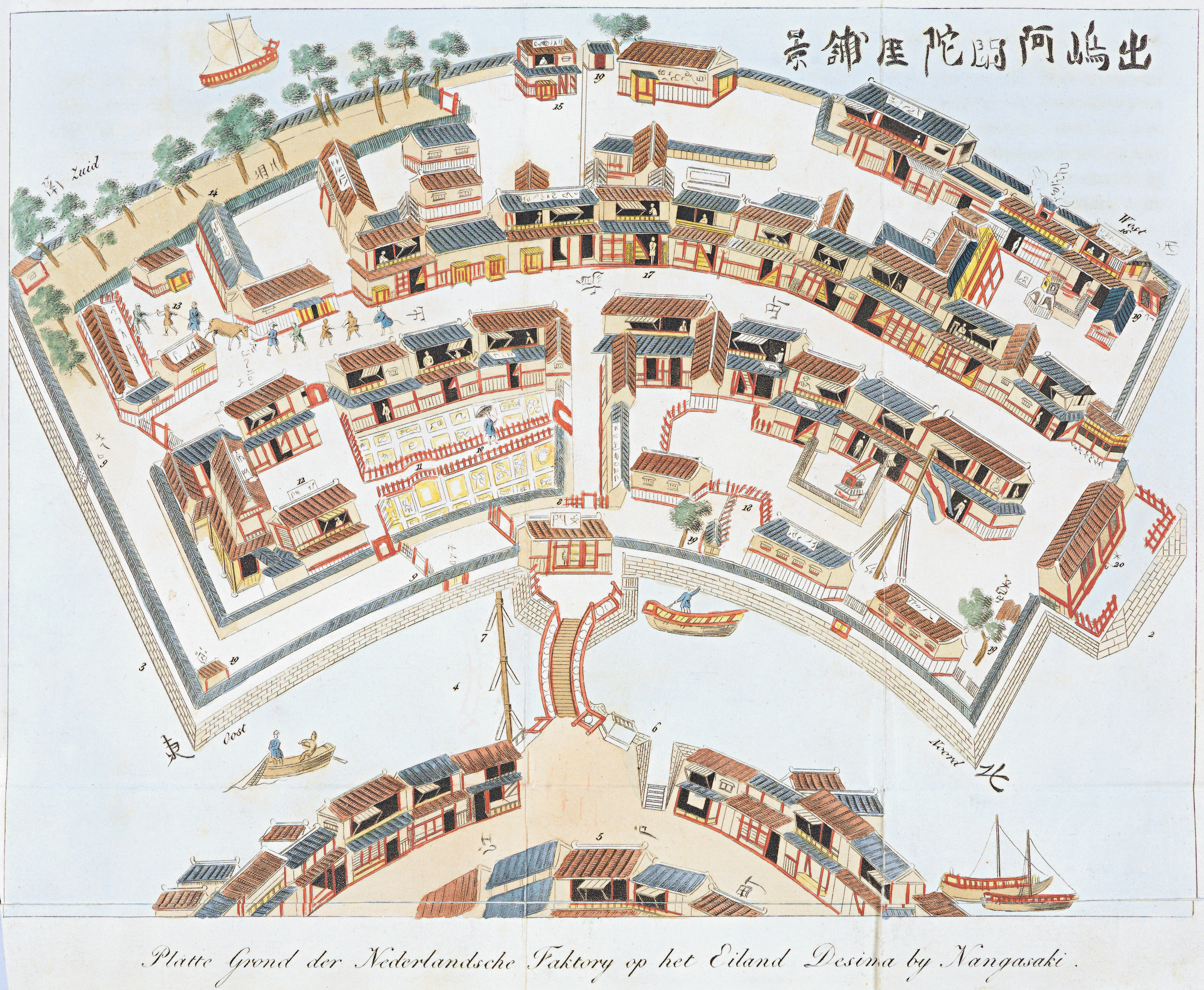
1824年ごろの出島

日光東照宮の陽明門
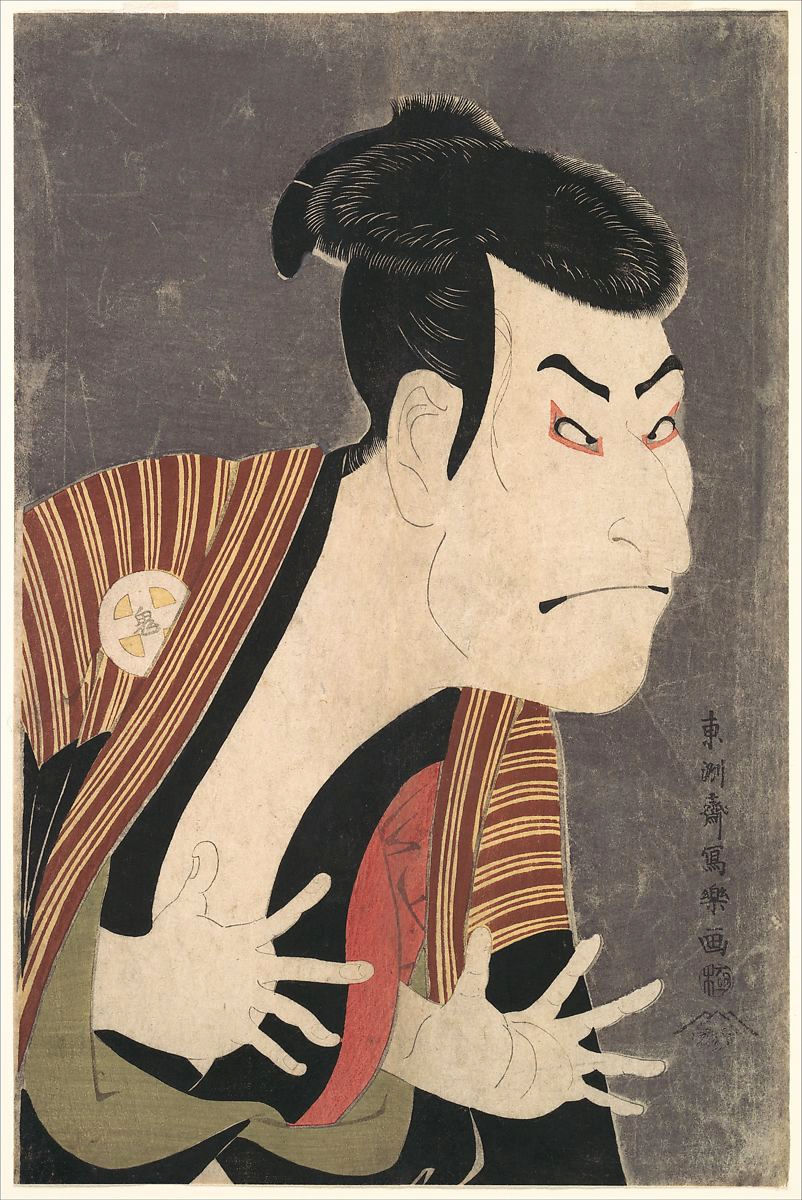
寛政六年、江戸河原崎座上演『恋女房染分手綱』、東洲斎写楽画
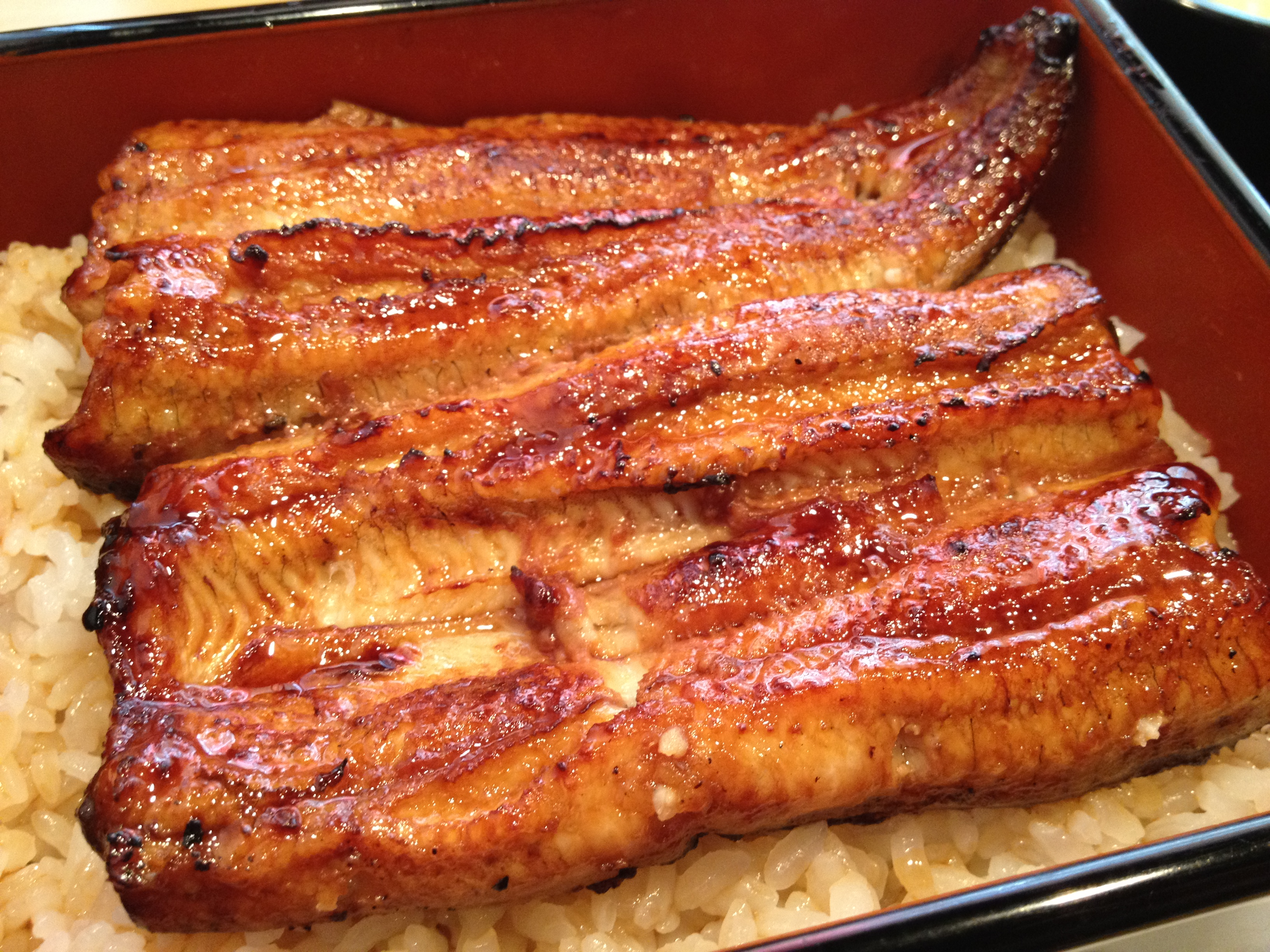
うなぎの蒲焼
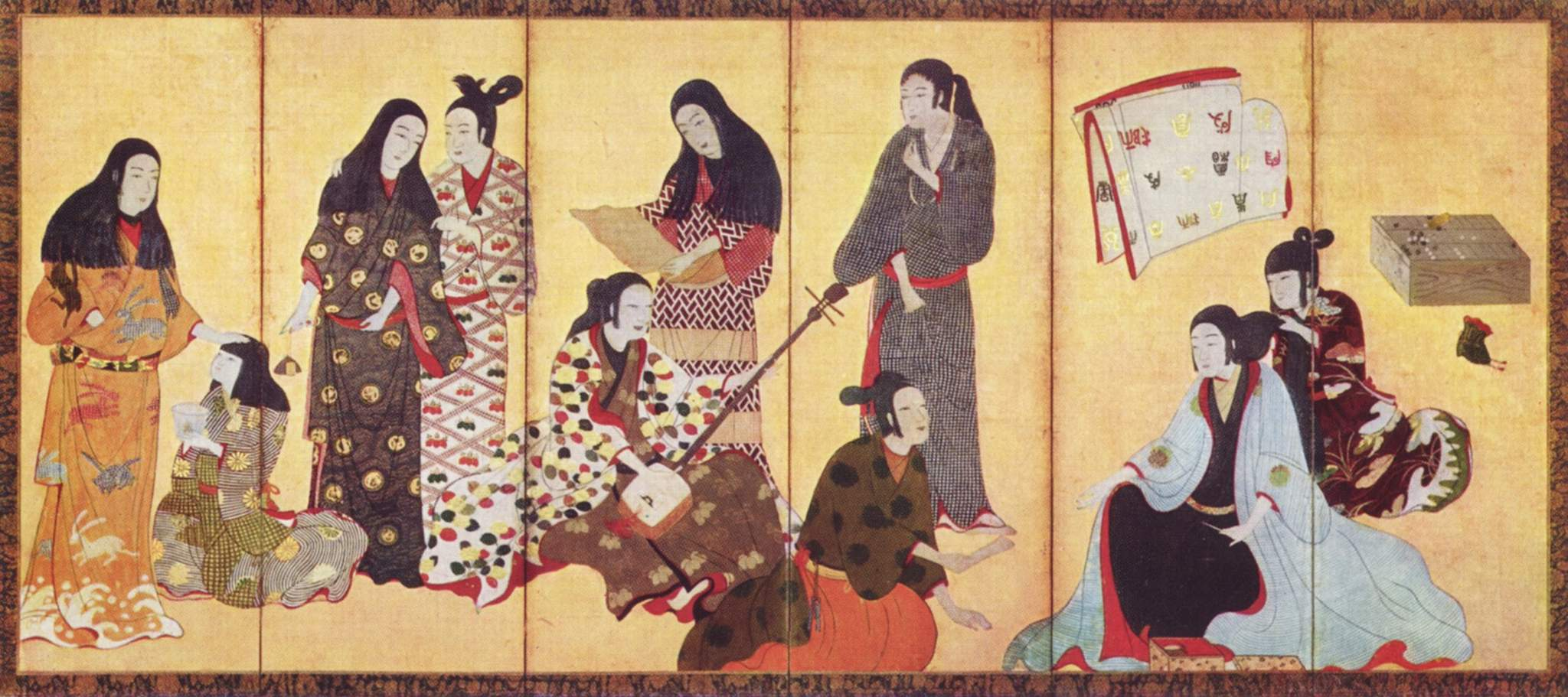
国宝としての「屏風」。この画像は「婦女遊楽図（右隻）」、大和文華館所蔵。
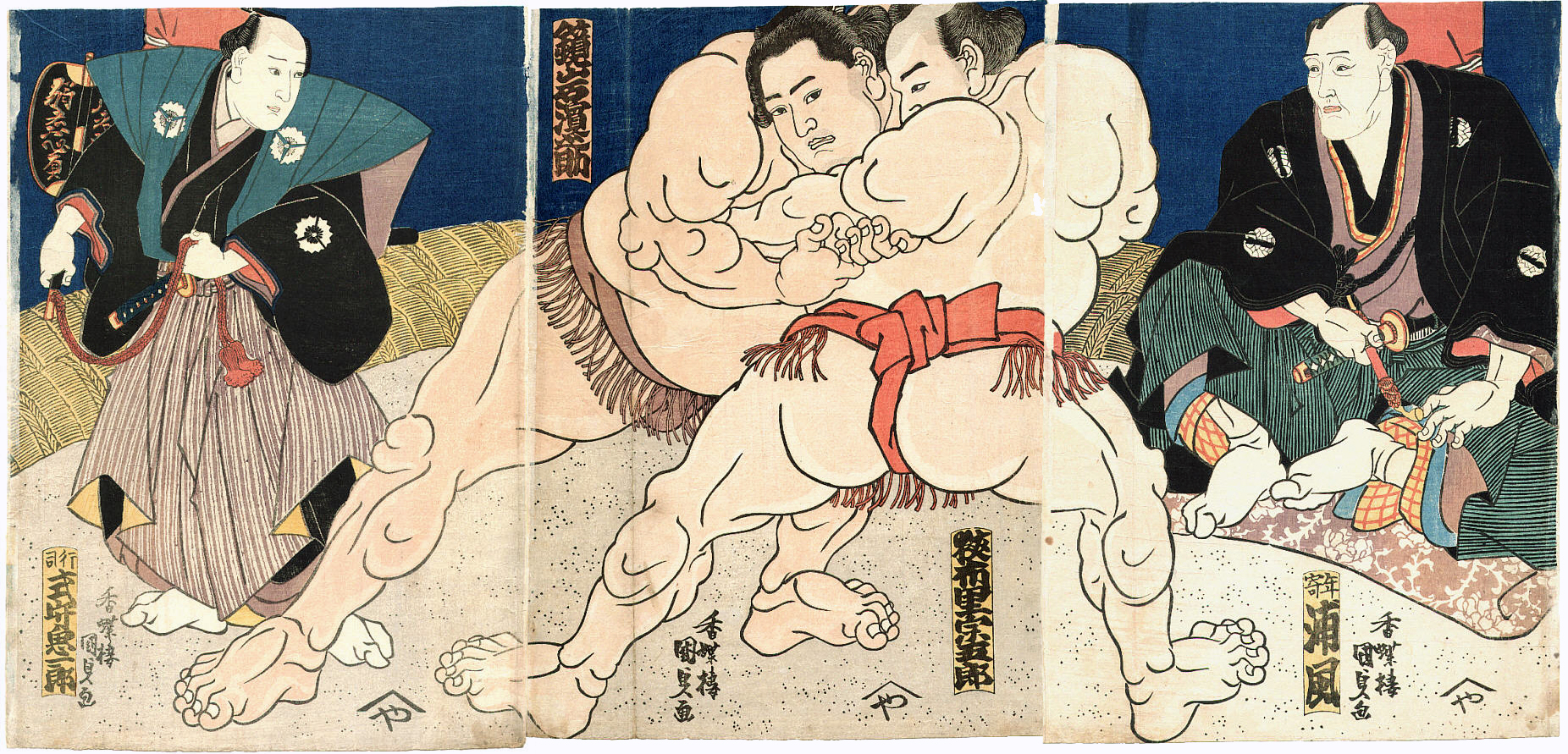
日本の国技といわれる相撲。歌川国貞画、1860年代
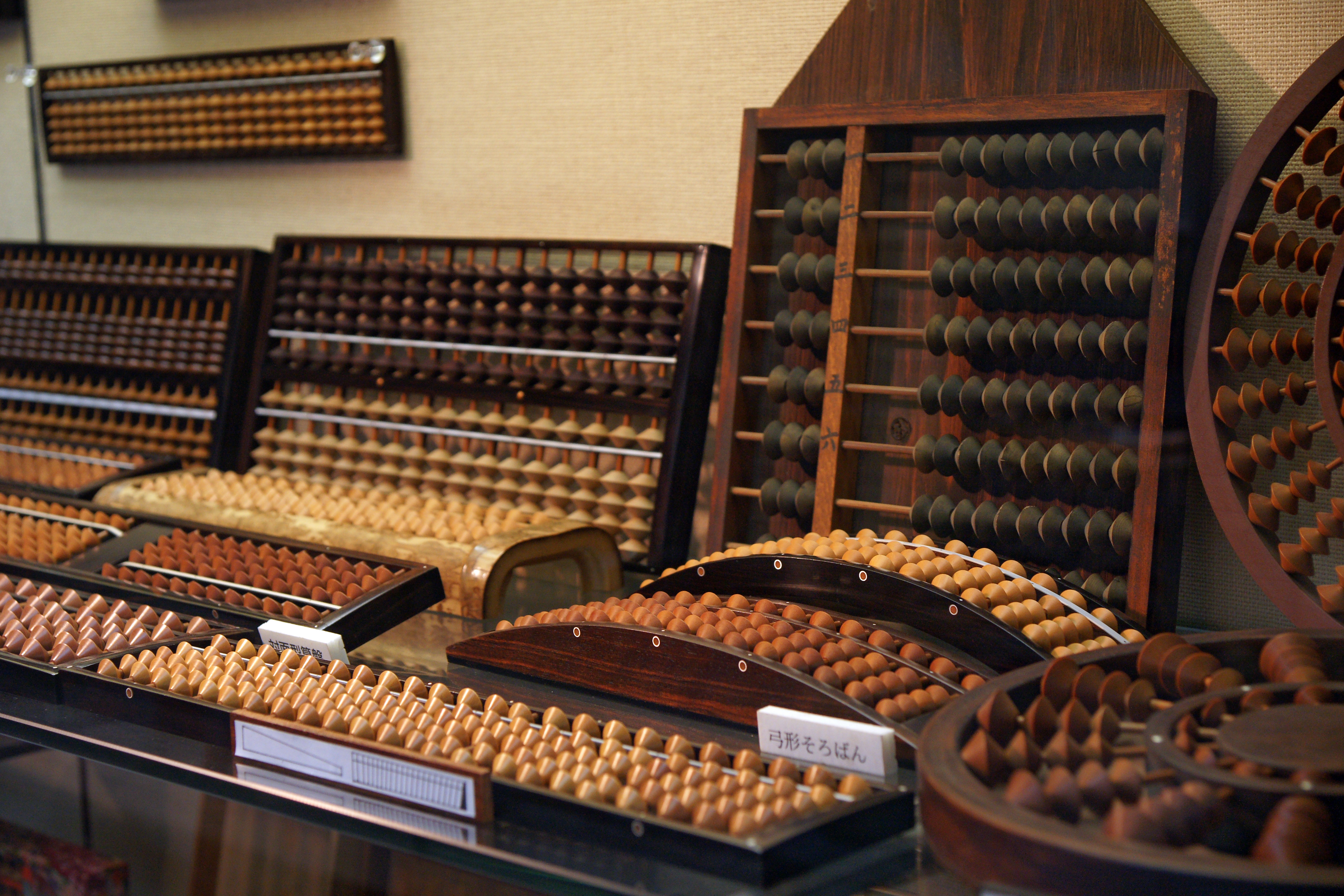
各種のそろばん

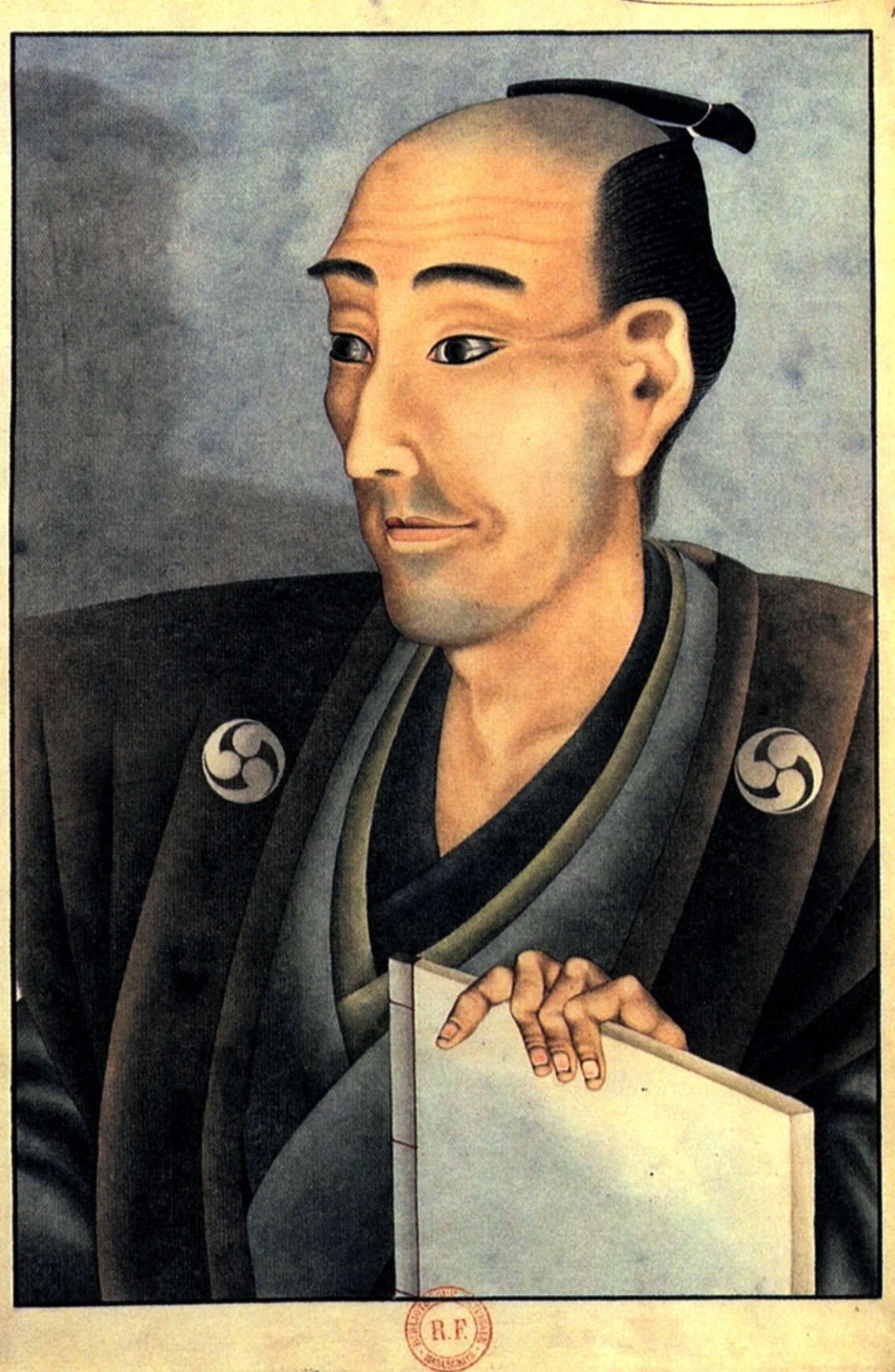
丁髷と月代は、江戸時代の男性の髪型で、前頭部から頭頂部にかけての髪を剃った
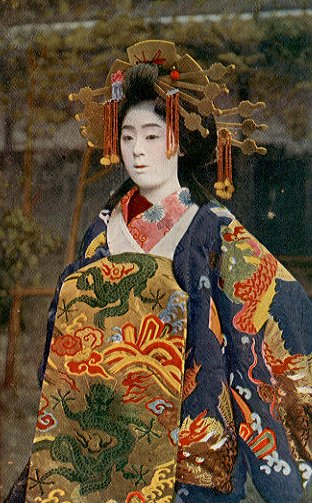
花魁は、遊女の中の高位。
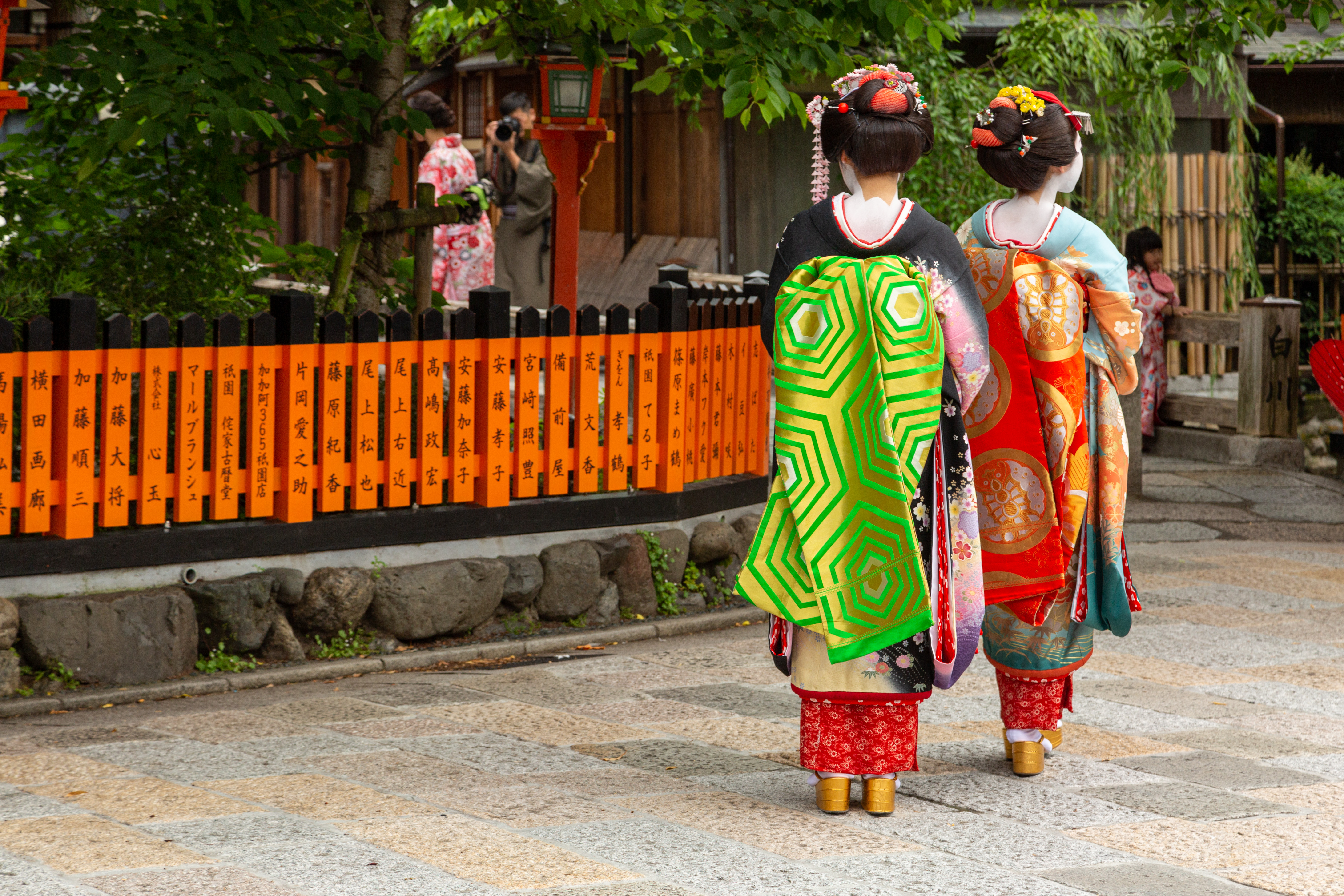
振袖に「だらりの帯」が特徴的な舞妓。芸妓とは違う
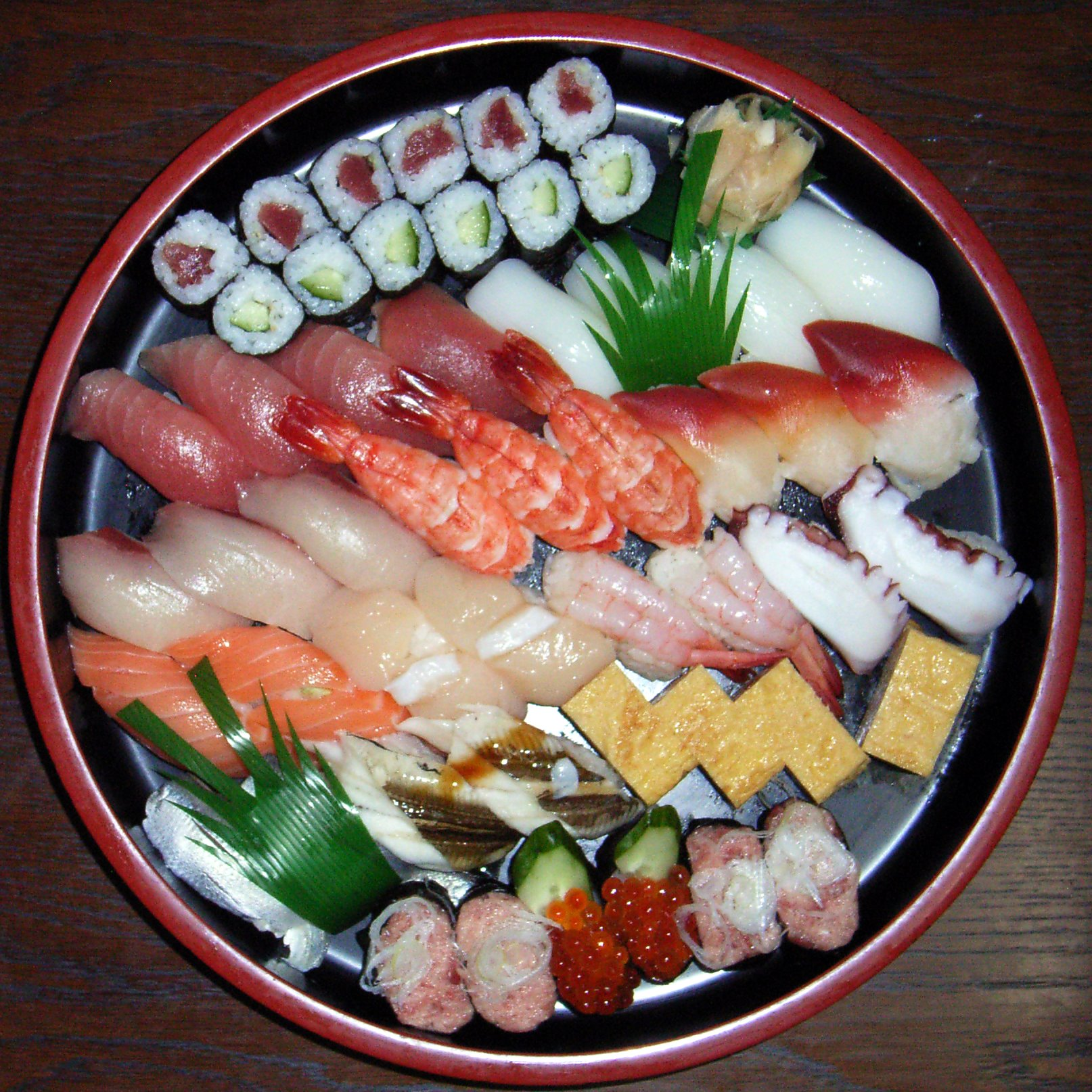
現代の日本人でも食べ続けている「江戸前寿司」
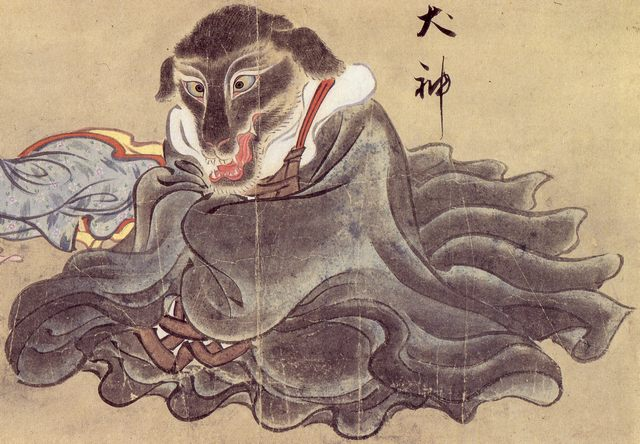
日本の妖怪文化。『百怪図巻』の中の犬神と呼ばれる妖怪。佐脇嵩之画
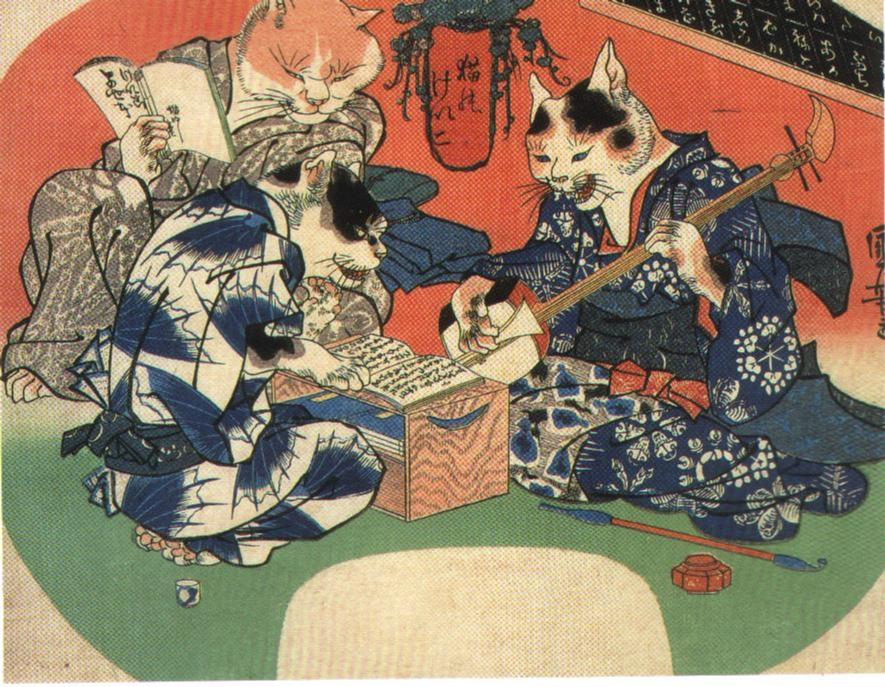
三味線という江戸時代の楽器を練習をしている猫の妖怪たち

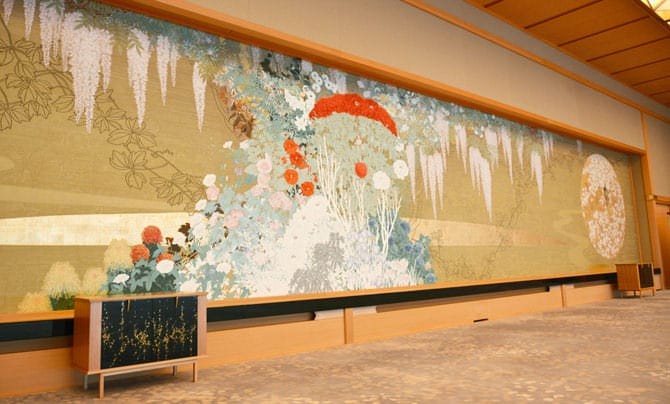
京都迎賓館「藤の間」にある壁面装飾『麗花』。全ては京都の伝統工芸、西陣織で作った
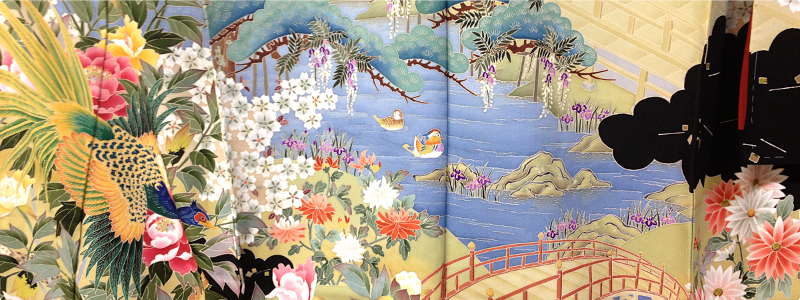
加賀友禅は友禅染の一種で、京友禅とともに和服の伝統工芸として知られている
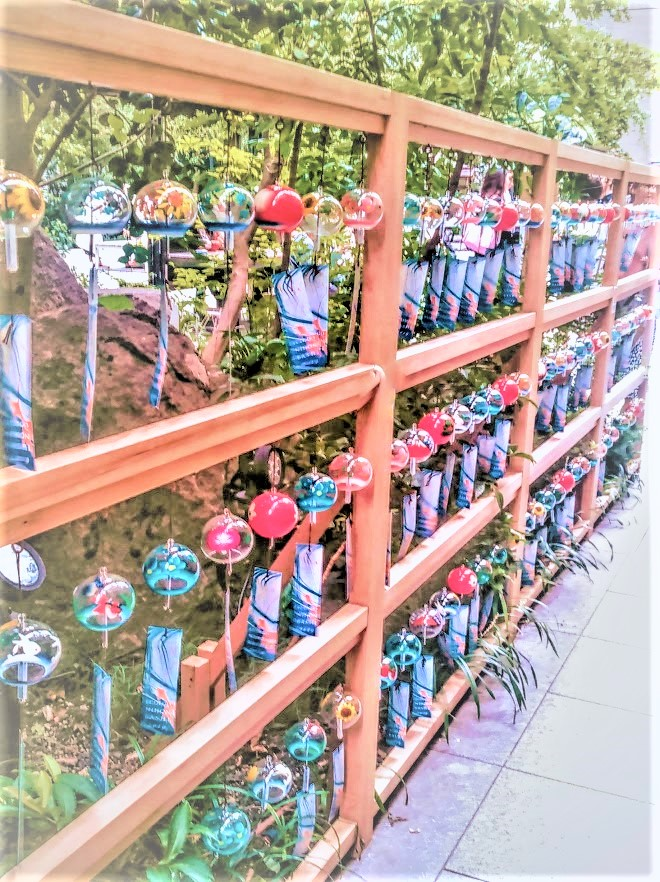
東京の神社にかけられたガラス製の風鈴
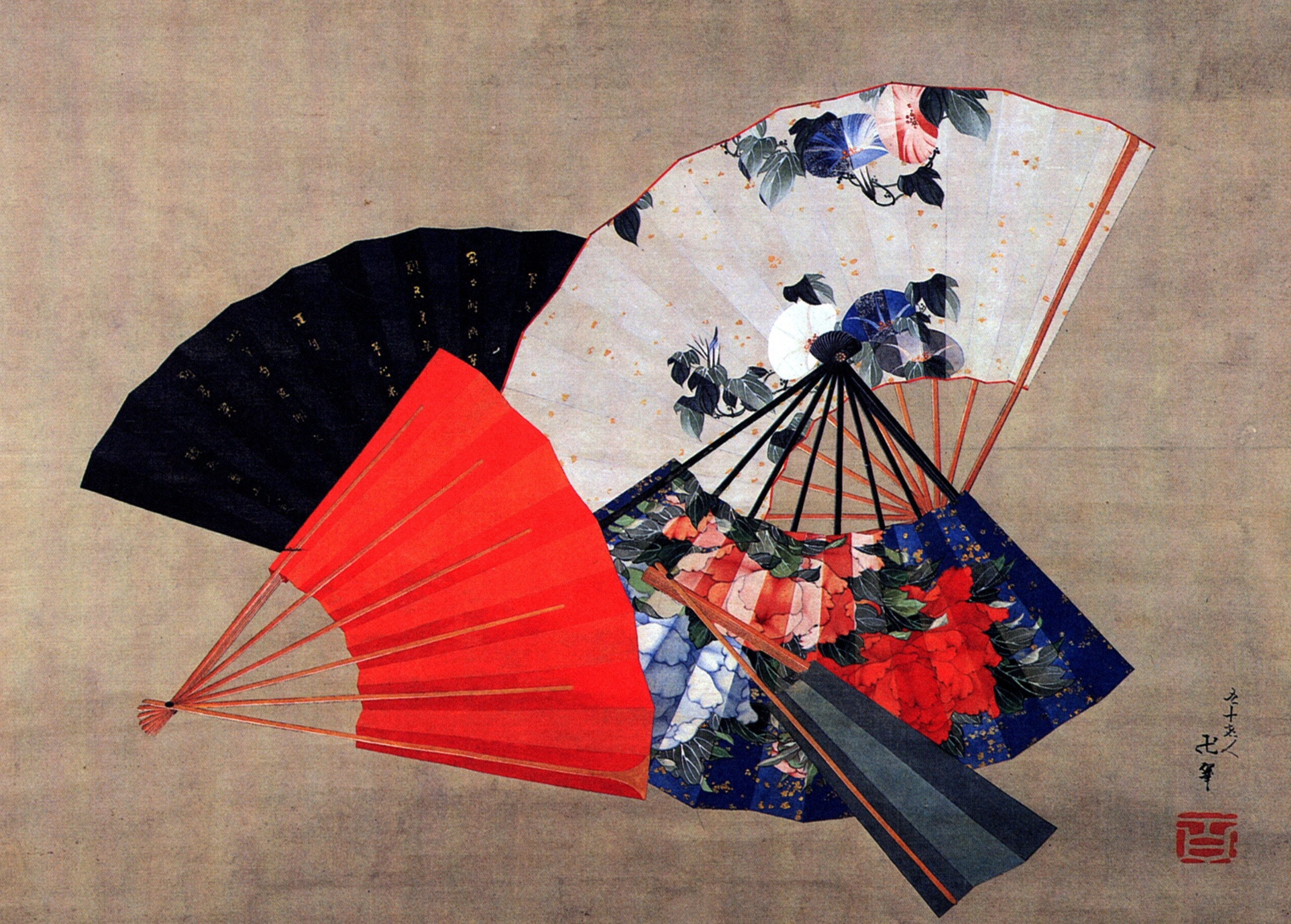
葛飾北斎の描いた5つの江戸風の扇子。東京国立博物館所蔵
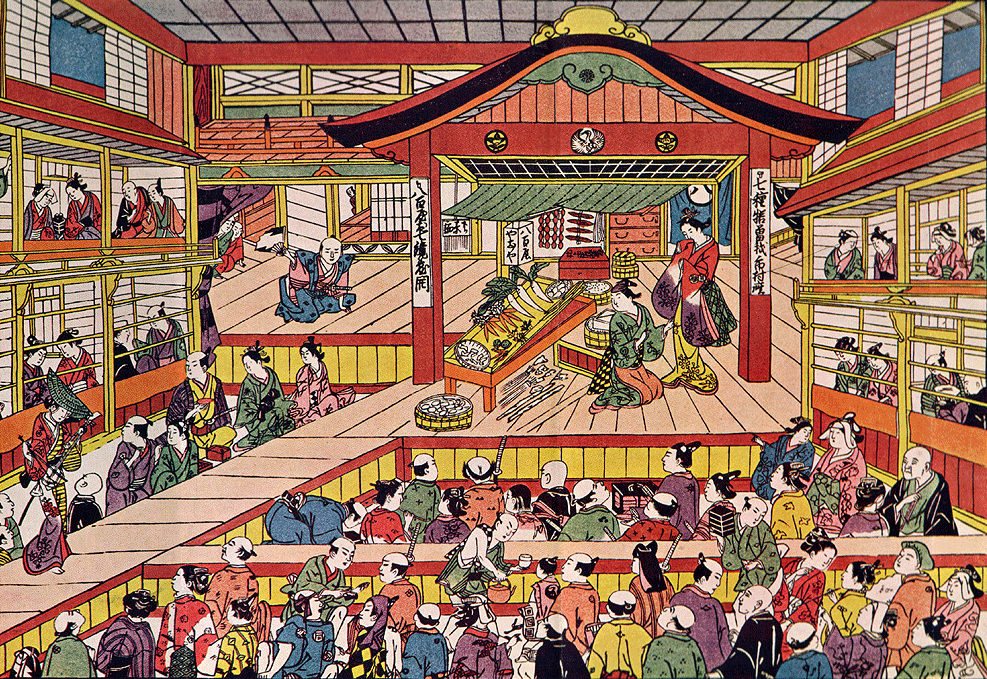
『芝居浮繪』の寛保年間の葺屋町の市村座。奥村政信画
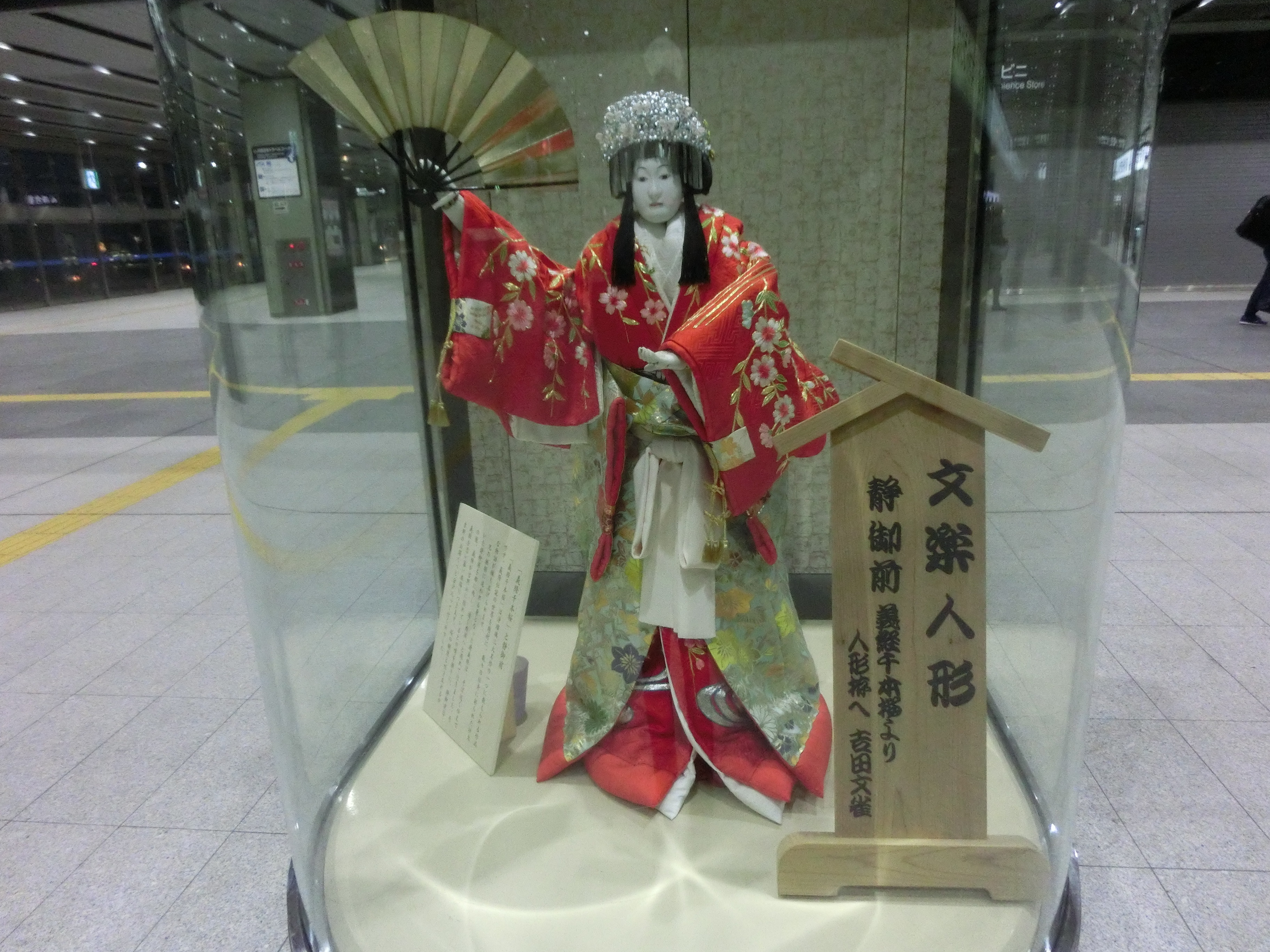
文楽、または人形浄瑠璃。大阪で成立し本拠地とする系譜。画像は新大阪駅にある『静御前』という人形

### 近代
幕末の開国、明治維新を経て、欧米の文物・制度を取り入れ日本の近代化を図ることが国家目標になった。新奇な風俗が次々にもたらされ文明開化の風潮が広まった。政府主導で積極的な西洋文化の導入が図られ、鹿鳴館時代には皮相的に急激な西洋化が図られたが、日本の伝統を見直そうという反動の動きも起こった。「和魂洋才」という言葉もよく使われた。啓蒙的な思想家が封建的な思想や習慣を否定し、西洋の政治制度、文物を紹介し、新聞、雑誌などのメディアや鉄道など交通機関の発達は各地に新しい文化を広め、庶民生活に大きな影響を与えた。しかし、都市部から離れた地域（農村部）では依然として、農業を基盤とした伝統的な行事や生活習慣が続いていた。
大正時代頃には進学率の上昇などを背景に、都市を中心に洋風の文化が次第に浸透し、デパートに代表される消費文化、大衆文化が成立した。アメリカの大衆文化の影響もあって、都市にはカフェーや映画館などの享楽的な文化も広まり、エロ・グロ・ナンセンスが流行した。一方で貧富の格差も増大し、労働争議や社会主義運動が起こるようになる。都市のスラム化も社会問題となった。
昭和初年の大恐慌により経済は疲弊し、農村は荒廃した。国民の期待は軍部に集まり、弱腰であると非難されていた政治家は信頼を失った。やがて日中戦争が始まると、共産主義・社会主義への弾圧が強まり、自由主義も弾圧された。戦意高揚のために日本及び日本民族の優秀さが説かれた。国際的には英米などから批判を受けて、日独伊三国同盟を結んだ。世界から孤立した日本は真珠湾攻撃により太平洋戦争を開戦し、第二次世界大戦に参戦、国家総力戦のため食料や資源が統制された。
太平洋戦争末期には、連合国の海上封鎖と空襲、働き盛りの男性が徴兵されたことによる労働力不足のために、日本は深刻な食糧難と物資不足に見舞われることになる。戦争遂行のため大衆文化や伝統文化も政府に統制された。
近代文化: 文明開化・明治維新・大正デモクラシー・昭和文化

### 現代
日本がポツダム宣言を受け入れて降伏し、アメリカ軍を主体とする連合国軍に占領されると、日本の大半はGHQの管轄下におかれた。GHQの指示により日本政府は特権階級、武装及び軍国主義の排除・解体・追放と産業・経済の民主化を進めた。旧植民地およびソ連軍占領地域からの引き揚げや戦地からの復員が進み、日本人は戦後しばらくの間は苦しい生活を強いられた。
戦後はアメリカの近代文化が国民の憧れとなり、高度経済成長により日本は飛躍的な工業化と都市化を遂げる。これに伴い従来の生活習慣は激しい変化をとげ、「サムライ」「ゲイシャ」の国からアメリカナイゼーションが進行。アメリカの近代的な文化を受け入れながら、独自の日本的な形にしていった。
メイド・イン・ジャパンの工業製品が世界を席巻し、アメリカに次ぐ経済大国となった日本は自信を回復し、1970年の大阪万博では「人類の進歩と調和」が謳いあげられた。
1950年代ころから日本食や日本映画が広まり、1970年代頃からは日本のアニメや漫画が輸出されるようになり、徐々に現代文化が世界中から注目されるようになった。
バブル崩壊後は日本の工業製品のイメージは遠ざかる一方、アニメ・漫画・ゲームや食文化は世界に浸透し、それらに関する店や施設（寿司バーや漫画ショップ）が多数みられるようになっている。

## 宗教と文化の関係
「仏教」と「神道」は日本の二大宗教である。文化庁が2018年に実施した『宗教年鑑・令和元年版』によると、日本の人口の66.7%が仏教を信仰し、25.6%が神道を信仰し、7.7%はほかの宗教を信仰している。また、同調査では日本には約200万人、つまり人口の1.5%がキリスト教徒であるとされている。そのほかの宗教にはイスラム教（約7万人）やユダヤ教（約2千人）があり、これらは主に移民コミュニティを中心に存在するが、一部の日本人信者もいる。
日本人の宗教観における特徴については：
- 宗教意識が非常に希薄になっており、無神論ほどはないが、「無宗教」や「汎霊論」に近い人のほうが多数派である。特定の宗教に断固に執着し続けている人がほとんど居らず、宗教を「日常的に熱心に信仰する」よりも、「国や家族・団体の伝統に従い、無意識にこの宗教にかかわった」という傾向が強くみられている。
- ほかの地域や国と比べて、現世利益、つまり「意図的に神から祝福や開運の道具を受け取ることで、自分の現実生活を良くする」という思想が強い。そのため、「公的な場での願掛け」や「御守りの販売」といった行為が頻繁に行われており、これは民間信仰に限らず、正式な神社や仏寺でもみられている。
- 宗教施設を「同じ価値観を持つ信者たちが集まり、特定の神への愛や信仰心を深める神殿」と考えるのではなく、「遊びに行き、神から何かを得たり、綺麗な写真を撮ったり、他人へ自慢するための観光地」として捉える人が多い。

### 先史時代
縄文時代から続く日本の宗教には、シャーマニズムやアニミズム・太陽神・女神・先祖・精霊崇拝といった汎神論的な要素が多く詰め込まれており、多神教の特徴が非常に強い。また、現代の沖縄県に伝わる「琉球神道」は、縄文時代の宗教の名残りとされている。
とくに、道具や言葉・吐息にまで命が宿るという「物に魂が宿る」という考え方は、日本文化の大きな特徴であり、針供養や道具塚・言霊・息吹といった表現にも見られている。そして、侵略してきた敵さえも祀るという考え方があり、たとえば「蒙古塚」というものが日本各地に存在している。

### 古代から江戸時代まで
長い歴史の中で、神道と仏教はお互いに影響を与え合い、日本の宗教や信仰文化の確固たる基盤を築いてきた。これを「神仏習合」と呼び、古代から江戸時代まで、日本の二大宗教として存在し続けていた：　

#### 神道
「神道」は、日本人の精神的特徴の中心に位置し、精神修養を高めることの一環として発展してきた。日本の神社建築には、鮮やかな朱色を基調に、漆塗りや金箔押し・錺金具・唐木摺り・胡粉摺り・密陀彩色など、さまざまな工芸が施されており、精神的な面だけではなく、視覚的な面でも外国人に「純粋な美」を感じさせてることが出来る。
- 八百万の神
  - 日本神話、高天原、葦原中国、黄泉
  - 日本の神の一覧、鎮守神、産土神、氏神
- 神社 - 神道信仰のための施設。大小含めて日本全国に11万ほどある。
  - 神社建築、鎮守の森
  - 鳥居 - 神域と人間が住む俗界を区別するもの。
  - 狛犬 - 神社を守るとされている想像上の獣の像。
  - 神棚、神具、神体、山岳信仰、修験道
- 祭
  - 神事、神楽、神酒、神饌、直会
  - 例大祭、新嘗祭、祈年祭、歳旦祭、紀元祭、天長祭、大嘗祭
  - 神幸祭、神輿、御旅所、地鎮祭、上棟祭
- 祝詞、禊、祓、拍手
- 神典、神道用語一覧
- 神社一覧、神社本庁、神職
- 氏子組織

#### 仏教
「仏教」は、密教・禅宗・浄土宗・真言宗などの流派が日本の政治体制に影響を与え、日本の建築様式や、枯山水・水墨画・茶道・花道などの高雅な芸術の発展にも貢献してきた。日本は、インドを起源とする仏教を中国大陸を通じて受け入れ、独自の仏教文化を発展させていた。戦国時代以降、日本の既成仏教勢力は、一向一揆やキリスト教の脅威に対抗するために協力し、日本の軍事力や武家文化に強い影響力を持っていた。江戸時代に入ると寺請制度により幕府体制に組み込まれた。
- 奈良仏教、平安仏教、鎌倉仏教
- 浄土、極楽、念仏、禅宗、坐禅
- 寺（寺院） - 出家者が起居し宗教的儀式を行う施設。日本全国に7万ほどある。
  - 本堂、山門、仏塔、檀家組織、仏壇
- 法要
  - 灌仏会、成道会、涅槃会、盂蘭盆、彼岸、除夜の鐘
- 神宮寺、本地垂迹、権現 - 仏教の仏を本地仏としているが、実質上神と同一視し祀っているもの。

#### その他の宗教

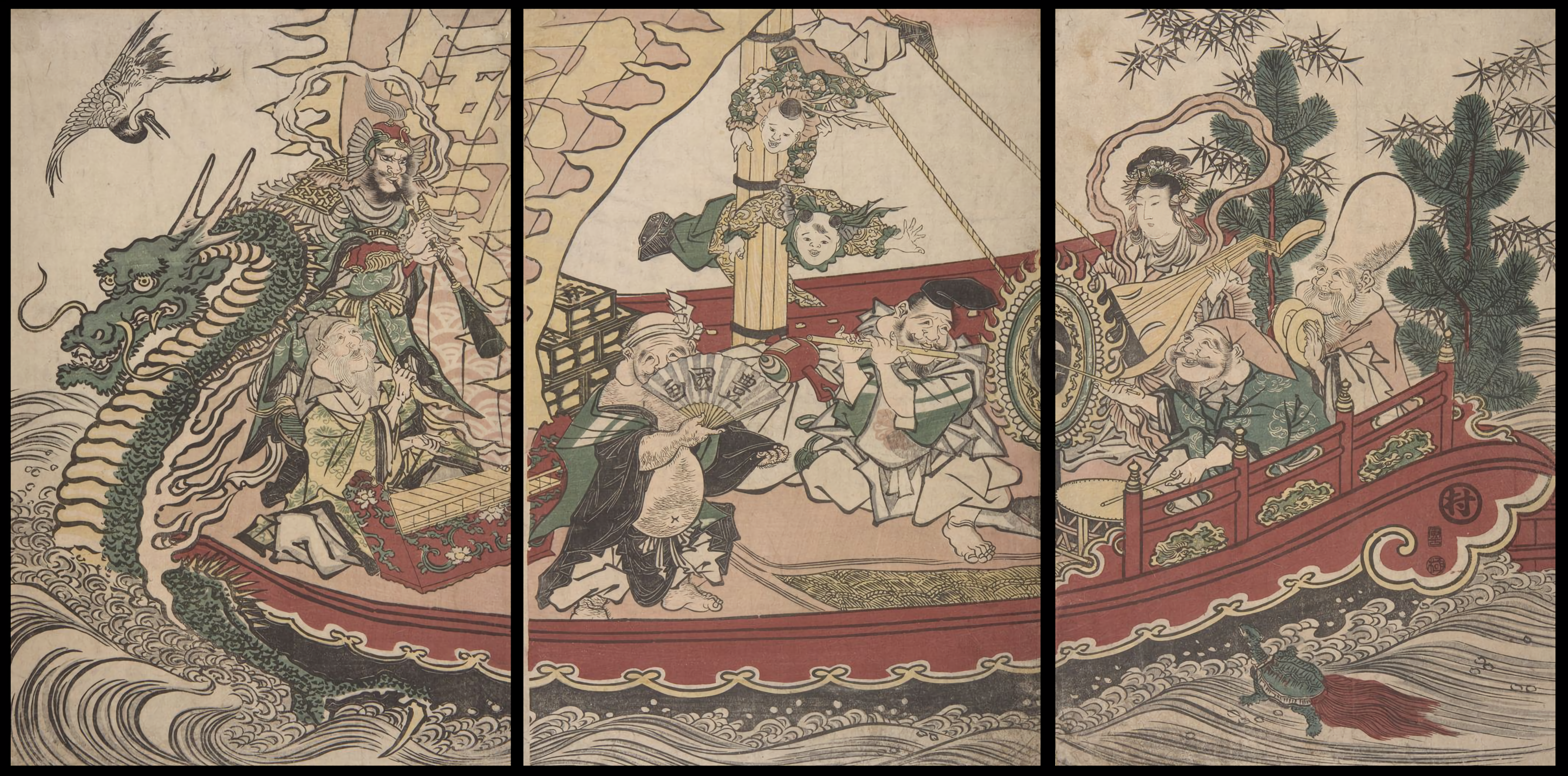
七福神は、日本の神道の恵比寿、インドのヒンドゥー教や仏教の大黒天・毘沙門天・弁財天、中国の道教の福禄寿・寿老人、中国の仏教の布袋が含まれる。
これは日本は他国の神々を本土の信仰に調和する証拠である。

また、神仏ほどの影響はないが、日本文化に一定の影響を与えた宗教は5つある：
- 「ヒンドゥー教」は、インド由来の神々を通じて日本の仏教に影響を与え、さらに神道も仏教の影響を受けて、インドの一部の宗教観を取り入れていた[106][107][108][109]。こうして日本は、国境を直接接することの無かったインドと強い繋がりを持つようになった。たとえば、七福神の中の「弁才天（弁財天）」はヒンドゥー教のサラスヴァティー神、「大黒天」はシヴァ神の化身であるマハーカーラ神、「毘沙門天」はクベーラ神に由来する。かれらは日本本土の神様ではないが、現代のインドと日本の両国では同時に祀られている。
  - 七福神、弁才天信仰、大黒天信仰、毘沙門天信仰
- 「道教」は、奈良時代から平安時代にかけて日本文化に根付いてきた。陰陽師の台頭とともに、中国から伝わった陰陽五行[110][111]・風水[112]・八卦[113]・宿曜道[114][115]などの信仰も非常に盛んになっていた。現代の日本にも、干支（十二支）[116][117]・家紋の九曜[118][119][120]・ちらし寿司の五色[121][122]など、道教の影響がみられている。
  - 陰陽道、風水、庚申信仰
- 「儒教」は、寄親や寄子・戸主・家督などは、日本の社会制度に影響を与えていた[要出典]。江戸時代になると、徳川幕府によって僧侶が学ぶための儒教が独立し、1つの学問として形成されていた。その際、日本の儒教は座禅などの「宗教的行為」を排除し、純粋な「学問」として受け入れられていた。また、ほかの東アジア諸国と同様に、儒教[注釈 4]の階級差別や身分差別も日本に取り入れられていたが、その影響は中国や朝鮮半島ほど強くなかった[注釈 5]。
- 「民間信仰・新宗教」は、神道・仏教に含まれているものも、定義上で曖昧過ぎて分類できない信仰もある。また、日本各地における言い伝えや民話・昔話などもこの信仰の範囲に扱われている：
  - 新宗教、妖怪、姥捨山、イタコ、ノロ、学校の怪談
  - 百物語・皿屋敷（播州皿屋敷、番町皿屋敷など）・四谷怪談（東海道四谷怪談など）・小泉八雲『怪談』所蔵（小豆とぎ、耳無し芳一、雪女）・牡丹灯籠・おいてけ堀・八反坊・鍋島藩の化け猫騒動
  - 桃太郎・金太郎・浦島太郎・花さかじいさん・さるかに合戦・一寸法師・舌切り雀・鶴の恩返し・笠地蔵・おむすびころりん・うりこひめとあまのじゃく

- 「キリスト教」は、日本各地に教会をたてられており、ボルトガールが戦国時代で影響より「カトリック系のキリスト教」が最も多い。現代ではクリスマスなどの行事は多くの日本人に親しまれているが、キリスト教の信徒は人口の0.8%程度と少ない。
  - キリシタン

### 明治期から戦中まで
19世紀、明治維新により、神道と仏教は分離されたほか（神仏分離）、仏像などへの破壊行為が激化した。この「廃仏毀釈」の波の中で、多くの仏教や神道の建築・彫刻・遺産が失われた。そして、伝統的な神道や神社も統制を受け、伝統的・世俗的な信仰よりもっぱら日本皇室の支配を合理化させるためのものとなり、日本人の思考に意図的に忠君愛国を核として、天皇崇拝・崇敬を浸透させる役割を担った。神道は天皇を中心に「国家神道」として再編され、仏教と土着の神道や習俗と区別されていた。
日本の伝統文化は西洋の思想に圧倒されつつあったが、宮中の保守的な漢学者の影響により、儒教思想が「教育勅語」などに取り入れられていた。
近代化と矛盾する祭政一致の神道国教化策は行き詰まり、『大日本帝国憲法』では信仰の自由が明確に規定されたが、当時の日本政府は「神道は宗教では無い（神社非宗教論）」という独自な解釈で、事実上神道をほかの宗教の上位に置かせていた。この時代の日本宗教は国体イデオロギーを支持しなければならなかった。もともと天皇と関わりの深い仏教徒とはあまり対立無く受容され日蓮主義などの動きもおきたが、再び広まりを見せていたキリスト教徒の間では偶像崇拝にあたるかなどを巡って対立が深まった。

### 戦後
第二次世界大戦後、GHQの民主化改革により国家神道は「神道ノ教理並ニ信仰ヲ歪曲シテ日本国民ヲ欺キ侵略戦争ヘ誘導スルタメニ意図サレタ」とされ 、神道は再び法律上、ほかの宗教と平等とされるようになっている。 
戦後の日本では、信教の自由は『日本国憲法第20条』によって厳格に保障されており、「法律上、日本人はどんな宗教を信仰しても問題ない」ということが明確に示され、日本人の宗教観は国体イデオロギーを脱した伝統的な形態へ回帰していった。終戦直後の短期間にはキリスト教ブームがあり、経済成長期には新宗教が教勢拡大をした時期もあったが、21世紀日本では無宗教が増加し宗教は形骸化している。神仏の影響は現代社会で薄れたものの、古来からの伝統、たとえば祭礼・伝統芸能・武道・農業・林業・水産業・建築・土木・正月・七五三などに根付いている。
一般的な日本人は、一生の中で少なくとも2種類以上の宗教的な形式が、日常生活に溶け込んでいることが見られる。例えば：
- 結婚式については、「キリスト教式」が最も一般的であり、一部では「神式」や、その両方が行われることもある。
- 葬儀については、「仏式」で行われることが圧倒的に多い。葬式仏教とも呼ばれる。
- 墓地の参拝方法については、家系のある家庭では仏教各宗派に基づく儀式が行われることが多いが、1980年代以降は無宗教形式のものも増加している。
- 家庭内の祭祀については、基本的には仏壇、また仏壇と神棚の両方を設けている家庭もあるが、どちらも置かない家庭も増えてきている。

## 言語

ひらがな表

カタカナ表

日本の言語について、詳しくは日本語の方言や日本を参照。
現代の日本では「標準語体の日本語のみ」が公用語として使用されている。法的根拠としては、『裁判所法第74条』で「裁判に日本語を用いること」が明確に定められているが、「日本国内で標準日本語を使用すべき」とする規定はほかにはまったく無い。しかし、実際にはほとんどの場面で、標準語体の日本語を使うのが日本人の常識となっている。
また、日本語には地域によって多様な「方言」が存在しているが、明治時代に標準語・共通語・公用語がすべて江戸方言を基に創られた言葉に統一されて以降、伝統的な方言は学校教育やマスコミの影響で徐々に衰退している傾向が強い。
現代の日本語においては、標準語も方言も「ひらがな・カタカナ・漢字」の3つの文字体系で構成されている。「ひらがな」と「カタカナ」は日本独自の文字であるが、「漢字」は中国から伝わり、日本の言語に非常に大きな影響を与えていたため、日本文化を語る際に漢字を排除することは非常に難しい。また、ひらがなは漢字の草書体や連綿体から変化したものであり、カタカナは漢字の一部を取り出して作られたものであり、現代においても「日本の日本語」と「中国の漢字」との関係性は依然として深い。
日本語は変化が激しい。たとえば、平安時代に使われていた日本語は現代の日本語と大きく異なり、近現代となると十年程度でもかなり違っている。つまり、日本語は「変化の激しい言語」であり、多様性が極めて豊かで、表現の幅も世界のほかの言語と比べて非常に広いことが特徴である。
日本人は外国語を苦手とする人が多いが、外来語は大きな影響を与えている。古代以降「大和言葉」に対して中国からの影響で多くの漢語や漢文が取り入れられ、近世以降スペイン語・ポルトガル語・オランダ語、明治時代以降には英語・フランス語・ドイツ語などの外来語や、それを翻訳した日本独自の「和製漢語」、同様に日本独自に生み出した「和製英語」も使われるようになった。歴史的経緯や国際化の進展により、標識や看板には「日本語と英語・中国語・韓国語の併記」がよく見られるようになっている。

### 日本語
- 共通語、標準語
- 上代日本語、中古日本語、中世日本語、近世日本語
- 日本語の音韻、日本語の起源、日本語の表記体系、日本語の方言

漢字
- 漢字制限、当用漢字、常用漢字、教育漢字、人名用漢字
- 音読み、訓読み、国字、当て字

仮名
- ひらがな、カタカナ、万葉仮名、変体仮名、ローマ字
- 現代仮名遣い、歴史的仮名遣い

文法
- 敬語
- 漢文訓読
- 日本語の乱れ
- 国語

### 琉球語と琉球方言
沖縄県と鹿児島県奄美群島における諸方言は、総称として「琉球方言」と呼ばれる。琉球諸島の言語は本土と口頭では互いに通じないほどの違いがあり、また島が違うと意思疎通が困難なほどの著しい多様性を持っていたため、言語として「琉球語」ないし「琉球諸語」とも呼ばれている。現在、沖縄県においてはウチナーヤマトグチと呼ばれる日本語の新方言が話されている。

### アイヌ語
日本では北海道を中心に千島、樺太でも使用されていた。アイヌ人が使用していたが、現在では日常会話に使っている者はほとんどおらず、話者が激減し数百名しか話せる人がいない、危機言語（話者がいなくなるおそれのある言語）である。

### 障害者が使用する言葉
耳の聞こえない、聞こえにくい聴覚障害者の間では、「手話」が広く用いられている。難聴など聴力を完全に失っていない人などでは「口話」を使う人もいるが、限界もある。日本手話は、一見日本語と同じように見えるが、独自の要素を持っている。語順も必ずしも日本語と同じとは限らない。
- 日本手話
- 日本語対応手話
- 目が見えない、見えにくい視覚障害者には、点の並び方ですべての文字を表せるよう考案された「点字」がある。

### そのほかの言語
日本に数多く暮らす在日朝鮮人・韓国人は、日本語を使う者が多数派になっている。朝鮮語（韓国語）も使われており、日本では日本語に次いで話者が多い。しかし、日本で話される朝鮮語は日本語の影響を受け、在日朝鮮語と呼ばれる日本化した朝鮮語になっている。
ほかにもブラジル人のポルトガル語などが一部地域でよく話されている。

## 衣

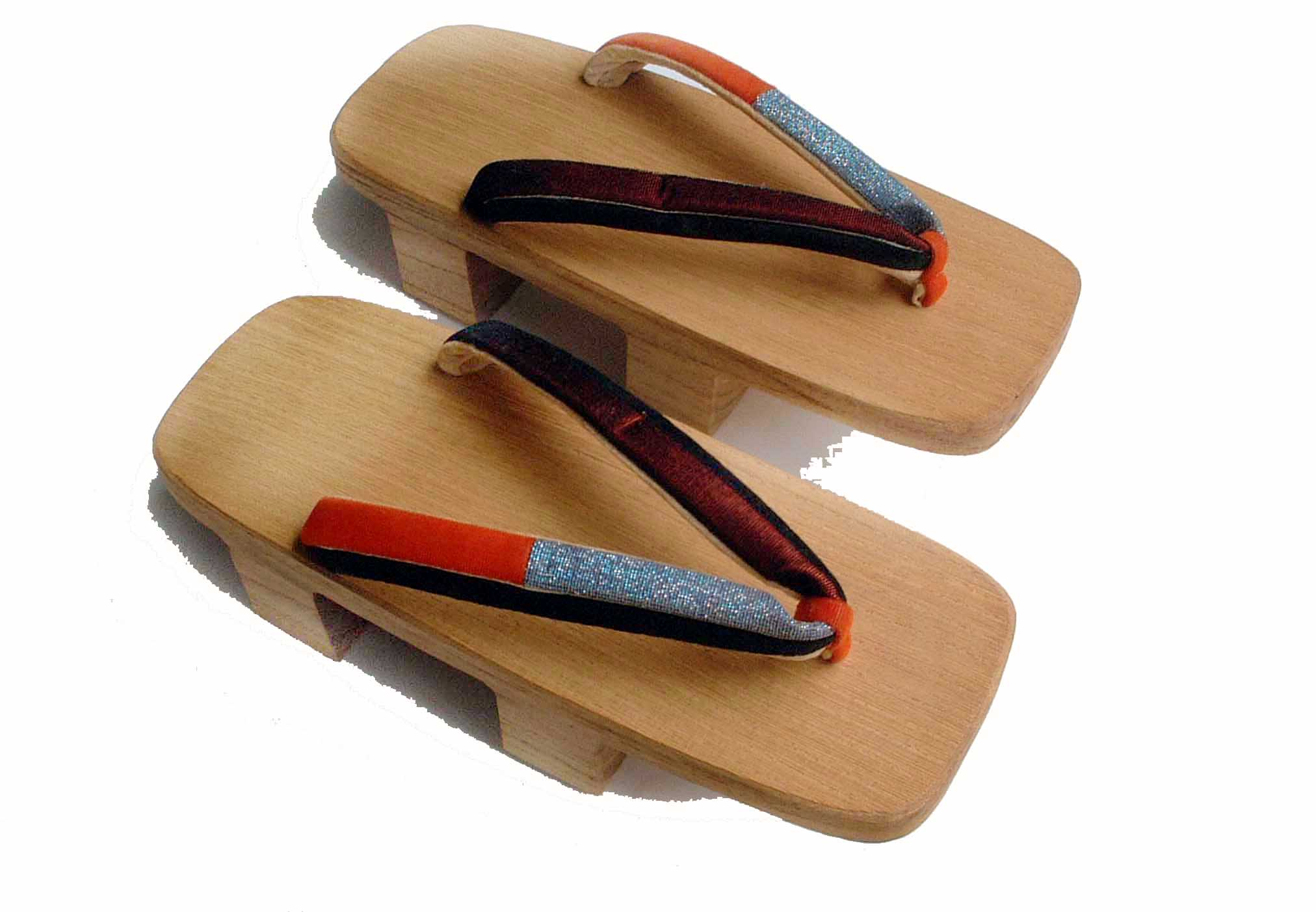
下駄

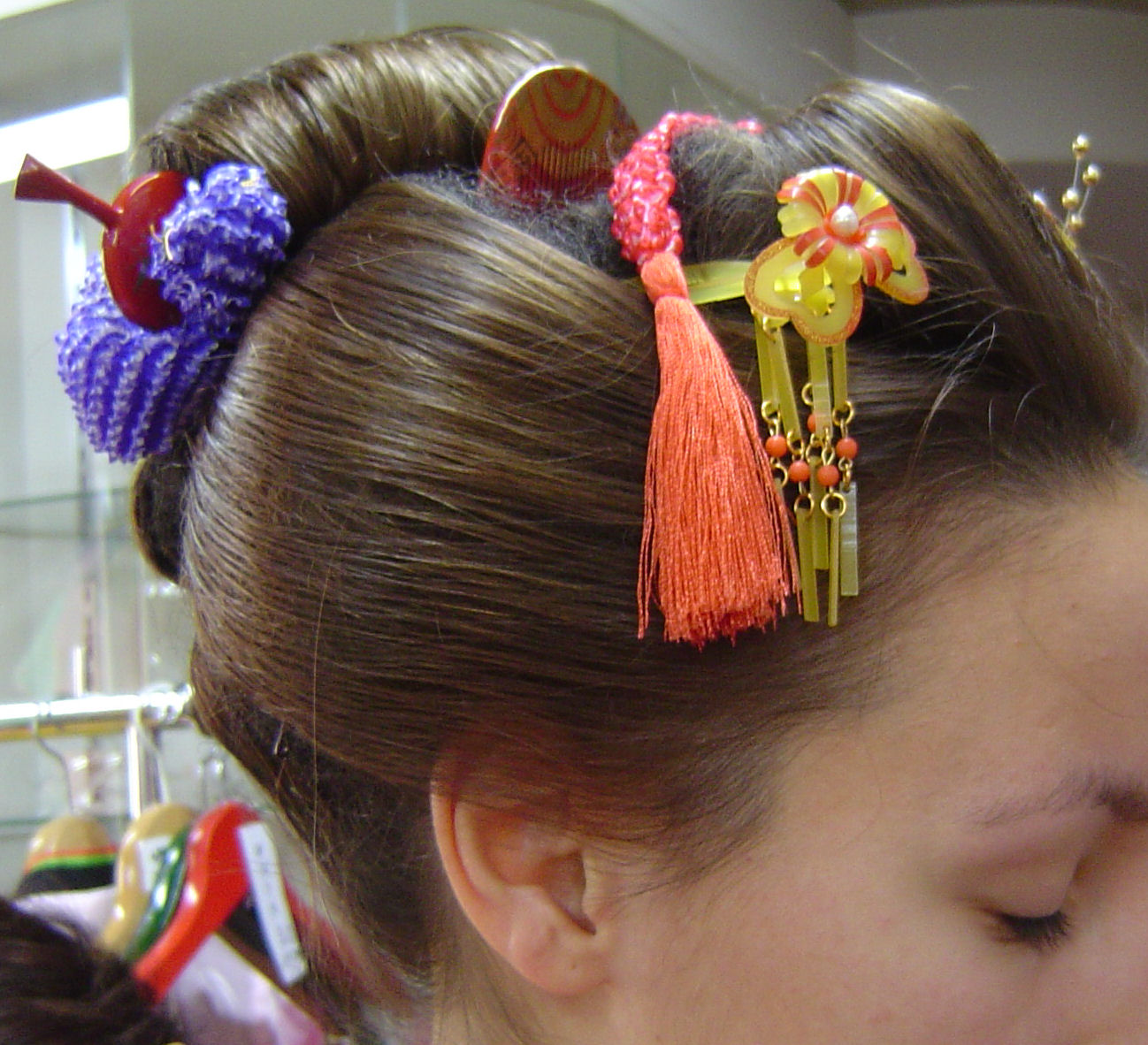
髪飾り

古く縄文時代の遺跡から見つかる勾玉などの装身具（アクセサリー）、日本神話に見られる三種の神器（勾玉・鏡）などから初期の衣類を含めた身体装飾には権威的・呪術的な意味があったと考えられている。
後に律令制を導入すると官製を中心に本格的に身分・階級の違いを表すようになっていく。一時的に大陸文化を遮断した平安時代には国風の平安装束も発達した。
その後、時代によって衣装はめまぐるしく変わりながらも、身分によってある程度分類されていた。明治時代以降、軍隊や官庁、学校などから次第に西洋風の服が採用されるようになり、今日では日常的には洋服を着用し、晴れの日やめでたい日（「ハレとケ」）など和服を着る、といったスタイルが多くなっている。

### 伝統衣装
装束の詳しい種類や詳細は和服及びCategory:和服を参照。
現在一般的に知られている服
- 和服、着物、背広、浴衣、筒袖、留袖、色留袖、狩衣（かりぎぬ）、訪問着、付け下げ、小紋、色無地、紬、ウール着物、羽織、束帯、十二単（じゅうにひとえ）、甚平、法衣、丹前

現代の一般的な冠婚葬祭の装束
- 文金高島田、角隠し、綿帽子
- 喪服（白装束）
- 晴れ着、振袖、羽織、袴

- 履物

- 雪駄（せった）、下駄（げた）、草履（ぞうり）、草鞋（わらじ）、かんじき

その他
- 割烹着、もんぺ、モンスラ

付属品・携行品
- 布巾、手ぬぐい、風呂敷
- 腹巻、腰巻、帯、帯揚げ、帯締め
- 足袋（たび）、地下足袋（じかたび）
- ふんどし、襦袢（じゅばん）、半衿、羽織ひも
- 手甲、脚絆、道中差し
- 扇子、筥迫（はこせこ）、懐紙
- 根付、印籠、矢立、煙管（きせる）
- 蓑、傘、笠、陣笠
- 甲冑、陣羽織

化粧・装飾
- 口紅、お歯黒、白粉、櫛、簪、勾玉

織物、裁縫関連
日本各地の織物の伝統工芸品については、伝統工芸を参照。
- 裁縫、洋裁、和裁
- 織物、染物、組み紐
- 針供養

時代による変遷
- 貫頭衣
- 狩衣（かりぎぬ）、烏帽子（えぼし）、直垂（ひたたれ）、裃（かみしも）
- 十二単、小袖
- 日本髪、結髷、散切り頭
- 洋服（西洋化）
- 軍服、制服（詰襟）、セーラー服
- 国民服
- ランドセル
- 配給洋服、化学繊維製の衣服などの洋服の普及
- 海外のファッションの流入。アイビー・ルックやアメリカン・カジュアルなどカジュアルな洋服の流行、装飾品の多様化
- 原宿系など日本独自の洋服のファッションの流行
- 2000年代に入る頃から、激しい流行の移り変わりは終焉し、日本のファッションは多様化の時代となった。

大衆的ではないファッション
- ゴスロリ、コスプレ、ギャル・ファッション

## 食

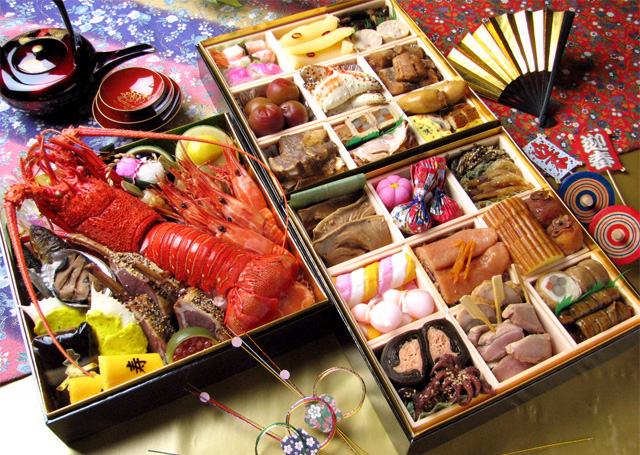
御節料理（三段重）の例

日本の料理は「和食」（学術的には「日本料理」）と呼ばれており、欧米や西アジアの料理とはかなり異なっているが、東アジアや東南アジア諸国には、日本と類似した料理、食材などが数多く見られる。
しかし、食のマナーの面では他の東アジア諸国と比べても独特なものがある。東アジア諸国での食事の仕方は鍋物や大きな皿に盛った料理に皆で取り分ける食べ方が多くみられる。日本では平安時代の貴族の間で儀礼・酒宴として食された大饗料理がこの形態であり、主人と客が椅子に着座して机がおかれ、「台盤」と呼ばれる卓上に大皿の料理が置かれ、これを取り分けられた。
中世には大饗料理に代わり、武家における儀礼・酒宴の料理として本膳料理が確立する。本膳料理は主人と客が床に着座し、個人専用の食器（属人器）に複数の料理を配膳する銘々膳が特徴とされる。
他の東アジア諸国では取り箸を使わず、各人の箸で料理を取り分ける直箸が親愛の表現とされるが、日本では直箸はマナー違反である（最近は衛生上の理由から、東アジア各国でも取り箸を使う習慣が定着してきている）。また、碗や皿などの食器を持つことが許され、箸だけで食事をするのは日本だけとされる（箸を使う習慣のある他の地域では、汁物や米を食べる時に匙を使うのが一般的である）。蕎麦やうどんなどの汁麺を音をたててすすることが許されていることなど、日本以外では見られないような習慣が多い。近年は低脂肪の日本食が評価され、健康的な食事とも言われる。
郷土料理は、比較的狭い地域でも山間部と平野部、沿岸部と内陸部で食生活の違いがあるほか、江戸時代から明治初期の廃藩置県前までの藩政時代に基盤をもつものが多い。このため、食文化は都道府県よりも細かい地域ごとに多彩な食文化が存在している。
今日の日本人は朝・昼・夜と3回の食事を取るのが一般的である。保存技術の発達により、日本のどこでも新鮮な海産物が手に入る（日本は魚介類の消費が世界一である）。家庭で料理するより、外食・中食で済ませる機会も多くなっている。20世紀以降、海外の食文化を積極的に取り入れたために、伝統的な和食のみを食べる人々は減ってきている。
日本人が魚介類や卵を生で食べること、海藻を食べること、それらの食文化を奇異に感じる日本国外の人もいる。
また、各食の分野にはそれぞれ技があり、長年の訓練と経験を積んだ専門職人がいる（例：寿司職人）。

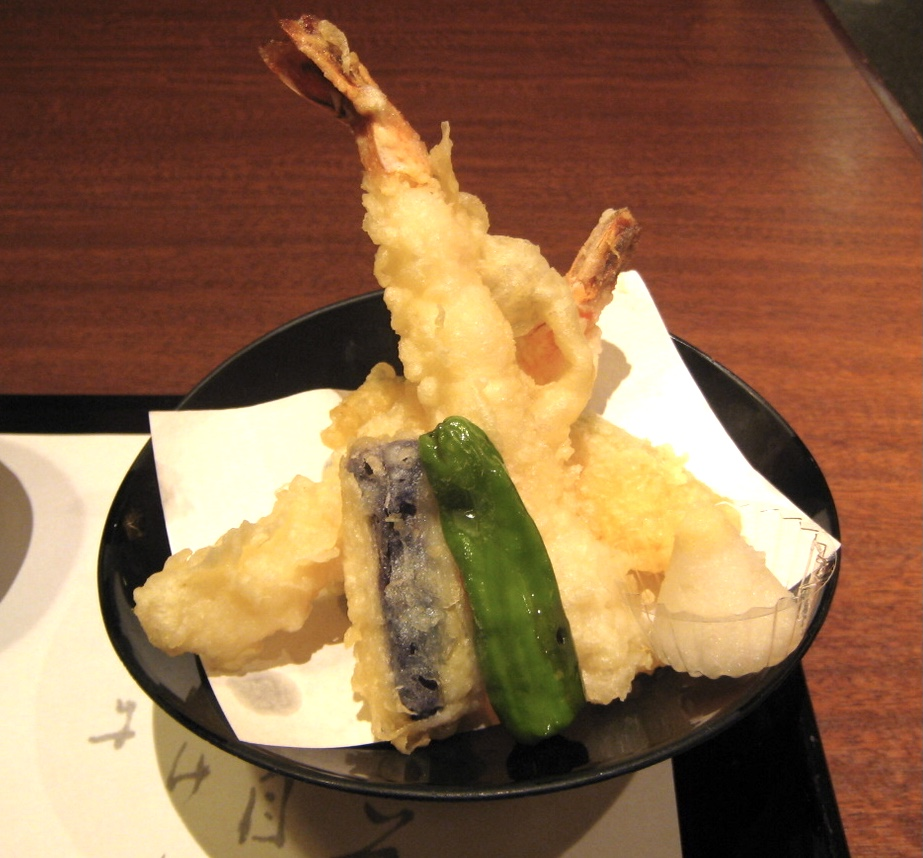
天ぷら

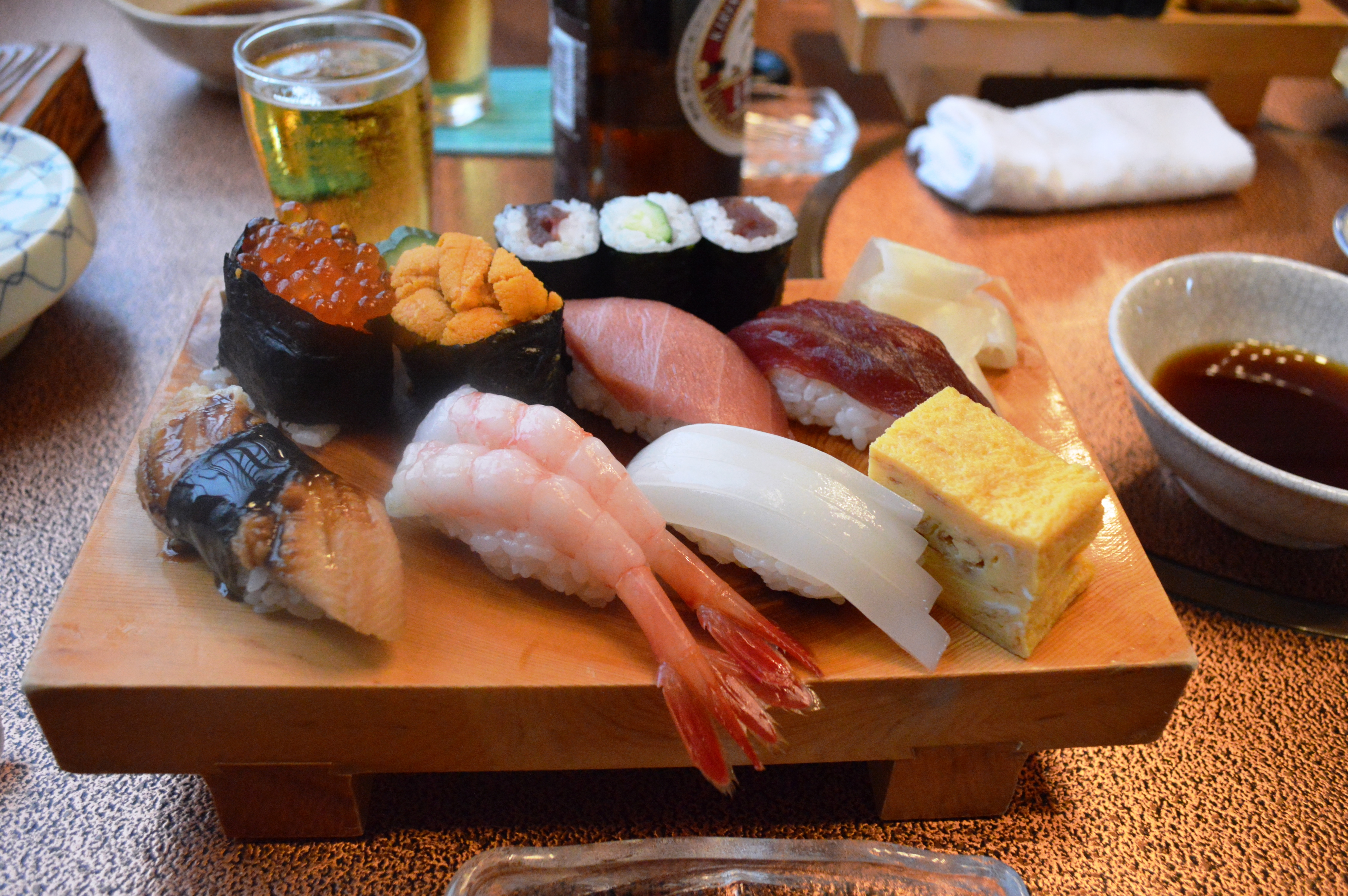
握り寿司

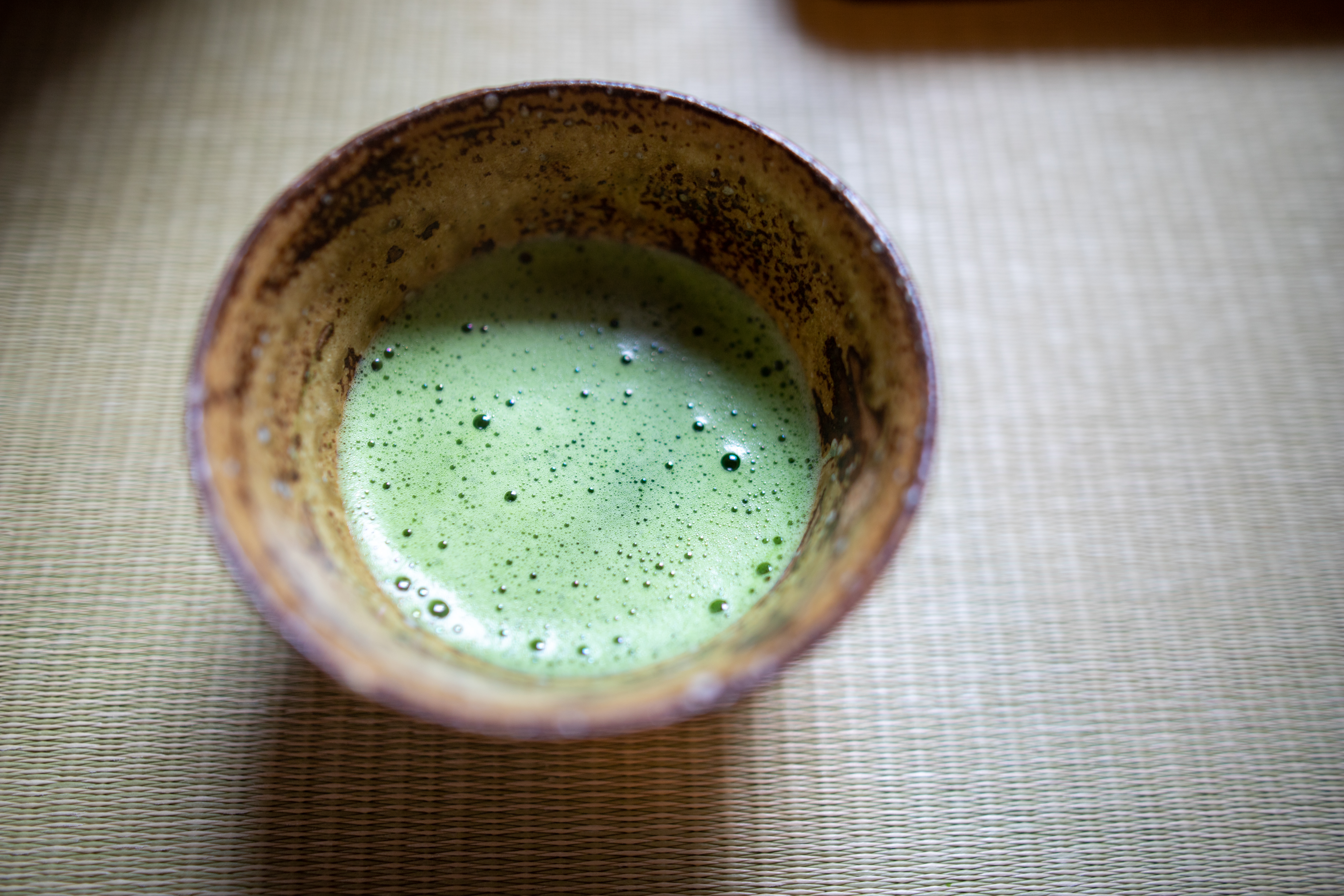
抹茶

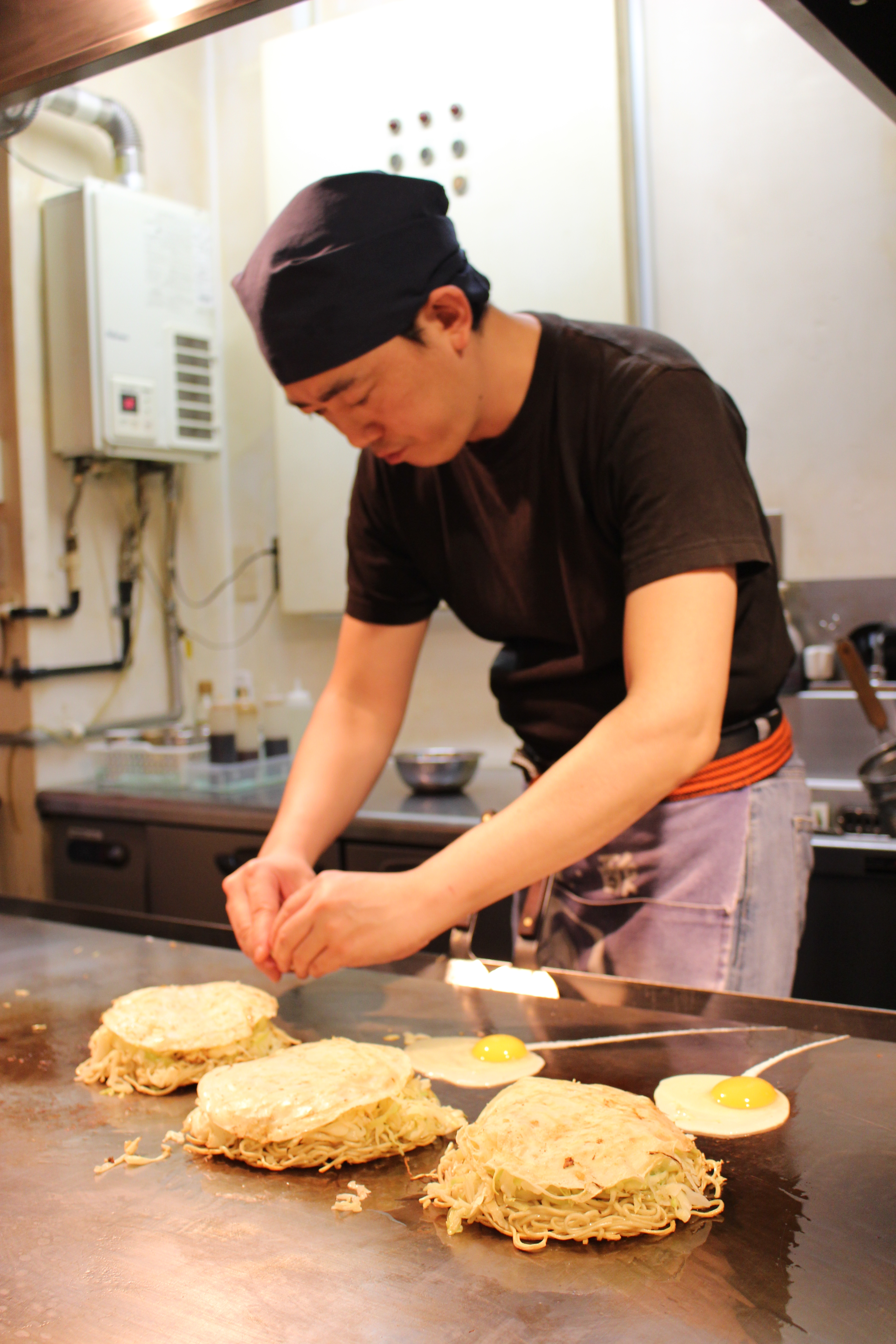
お好み焼き製造過程の一部

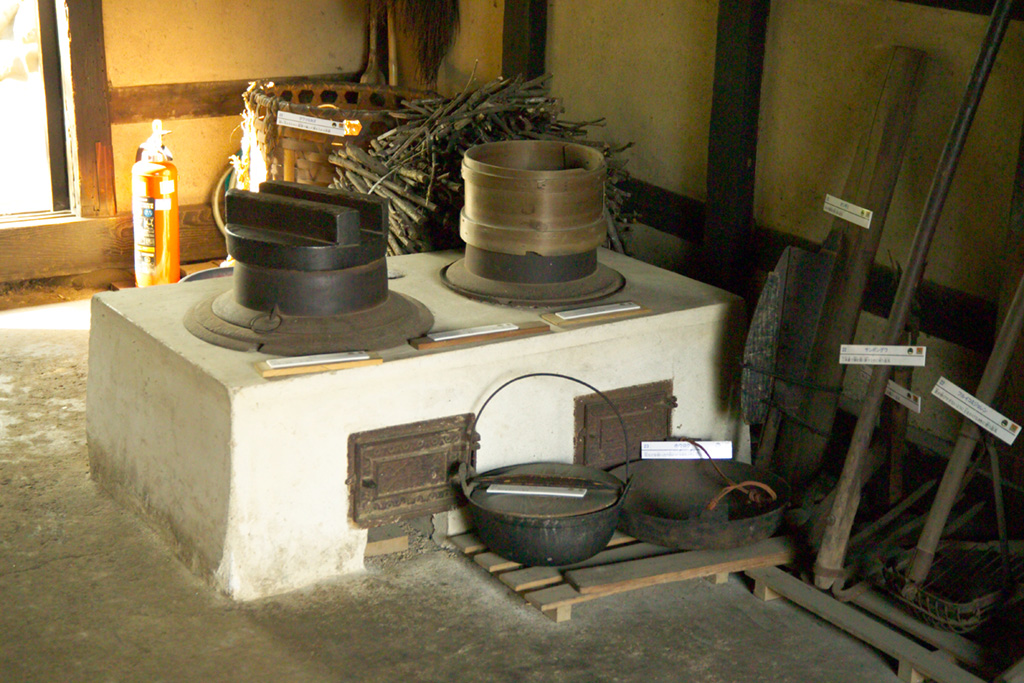
かまど

和食（日本料理）
料理
飲み物
- 日本茶
- アルコール類
  - 日本酒、どぶろく、甘酒、焼酎、泡盛
- 清涼飲料水
  - 葛湯、昆布茶、桜湯

食品・食材・材料
庶民的な食品・食材からブランド品まで含む。
肉類
- 鯨 江戸時代以前は魚肉に分類。
- 和牛

魚介類
- 河豚（ふぐ）、蛸（たこ）、寿司

海藻
- 海苔（イワノリ、カワノリ、フノリ）、アオノリ、昆布（コンブ）、ワカメ

野菜
- 小松菜、ワケギ、大根、白菜、カブ、葱

芋類
- クワイ、コンニャクイモ

茸類
- 椎茸、松茸

果物
- ウリ、マクワウリ、カキ、クリ、ギンナン

柑橘類
- 温州みかん、キンカン、ザボン、ダイダイ、イヨカン、柚子、カボス

加工食品
- 納豆、豆腐、おから、豆乳、ゆば、油揚げ
- 漬物、沢庵、福神漬
- 鰹節、かまぼこ、炒り子、干貝、のしいか、松前昆布、たたみいわし、寒天
- ふりかけ、麩
- 片栗粉、コンニャク

調味料
- 味噌、醤油、みりん、酒（日本酒など）、出汁（だし）

和菓子
- 甘納豆、外郎（ういろう）、求肥、練り切り、饅頭、羊羹、落雁、きんつば、飴（あめ）、汁粉
- 餅
  - 草餅、桜餅、煎餅、柏餅、ぼたもち、大福、あられ、安倍川もち、あんころ餅
- 団子
  - 吉備団子、みたらし団子

調理方法
- 七輪、炊飯器

食器、マナー
- 食器（和食器）
  - 漆器（ジャパン）、和陶器（せともの）、弁当
  - 箸
    - 割り箸、菜箸、鉄箸

  - 匙、散蓮華、しゃもじ、おたま
  - 茶碗、湯呑み、急須
  - 丼（どんぶり）、小鉢
  - 徳利、お猪口（おちょこ）、ぐいのみ
  - 氷コップ

マナー
- マナー違反
  - 嫌い箸: 箸の持ち方や使い方に関するマナー
- 座りかた
  - 正座、あぐら、横座り
- 食いあわせ

日本料理の種類
- 精進料理
- 本膳料理
- 会席料理
- 懐石料理
- 鉄板焼き料理

- 日本の郷土料理
  - アイヌ料理
  - 江戸料理
  - 沖縄料理
  - 京料理
  - 薩摩料理

## 住

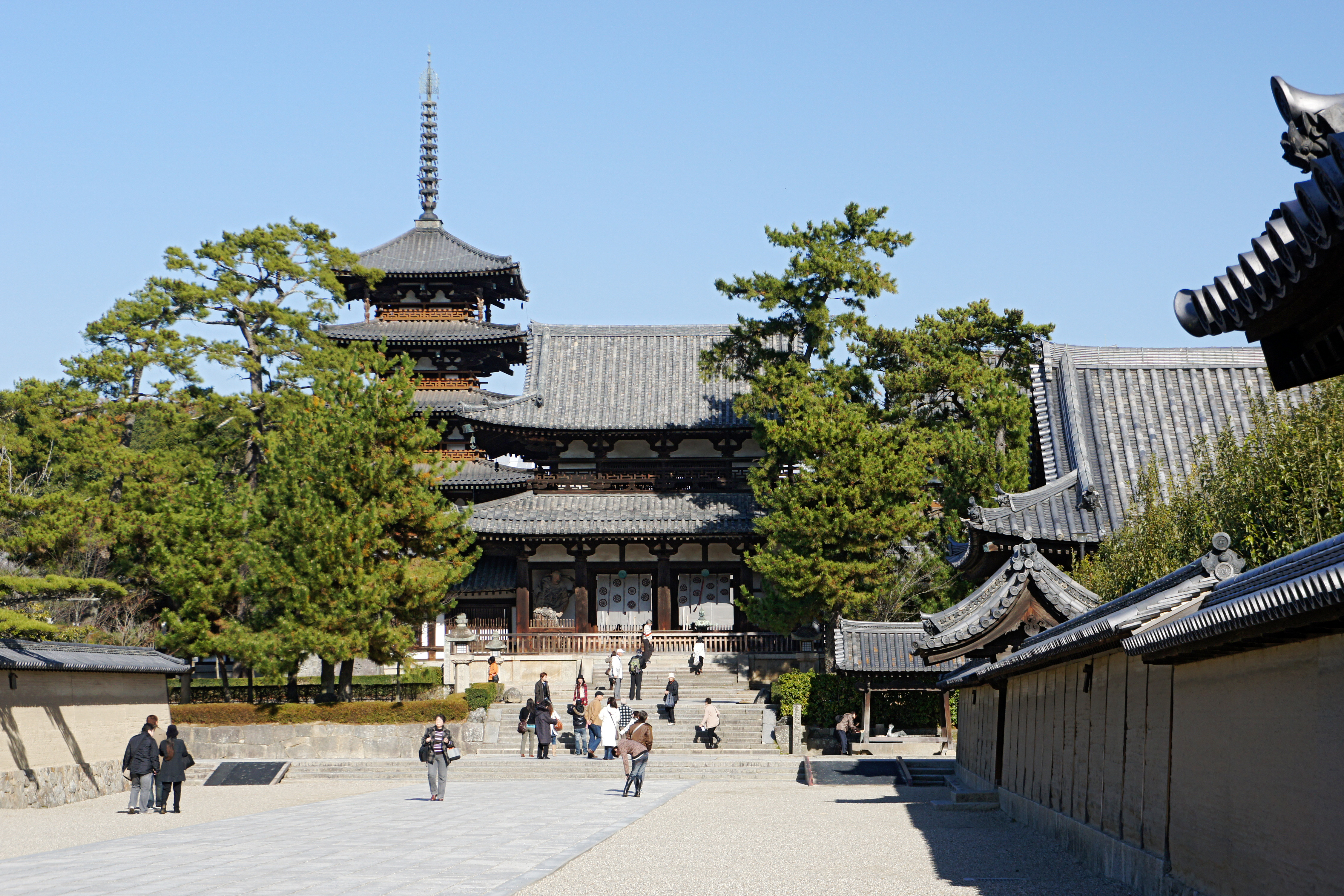
法隆寺

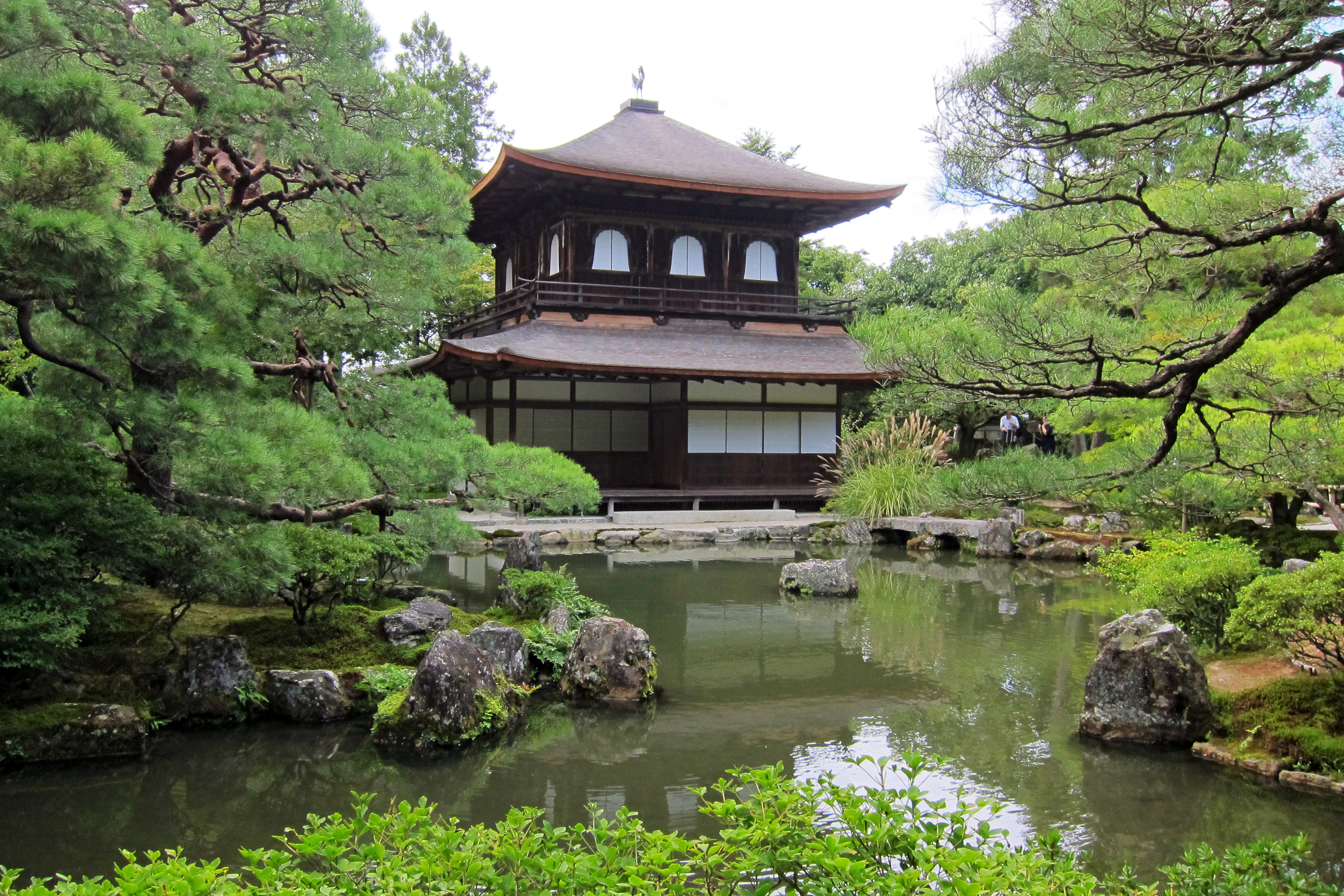
京都府・銀閣

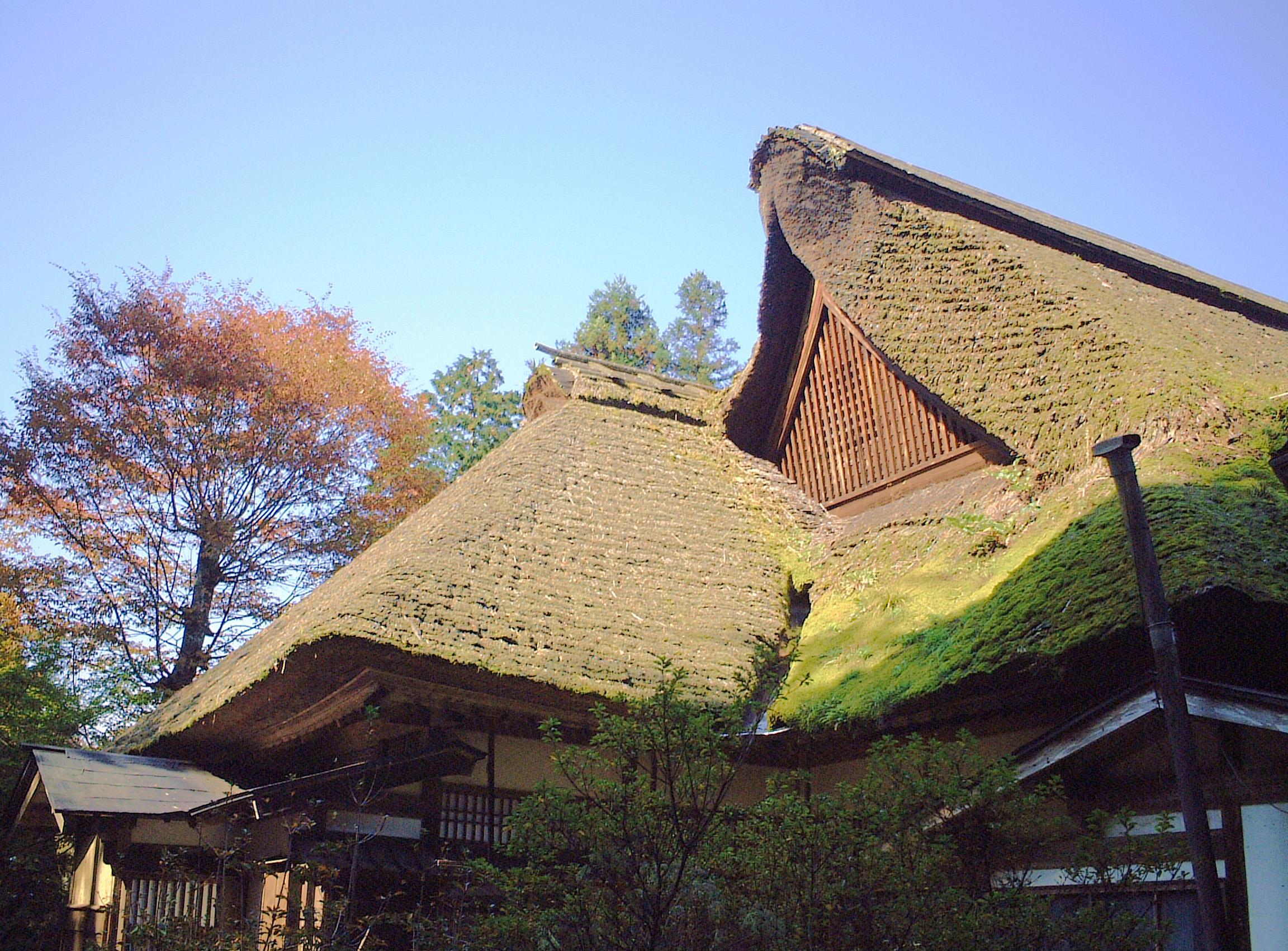
茅葺き屋根

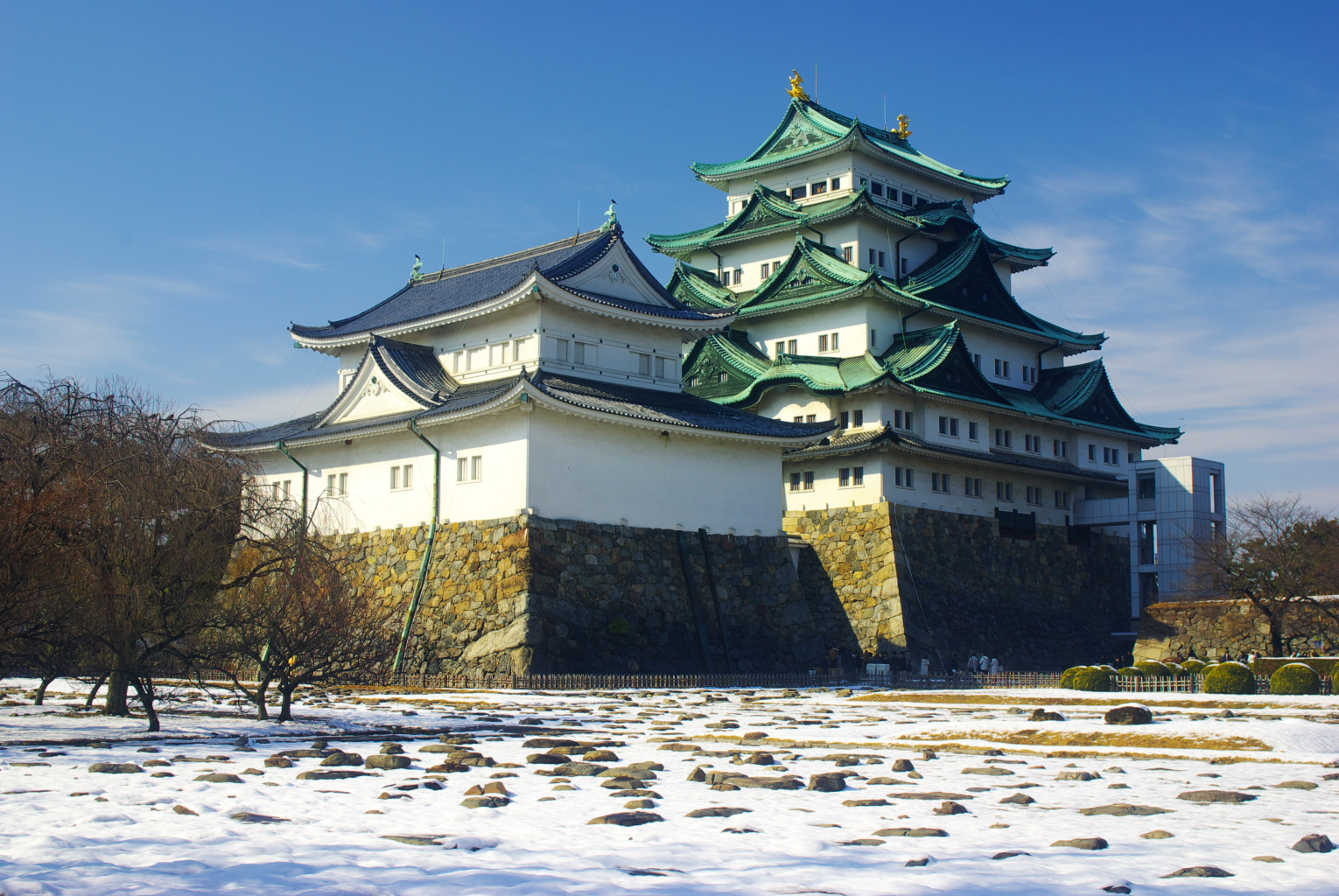
天守、初の外観復元天守 名古屋城

### 日本の住宅
- 家具については#生活を参照。
- 庭園については日本庭園を参照。

日本各地では、古くからその土地にあった建材を利用した住宅が建てられてきた。そのような地域差がありながらも、日本全国どこでも木を使った住宅（日本家屋、和風住宅）が建てられてきた。この背景には、豊富な木材と、湿度の高い気候、木の性質をよく知った技術者の存在などがあった。
住宅は近年までほとんどが木造であったが、現在は鉄筋コンクリート造や鉄骨構造の住宅（戸建て、集合住宅）も多くなってきている。また、木造住宅でも現在は輸入材の使用が一般的で、品質の規格化・均一化が進んでいる。

### 日本建築
古墳時代以前のものは遺跡も参照。
木造の建築様式
- 神社建築（流造、春日造、神明造など）、寺院建築（和様、禅宗様、大仏様など）、校倉造（正倉院）

御所・離宮
- 京都御所、修学院離宮、桂離宮

神社
- 伊勢神宮、出雲大社、熱田神宮、日光東照宮、宇佐神宮、上賀茂神社

寺院
- 法隆寺西院伽藍・夢殿、薬師寺東塔、東大寺（法華堂など）、唐招提寺（金堂など）、平等院鳳凰堂、中尊寺（金色堂など）、毛越寺、三十三間堂、鹿苑寺（金閣寺）、慈照寺（銀閣寺）、清水寺、一休寺

城郭
城
- 松本城、丸岡城、犬山城、彦根城、姫路城、名古屋城、大阪城、熊本城、首里城、五稜郭など

民家
- 今西家住宅、箱木家住宅、古井家住宅、吉村家住宅など

近代・現代建築
明治時代以後、ヨーロッパの建築様式・技術が伝えられ、日本の建築も大きく変わっていった。
- 国会議事堂、迎賓館赤坂離宮（赤坂離宮）、日本銀行本店
- 東京駅
- 太陽の塔
- 高層建築：霞が関ビル、サンシャイン60、横浜ランドマークタワー、東京都庁
- タワー建築：東京スカイツリー、東京タワー、京都タワー、通天閣、福岡タワー、名古屋テレビ塔、さっぽろテレビ塔
- 競技場：国立代々木競技場、国立霞ヶ丘競技場陸上競技場、日本武道館、さいたまスーパーアリーナ、両国国技館
- ドーム型野球場：東京ドーム、大阪ドーム、ナゴヤドーム、福岡ドーム、札幌ドーム

### 日本人の空間概念・意識
- 間仕切り（襖・障子・衝立・屏風・欄間・暖簾）・格子、縁側
- 結界・鬼門/恵方
- 借景・見立て・生垣（垣根）・築地（ついじ）
- 里山・鎮守の森

## 生活

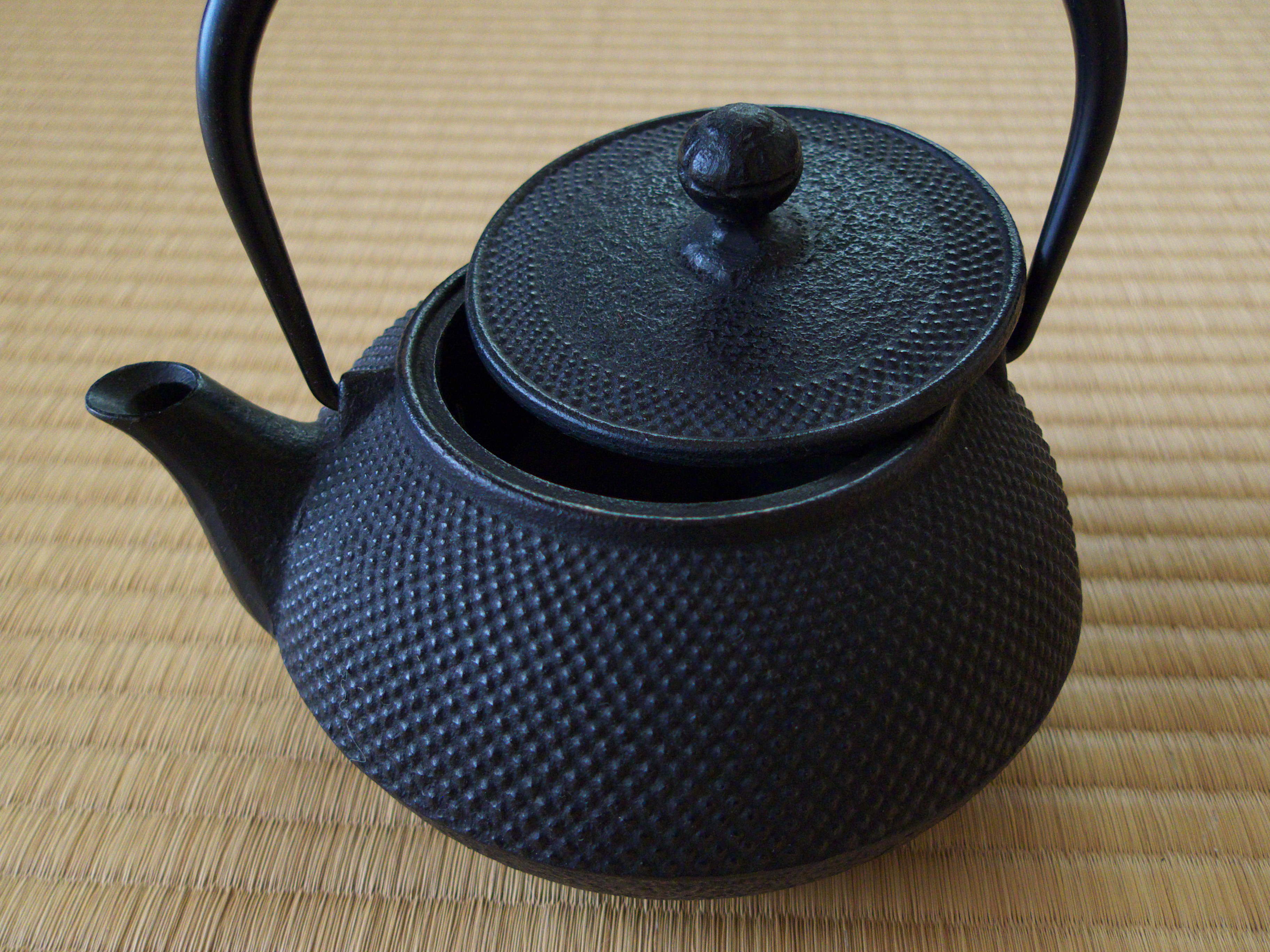
南部鉄器の鉄瓶

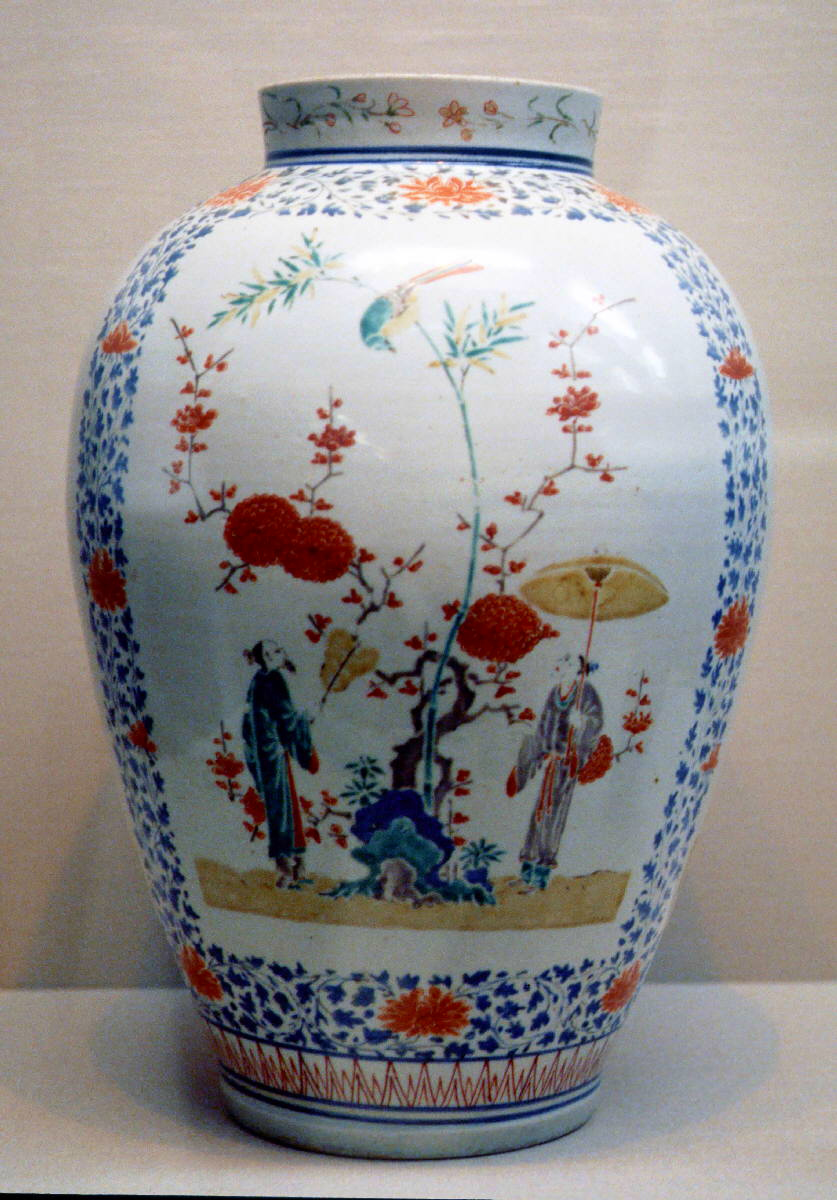
伊万里焼の壺

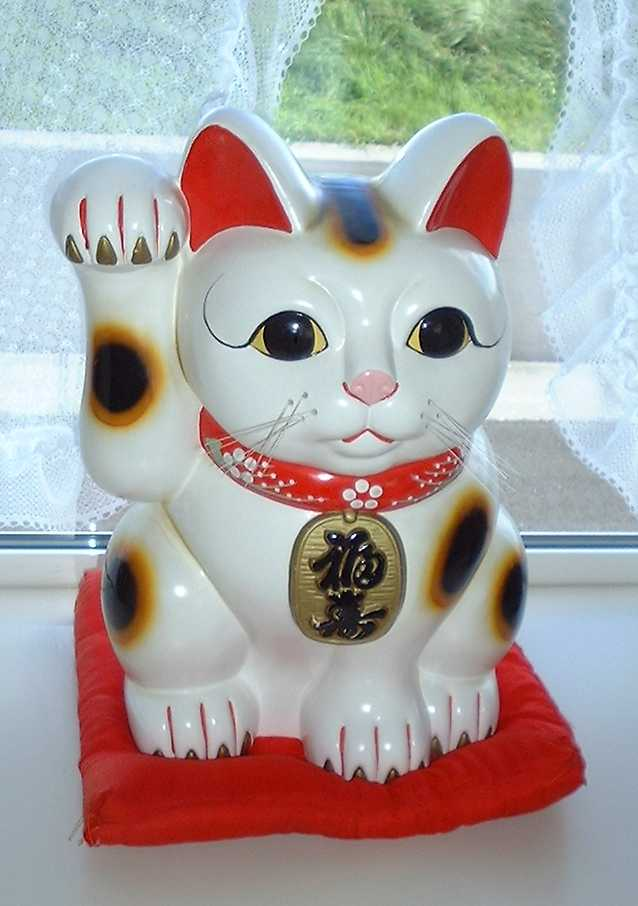
招き猫

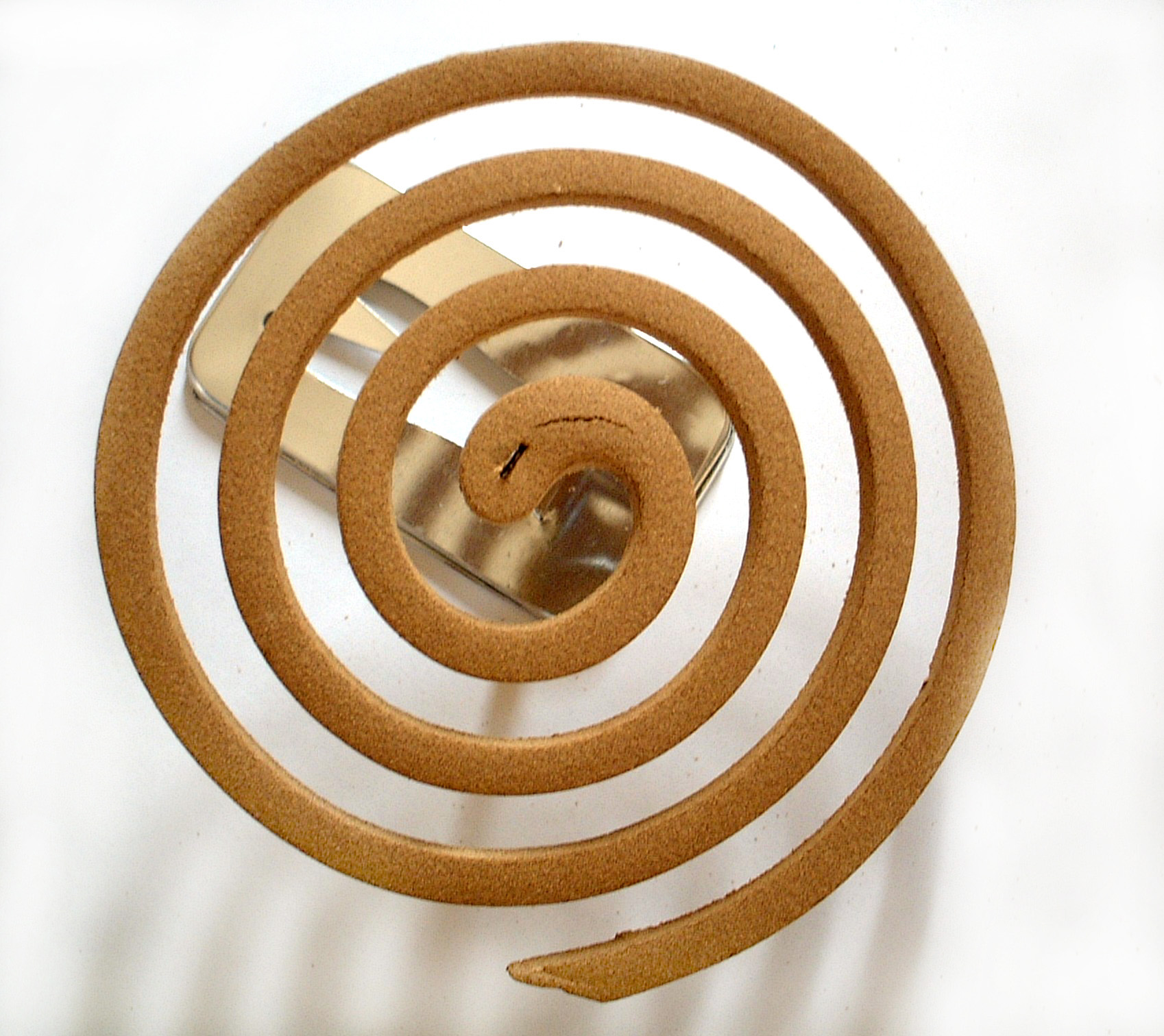
蚊取り線香

### 伝統工芸
日本各地で、「ご当地～～」と呼ばれる土産品があるが、それらの日用品は、地域の自然や歴史、産業、伝統などに見合った製品を作ろうとしてきた地域の人々の工夫の賜物である。また、日用品も、現代では多くが大企業の工場で作られるようになったが、その技術も、古くから培われてきた伝統工芸品の技術を応用して生産されているものが多い。

### 街頭文化
他の国では見られない、または少ない、日本の街中での特徴を示す。
- 自動販売機 - 日本では街じゅうに多種多様な自動販売機が設置してある。最も多いのは飲料を販売するものである。日本全国の設置台数は800万台を超える。これは諸外国と比べて格段に多く、日本の大きな特徴になりつつある。
- ティッシュの無料配布
- コインパーキング
- 現金自動預け払い機(ATM)
- 居眠り[139]

### 日本の葬式
宗教意識が薄れている現代にあって、葬式は、特に宗教上の信念があってキリスト教式や新宗教の様式で行われる場合、また神式の神葬祭を除けば、仏教の形式を用いる仏式葬儀が行なわれることが多い。
中世以降、庶民の間でも家が成立し、その繁栄や継続が重視された。また、中世は戦乱や災害が多発した時代であり、庶民は弔いを強く求めた。鎌倉仏教の僧侶は、そのような状況を踏まえつつ、身分の貴賤に変わらず庶民を救う観点から、葬式や祖先供養を積極的に行うようになった。その結果、日本の仏教は大衆化する過程で「葬式仏教」となり、庶民は菩提寺と檀家の関係が確立していき、江戸時代に一般化した。その状況が、現代まで引き継がれた結果のもので、純粋な宗教行事というより、習俗化したものといえる（現代においては「葬式仏教」は、葬式代や戒名代の高さが注目され、否定的な意味合いでとらえられることもある）。
近年はビジネス化された仏式葬儀に疑問を持つ人びとも増えつつあり、簡素な神式の葬儀も増加している。さらに自然葬（散骨、宇宙葬、森林葬など）もひとつの形式として浸透し始めている。
通夜、葬儀場、服喪、回忌、法事、盂蘭盆会、彼岸

### 日本の婚礼
結婚相談所、見合い、結納、仲人、結婚式場、三々九度、お色直し、床入り、新婚旅行

### 通過儀礼・儀式
七五三、入学式、卒業式、成人式、送別会、還暦・古希・喜寿・傘寿・米寿・卒寿・白寿、若衆宿、元服、隠居、出家・得度・剃髪

### 家族制度
本家・分家、家督、養子、入り婿、部屋住み、後家・行ず後家、名字・屋号、特別養子縁組、無戸籍者、死産、里親

### 付き合い・社会制度
寄合い、町内会、回覧板、隣組、連絡網、コンパ・合コン、消防団

### 贈答・儀礼
中元、歳暮、年賀、暑中見舞、寒中見舞、火事見舞、病気見舞、快気祝、内祝、熨斗・水引・折形、香典・香典返し、冠婚葬祭、無尽講・頼母子講、お返し、お年玉

### 祭儀
地鎮祭、定礎、上棟式、～開き（事務所・ピアノ・鏡、etc.）、中締め・お開き、一本締め・三本締め

### 就学制度・教育機関
（詳しくは「日本の教育」「学校制度」その他の項を参照の項を参照）
母子健康手帳、保育所、幼稚園、認定こども園、就学前教育、授業参観
学校週5日制、ハッピーマンデー制度、卒業旅行

### ハンディキャッパーとの共住
（詳しくは「高齢者福祉」、「社会福祉」その他の項を参照）
- 高齢者介護、ホームヘルパー、介護センター、老人ホーム、後期高齢者医療、高額療養費
- 特別養護老人ホーム、有料老人ホーム、老人福祉施設、認知症高齢者グループホーム、介護ロボット、医療ロボット
- 学童保育、介護老人保健施設、老人会、人間ドック
- デイケア、デイケアセンター、放課後等デイサービス、グループホーム、ケアホーム、地域活動支援センター、小規模作業所、授産施設
- 障害者支援施設
- 児童委員、民生委員

### 生活用品・日用品
家具
- 日本の家具
  - 箪笥、茶箪笥、船箪笥、長持、行李
  - ちゃぶ台
  - 座椅子
  - 衝立・屏風

その他
- 畳、座布団
- 暖簾（のれん）、床の間、掛け軸
- 囲炉裏、火鉢、煙草盆、蚊帳・蚊遣り・蚊取り線香、扇子・団扇（うちわ）
- 籠、背負い子（しょいこ）、風呂敷

電気製品
- 日本独特の家電製品 - 炊飯器、こたつ（※電気製品の一覧、家電機器も参考に。）
  - 三種の神器、新・三種の神器、新々・三種の神器
  - 日本の携帯電話 - 日本の携帯電話文化 - 携帯電話の絵文字

## 行事

### 日本のこよみ
日本のこよみについては、Template:季節の話題、Template:今日のこよみ、Template:今日は何の日も参照。
暦注の内容
- 二十四節気、七十二候
- 六曜、九星、三隣亡（さんりんぼう）
- 節句、雑節、月齢、

暦記法
- 元号、西暦、和暦
- 日にち、曜日
- 干支
- 暦注

- 旧暦
  - 元嘉暦、儀鳳暦、大衍暦、五紀暦、宣明暦、貞享暦、宝暦暦、寛政暦、天保暦
- 新暦
  - グレゴリオ暦
- 紀元
  - 神武天皇即位紀元

### 年中行事

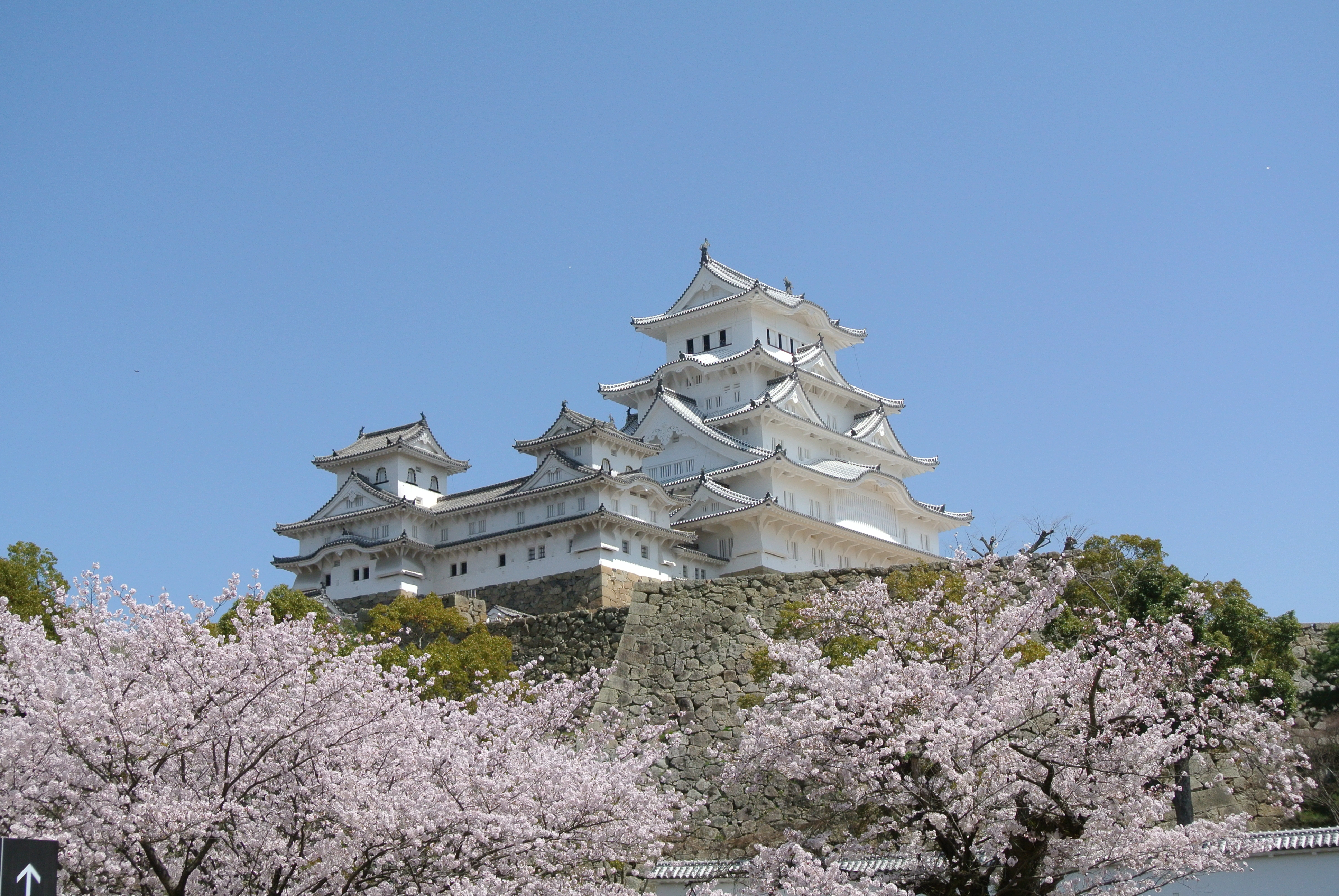
姫路城と花見

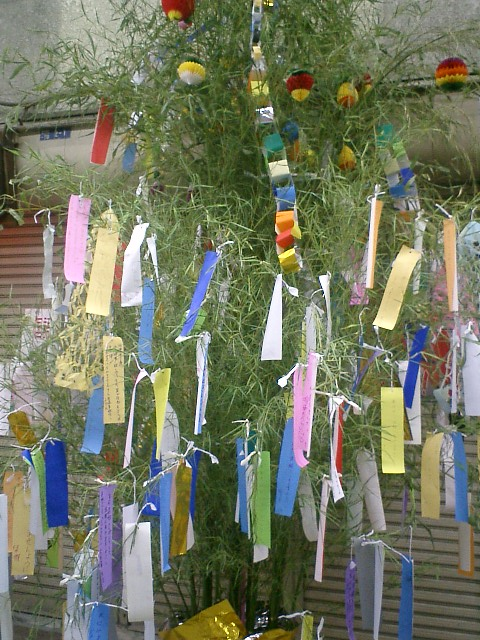
七夕の笹飾り

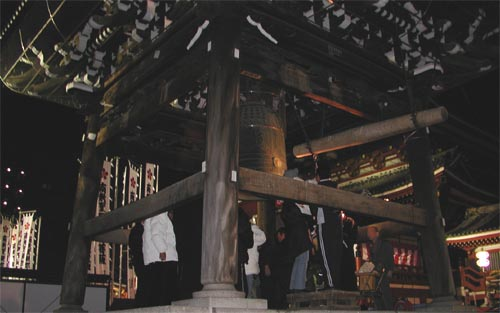
除夜の鐘

宗教的なものが濃い年中行事は#宗教に記載。
各日の行事については、日付の一覧を参照。
農業類に関する行事も戦前ごろまで大きな行事であったが、農家の減少や機械化により少なくなっている。（農事暦参照）
1月 - 正月（三が日は1日から3日）、正月飾り、御節料理、雑煮、初夢、年賀状、初詣、七草粥、新年会、鏡餅（鏡開き）、左義長、書き初め（2日）、姫始め（2日）、仕事始め（4日）

2月 - 節分、春闘、バレンタインデー（14日）

3月 - 雛祭り（3日）、卒業、春の彼岸、ホワイトデー（14日）

4月 - 入学、新学期、四月馬鹿（エイプリルフール）（1日）、灌仏会（8日）

5月 - メーデー（1日）、端午の節句（5日）、ゴールデンウィーク（3日、4日、5日を中心に連休の長さにより毎年変動）、母の日（第2日曜日）

6月 - 衣替え、父の日（第3日曜日）

7月 - 七夕（7日）、暑中見舞い

8月 - 残暑見舞い、お盆、お中元

9月 - 新学期、防災（1日）、秋分、十五夜、秋の彼岸、敬老の日（第3月曜日）

10月 - 衣替え、ハロウィン（31日）

11月 - 七五三、感謝祭（第4木曜日）、ブラックフライデー（第4金曜日）

12月 - サイバーマンデー（第2月曜日）、お歳暮、忘年会、クリスマス（24日、25日）、仕事納め、大晦日・除夜の鐘（31日）、年越し蕎麦
期日が定まっていないもの
- 主に春のもの - 花見
- 主に夏のもの - 海開き、山開き、海水浴、水泳、花火、夏祭り
- 主に秋のもの - 運動会、文化祭、学芸会、月見、秋祭り、紅葉狩り
- 主に冬のもの - 雪祭り、雪見
- 祭り⇒下の項目“日本の祭り”へ。

季節
国土の大半が温暖湿潤な気候帯に属し、春夏秋冬がはっきりと推移するこの国においては、この気象条件から、稲作による定住生活が生活の基盤となった。それゆえ、この国に棲む人々は四季の移ろいに敏感で、穏やかではあるが自然に対して感受性の鋭い国民性が育まれた。また、周囲を海に囲まれ個立した島国であることで、他民族との接触に一定の制御が加えられ、前記の特質に加えてさらに、独特の繊細で豊穣な文化を醸し出す下地ともなってきた。
- 春 - 春雨、春一番、桜前線
- 夏 - 梅雨、暑中、残暑、五月雨
- 秋 - 秋雨、台風、木枯らし一号
- 冬 - 寒中
- 四季、二十四節気、歳時記、季語

### 地域の祭り
地域の祭りについてはCategory:日本の祭り
- 日本全国で有名なものや主なものについて挙げる。
  - 青森ねぶた、三社祭、祇園祭、天神祭、阿波踊り

日本で古くから行われている祭りでは神を祭る行事として神輿や御神体を使って行われていることが多い。神を称え、豊作や健康を祈ったり、邪悪なものを吹き飛ばすというような意味合いも込められる。祭りは時期を問わずさまざまなものが行われ、キリスト圏でいう「クリスマス」や「ハロウィン」というように祭りが一日に集中するような日というものは特にないが、季節で見ると夏に多く行われ、盆踊りや花火大会が多く開催される。

## 娯楽・レジャー

### 娯楽
- 比較的古く（近世以前）からある娯楽

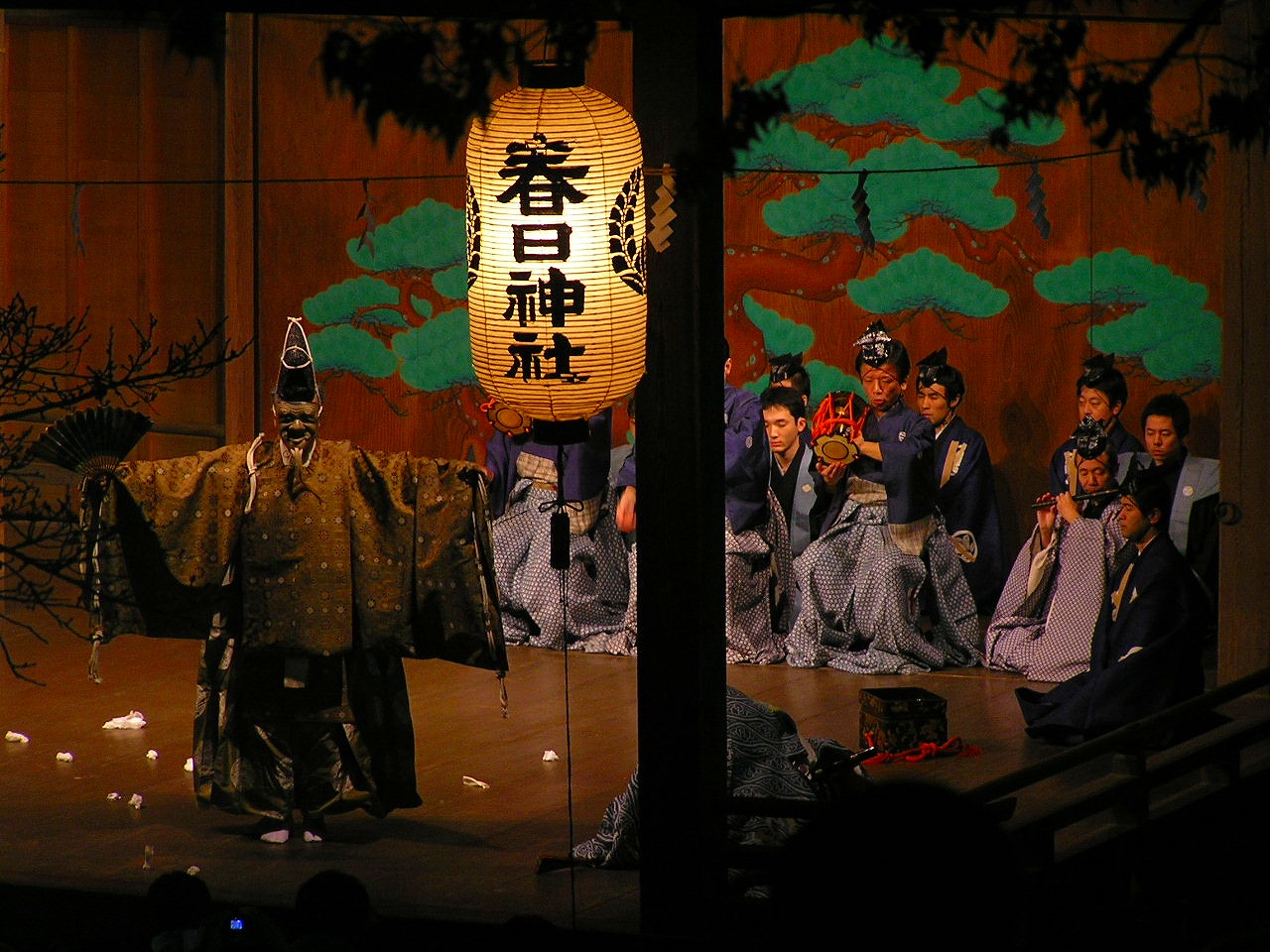
能（翁奉納 春日神社 (丹波篠山市)）

  - 能、狂言、歌舞伎、文楽、落語、講談（講釈）、浪花節（浪曲）、寄席
- 比較的新しい（近代以降）もの
  - 演芸、演劇、お笑い、漫才、コント、手品（和妻）
- 賭博
  - パチンコ、パチスロ
  - 公営競技
    - 競馬
    - 競輪
    - 競艇
    - オートレース
- 飲酒
  - 居酒屋、焼き鳥屋・焼き豚屋、おでん屋、料亭、スナック、クラブ
- 外食
  - 蕎麦屋、うどん屋、牛丼屋、寿司屋・回転寿司、カレーショップ、ファミリーレストラン、定食屋、お好み焼き屋、出前・ケータリング

### 旅行・観光・行楽
日本人は旅行好き、観光・行楽好きと言われる。

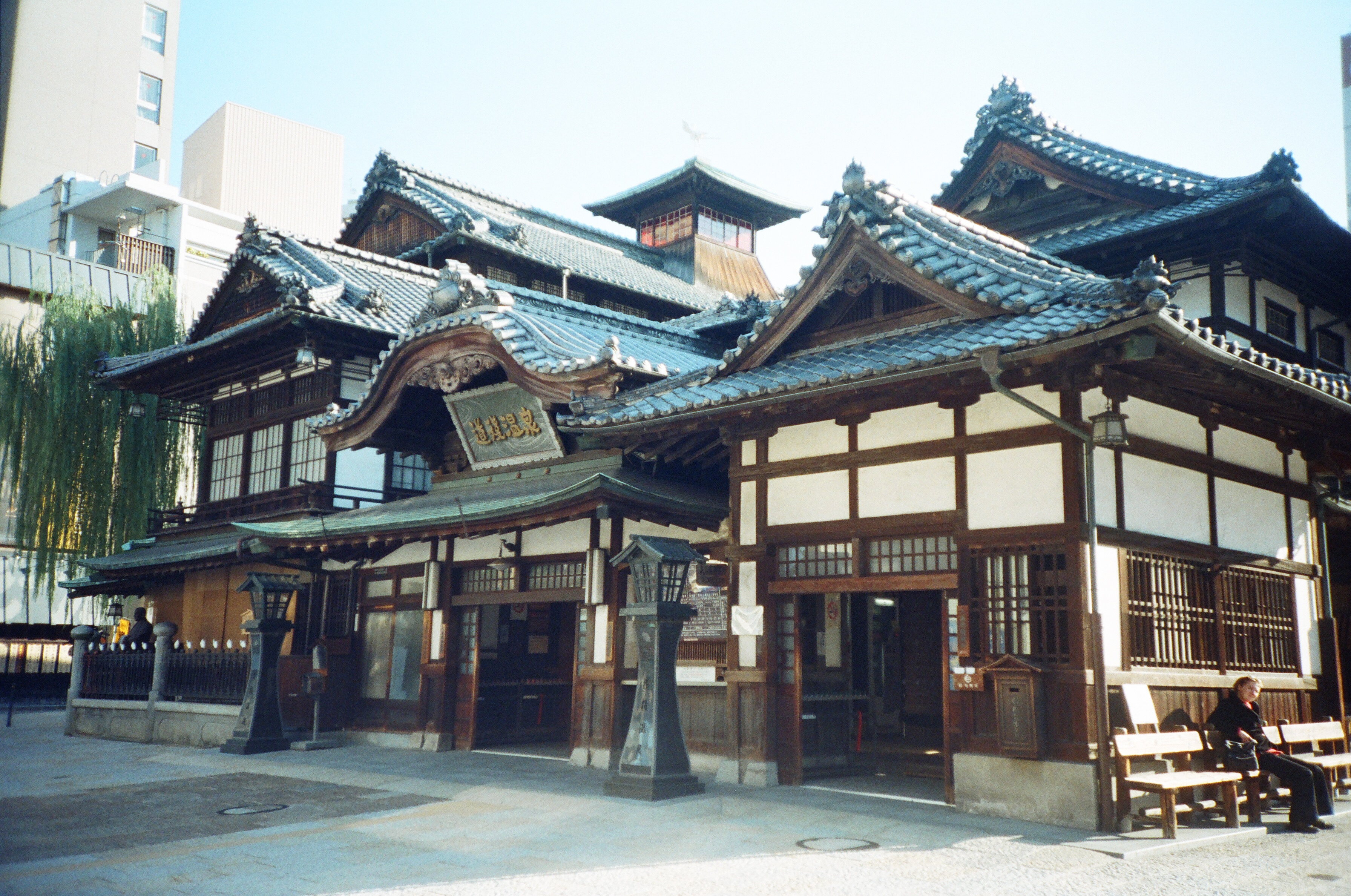
道後温泉本館（重要文化財・近代和風建築）

- 温泉、湯治 - 日本の温泉地一覧、日帰り入浴
- 日本の観光地
- ツアー（団体旅行）、海外旅行、パック旅行
- 修学旅行、遠足、慰安旅行
- 講（お伊勢参り・富士講など）、七福神めぐり、巡礼、初詣、彼岸参り
- 宴会、芸者遊び、カラオケ、名曲喫茶、歌声喫茶、ジャズ喫茶、ジャズクラブ

### 遊び
伝統的
- ボードゲーム - 双六、福笑い
- カードゲーム - かるた、花札
- 美術 - お絵かき、ぬり絵
- 手先 - お手玉、折り紙、あやとり、せっせっせ、リリヤン、竹とんぼ
- 賭け事 - ビー玉、めんこ、べーごま、おはじき
- 射的 - ぱちんこ（スリングショット）、ゴム鉄砲、吹き矢、空気鉄砲
- 曲芸 - 凧揚げ、剣玉、独楽、竹馬、ホッピング、フラフープ
- 社会 - ままごと、人形ごっこ、忍者ごっこ、探偵ごっこ、電車ごっこ
- 鬼 - 鬼ごっこ、かごめかごめ、かくれんぼ、缶けり、だるまさんがころんだ、ドロケイ（ケイドロ、ドロジュン、泥棒と巡査、泥棒と警官）
- 陣取り - ひまわり、Sけん（エスの字けんけん）、はないちもんめ、馬乗り
- 競技 - ゴムとび、羽根突き、石蹴り、馬跳び
- 戦い - 相撲、チャンバラ、銀玉鉄砲、水鉄砲
- 食べ歩き - 縁日、駄菓子屋、的屋

自然
- 川遊び、毛遊び
- 砂遊び、木登り、花摘み、昆虫採取（亀、トカゲ、清水蟹、ヘビなどの小動物の採取）、釣り（ザリガニ、クチボソ）、探検（下水道、防空壕、離れ小島）、基地作り

春
- つくし採り、山菜取り

夏
- 海水浴、花火、潮干狩り、肝試し、怪談話

秋
- たき火、銀杏採り、各種秋の味覚狩り

冬・雪
- おしくらまんじゅう、かまくら、雪合戦、雪だるま

学校・球技
- 枕投げ、一輪車
- 野球（三角ベース、キックベース、ゴロベース、はさみ鬼）、ドッジボール

近代的
- プリクラ、シール（遊び）プラモデル、サバイバルゲーム、コンピューターゲーム

## スポーツ

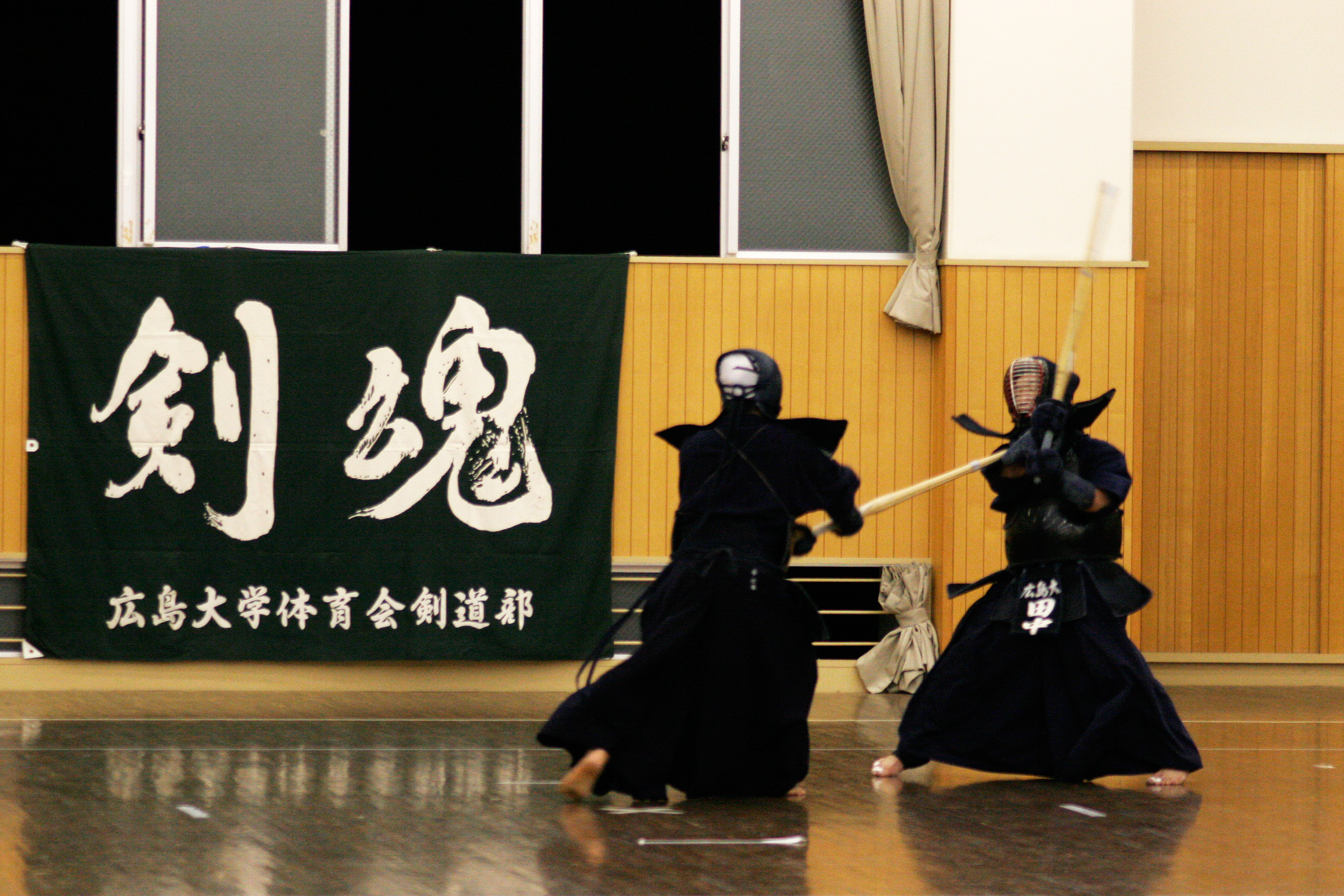
広島大学の剣道

本来、スポーツとは西洋の概念であることから、近代以前の勝敗を争うような身体活動は単に「競技」、また戦闘技術に関するものは「武術」「武道」などと呼ぶ方が正しい。

### 伝統的スポーツ
- 相撲、古武道（剣術・柔術ほか多数、騎射三物・日本泳法も含む）
- 蹴鞠、鷹狩
- 琉球古武術、空手

### 近代以降のスポーツ
明治時代以降、海外の影響を受けてサッカー、テニス、野球、ボート、陸上などの競技が学校を中心に導入された。ゴルフは社交として戦後盛んになり、接待で行われることも多い。また、上記の古武道が西洋スポーツを取り入れるなどして現代的にアレンジされ、現代武道となった。
- 現代武道（剣道・柔道・空手道ほか多数）
- 日本代表

### 選手の育成・技能の向上
- クラブ活動、合宿練習、稽古、試合、道場

### レクリエーションとしてのスポーツ
- 運動会（体育祭）、スポーツ少年団
  - 大相撲、プロ野球、高校野球、Jリーグ、格闘技（プロレス・K-1・空道）、天皇杯、駅伝、ラグビーなど
- ラジオ体操

## 芸術・メディア

### 趣味・嗜好・教養
- 和歌、俳句、短歌、長歌、川柳、狂歌、長唄
- 邦楽 - 都々逸、小唄、三味線、尺八、民謡
- 茶道、香道、華道、盆景
- 軍人将棋、軍棋、闘獣棋、将棋、囲碁、チェス、リバーシ
- 歌留多、百人一首

### 文学
文学
- 日本文学

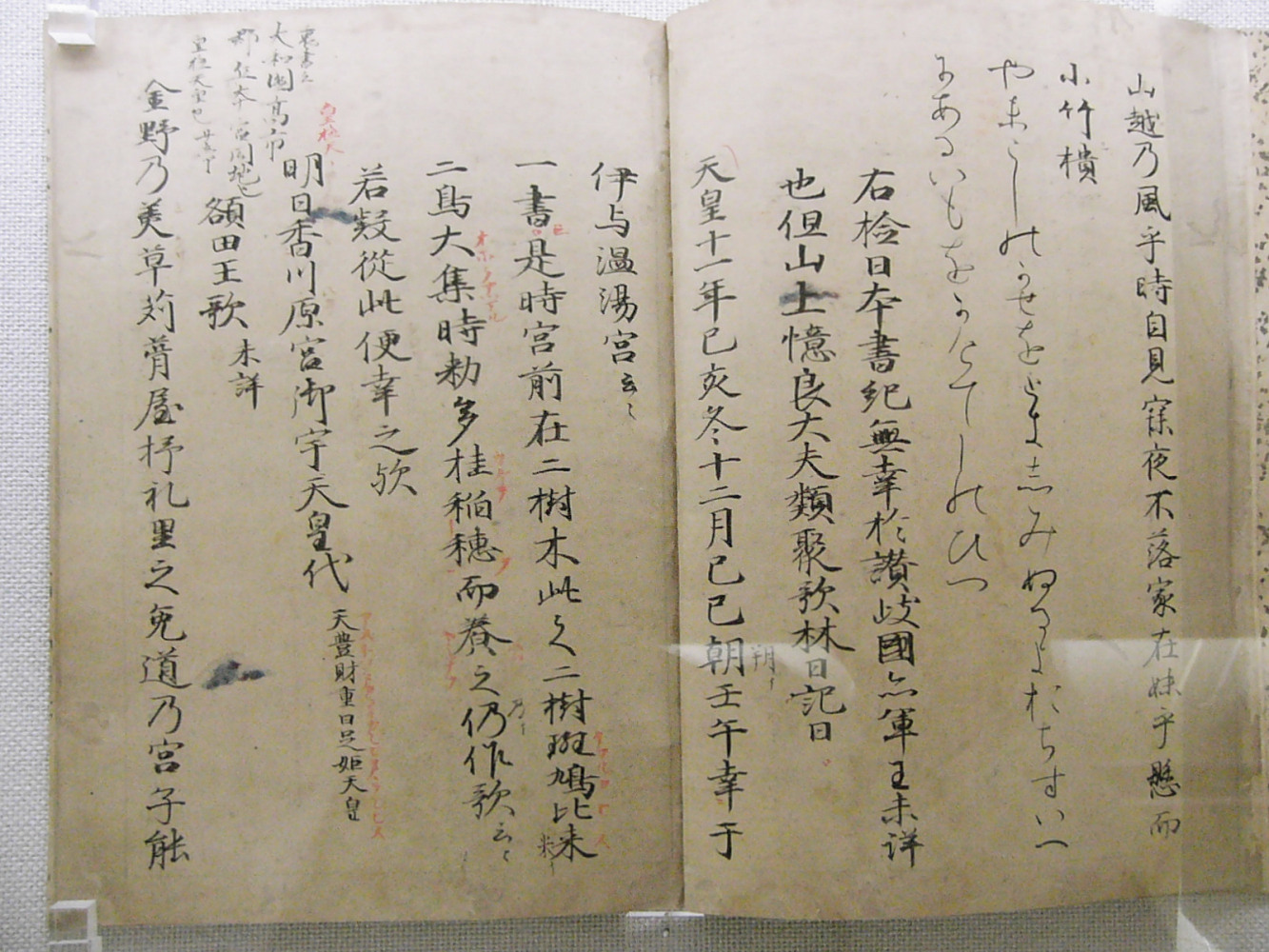
元暦校本万葉集

  - 日本の詩、和歌、短歌、俳句、川柳、連歌、狂歌、長唄、漢詩、かな文学・手紙・物語・日記・草紙・歌書、漢文
  - 純文学、大衆文学、私小説、ライト文芸、ライトノベル、読本（よみほん）、円本
  - 漫画、コミック

### 美術

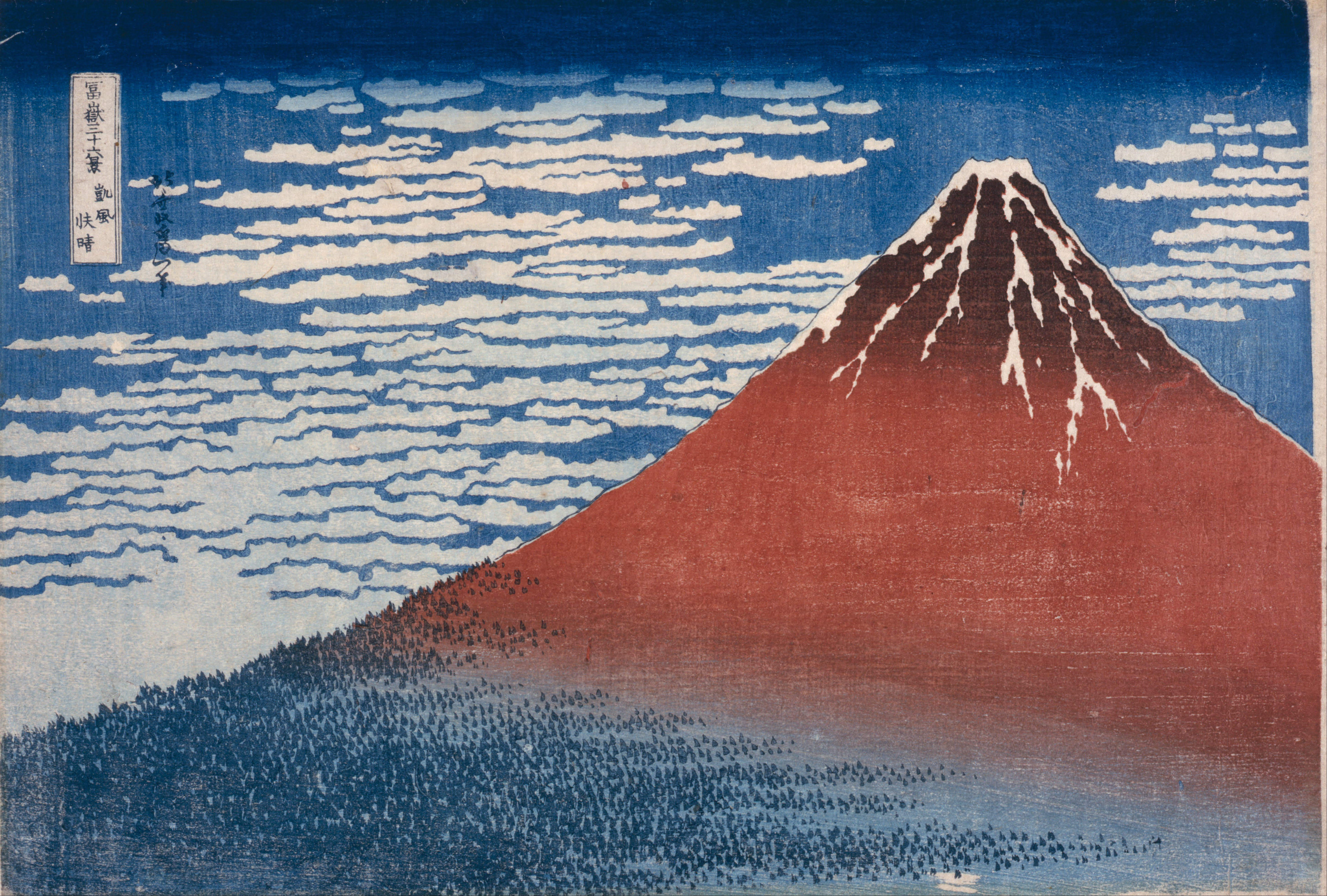
浮世絵・凱風快晴、葛飾北斎作

美術
- 日本の絵画
  - 大和絵
  - 日本画
  - 浮世絵

### 工芸
工芸・陶芸
- 蒔絵、螺鈿、彫金、紙工芸
- 陶器、磁器、漆器、籐編み
- 日本人形、木目込み人形
- 七宝

### 芸道
芸道

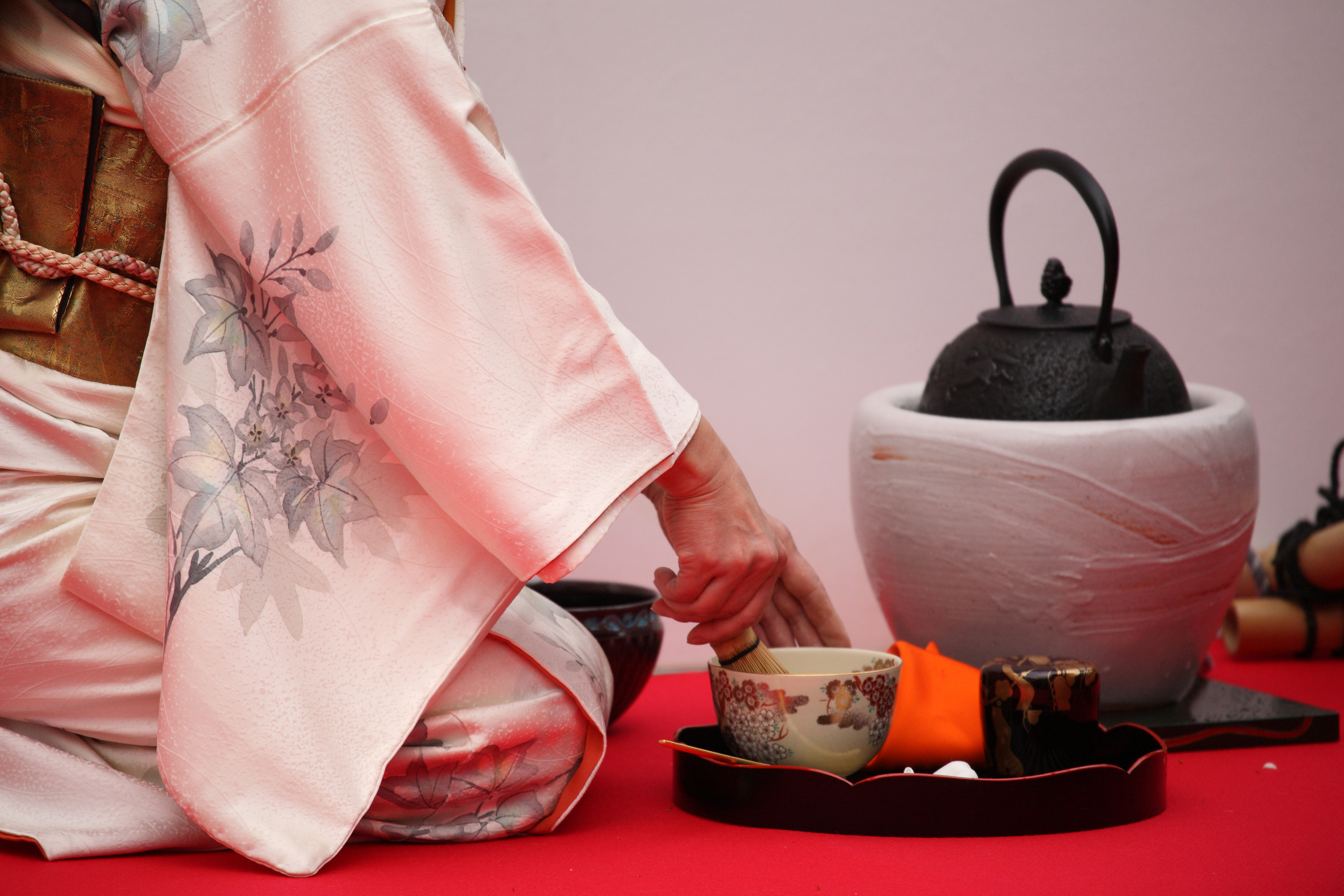
茶道。盆と鉄瓶を使った簡略的な点茶の例。

- 書道、茶道、華道、香道、武道・古武道・剣道、歌道、煎茶道
- 舞、日本舞踊
- 伝統芸能、歌舞伎

### 音楽

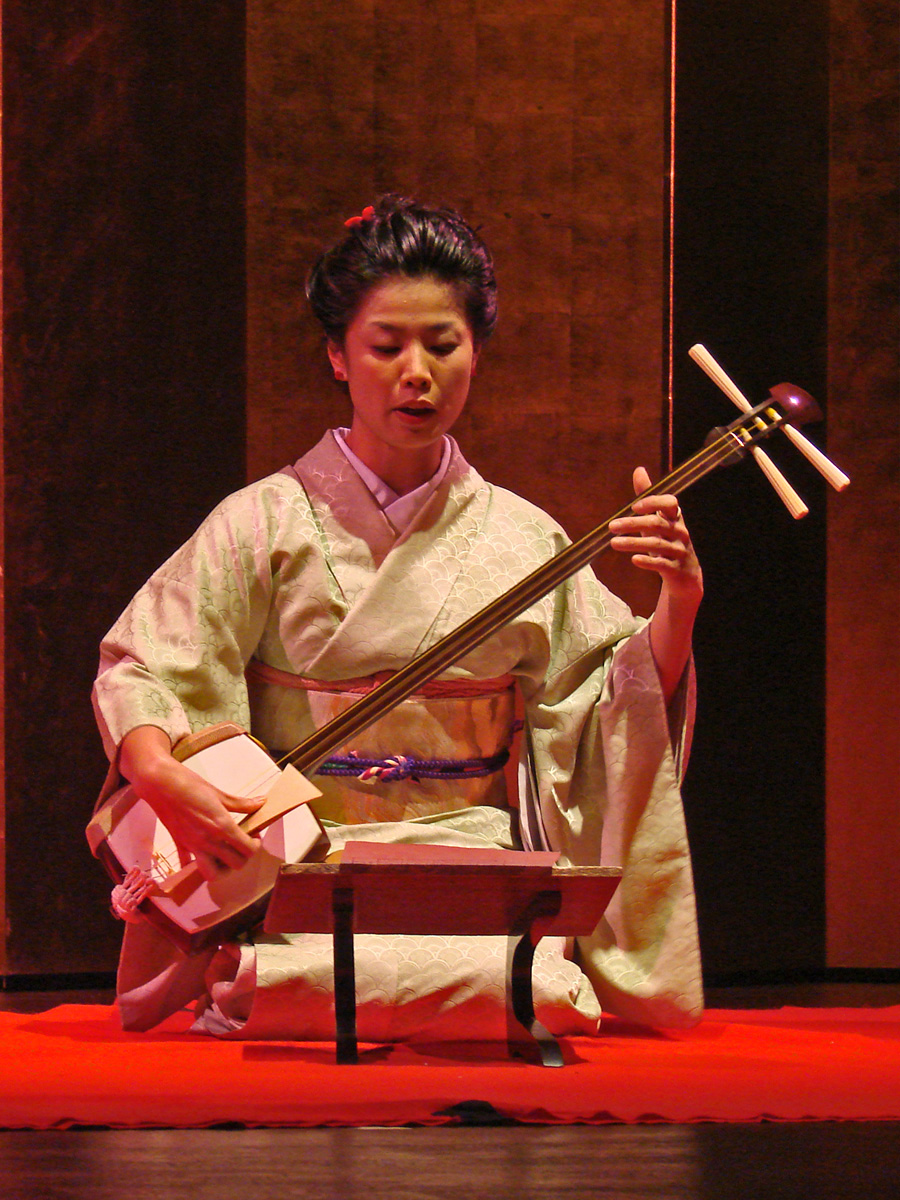
三味線を弾く日原史絵

音楽
- Category:日本の音楽
  - 純邦楽
  - J-POP
  - ロック・ミュージック
  - フォークソング
  - 演歌
  - 雅楽
    - 現代雅楽

  - 民謡
- 声明
- 吹奏楽
- Category:日本の伝統音楽
  - 邦楽のジャンル一覧
- 日本の楽器（和楽器）
  - 琴、箏、三味線、琵琶
  - 和太鼓、鼓（つづみ）
  - 鉦（かね）
  - 尺八、笙、篳篥（ひちりき）

### 映画

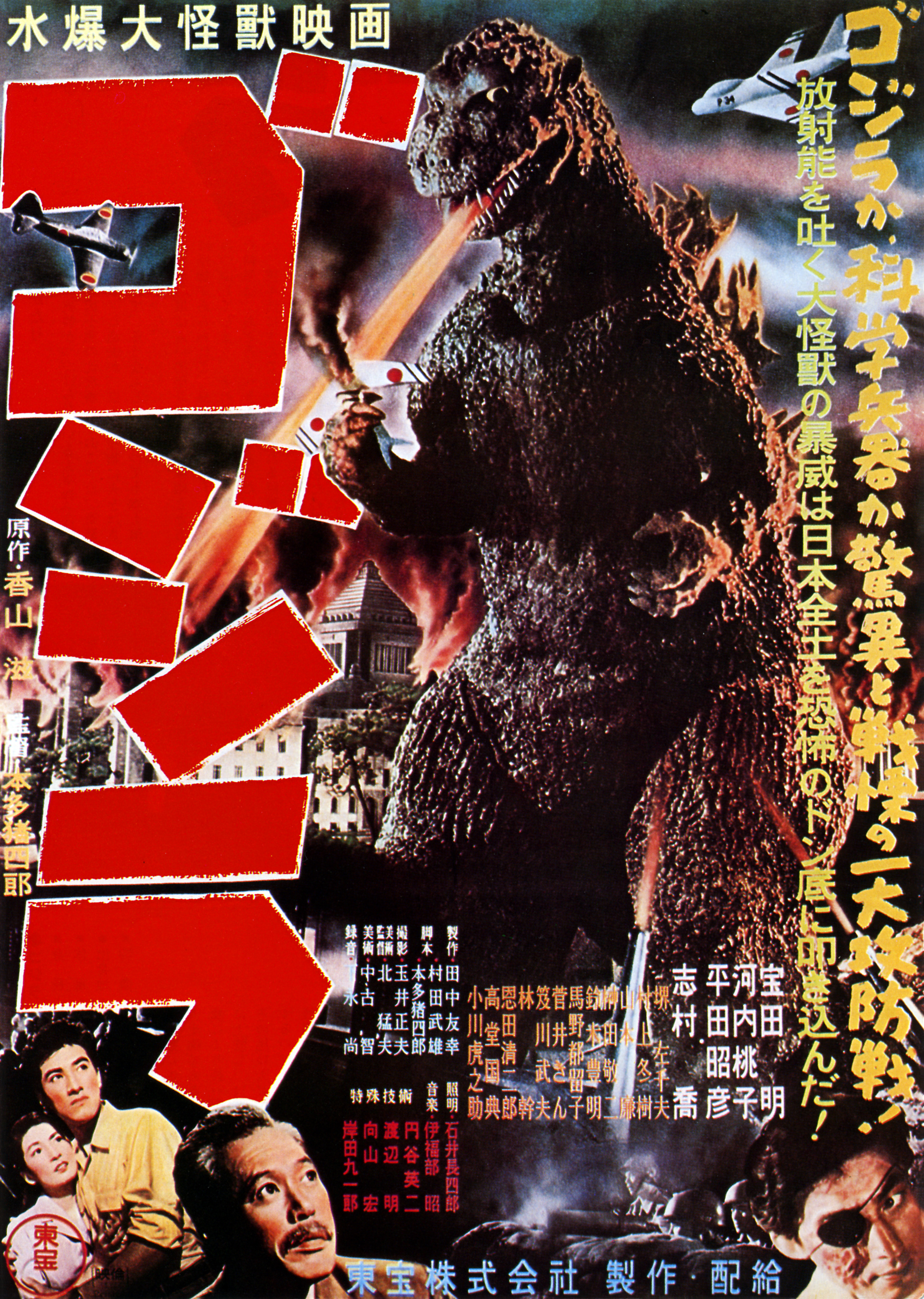
『ゴジラ』（1954年）

映画
- 日本映画
  - 日本の映画作品一覧
  - アニメーション映画
  - 特撮映画
- 年度別日本公開映画

### 園芸

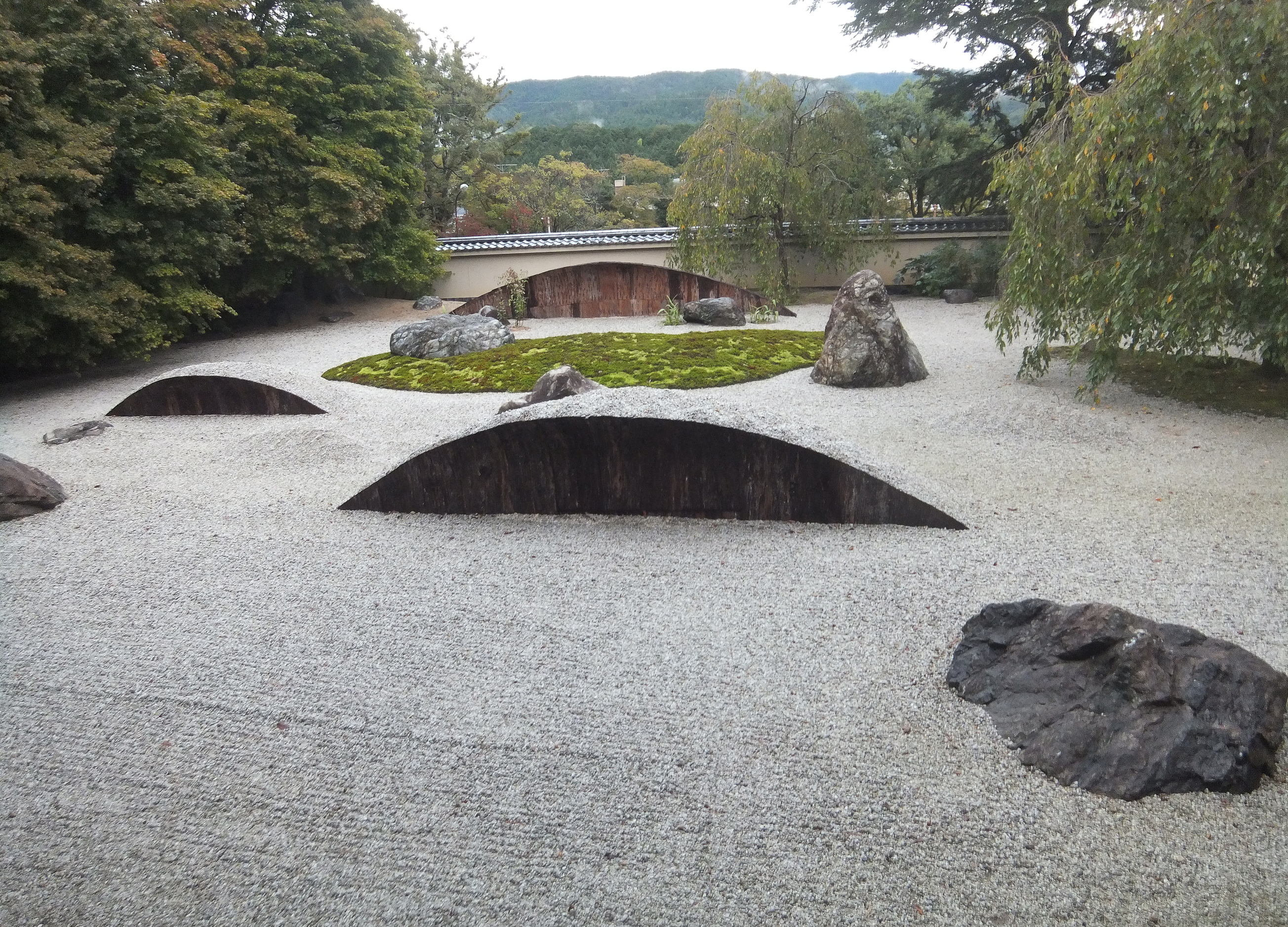
岩倉実相院の石庭（京都）

園芸
- 園芸植物

菊・朝顔・桜草・花菖蒲・万年青・イワヒバ・カラタチバナ・万両・ヤブコウジ・松葉蘭・長生蘭・富貴蘭・東洋ラン・桜・椿など
- 盆栽

### 学問
学問
- 国学、蘭学
- 儒学
- 算道、和算
- 地震学、本草学・物産学
- 日本哲学
- 美学

その他
- 漢方医学（和方医学）
- 学生運動
- アニメーション

- 日本庭園 - 枯山水

### 情報・通信・マスメディア
情報・通信・マスメディアの発達は日本文化に大きな影響を与えている。 
- 日本の新聞
- 日本映画
- 日本のインターネット

### サブカルチャー

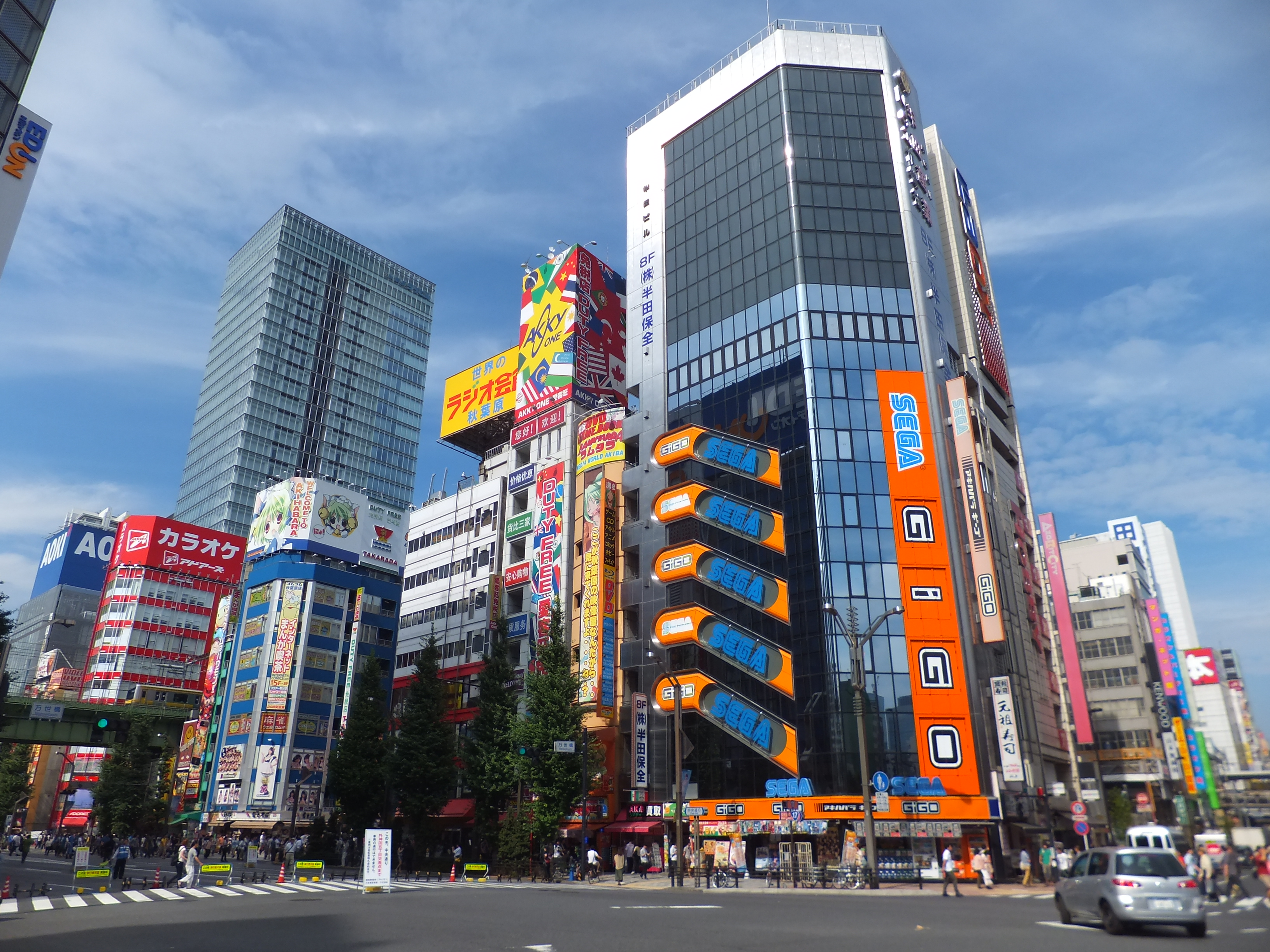
秋葉原・万世橋交差点（2013年）

- オタク
- アキバ系
- 腐女子
- 鉄道ファン
- アイドル
- 追っかけ
- ハッカー
- ヲタ芸
- ギャル、ギャル男
- 萌え - 燃え
- 巡礼 (通俗)
- おもてなし
- 紙芝居
- 可愛い

## 日本文化論
日本文化、あるいは日本人を特徴づけると考えられる概念を中心にした日本文化論・日本人論も多く提唱されている（日本人論の項目を参照）。

### 日本人の気質と主張されるもの
日本でも個人が自己の利益を図り、利益の対立する他者と競合するのは当然であるものの、一応表向きは、自己主張を抑える奥ゆかしさが美徳とされるので、そのような価値観の比較的薄い社会の人間と比べた場合、その表向きの建前を崩さずに、時には逆に利用して相手を出し抜いて自分の利益を達成することが多くなりがちといわれることが多い。これは他の『○○文化論』同様、ひとつのナラティブであるという異論も強い。真偽は別にして、具体的には以下に挙げたようなものがある。
- お辞儀・敬礼：日本ではこのような礼法が発達したことについては多くの意見がある。無論、心の底はまた別である。
- 本音と建前：表向き、『和』を重んじることになっているので、表向きは無難なことだけを言い、真意は相手に「察してもらう」ことを期待する傾向が強いとされる。私的な空間や利害関係のない相手と向き合っているときなど、『和』という表向きの約束事にも配慮する必要がないときは、より露骨に自分の本音を出すようになる傾向があるといわれる。
- 「ハレ（晴れ）」と「ケ（褻）」
- ウチとソト
- 根回し : 非公式な打ち合わせで、事前に利害を調整しておく交渉のやり方。
- 談合：上層部による話し合いで問題を解決するやり方。解決に至った場合は手打ちという儀式行為が成される。水枯れ期の田圃への取水についての村落同士の話し合いなどを発生起源とし、近年では土木・建設をはじめ多くの公共事業の分配方法の商慣習として蔓延していた。諸外国におけるカルテル同様、商行為上の犯罪行為として摘発されるようになってきている。
- 「恥」の文化・「謙遜」の文化
- 義理の倫理
- 「お上」への従順さ、政治に対する無関心。
- をかし
- もののあわれ
- 「忖度」と「慮（おもんぱか）る」
- 体育会系・村社会
- 過労死
- 飲みニケーション

### 外国から見た日本
江戸時代から明治時代の日本には、多くの外国人が訪れ、あるいは居住しており、その人たちが残した記録や著作が多く伝わっている。ラザフォード・オールコック『大君の国』、アーネスト・サトウ『一外交官の見た明治維新』などは今でも読まれている。また、これらの著作によって近代西洋人の日本観について論じたものとして、渡辺京二の『逝きし世の面影』や、平川祐弘『和魂洋才の系譜』などの著作がある。
日本文化がヨーロッパでまず注目されたのは浮世絵などの美術品であった。その後、非西洋国家として初めて近代化に成功し、日清・日露戦争に勝利した日本に対して世界的な関心も高まった。外国からイメージされた「日本」の文化は、特に欧米圏では、キリスト教文化とは全く系統の異なる文化への好奇心（エキゾチズム）から、ある一面が誇張され、あるいは中国などと混同され、ステロタイプ（ステレオタイプ、紋切り型）化されて伝わる傾向があった。また，日本人から見れば「偏った認識」と思われるものが多く見受けられた。近年では、アニメ、漫画、カラオケ、デジタルアート、コンピューターアートなどMade in Japan、ゲームなどのポップカルチャーが海外で注目され、今までとは違った「日本」のイメージを持つ者も増えてきている。ハリウッド映画にも、本格的に日本を描こうとする作品が作られたり、日本映画をリメイクしたり、日本人監督を起用するなどの動きが見られる。
2020年の『USニューズ&ワールド・レポート』によると、日本の文化的影響力は、アジアで最も高い順位を記録した。
蔡亦竹によると、台湾の中では国共内戦後、中国から台湾に逃れた少数派の中国国民党が、多数派の元日本国民であった台湾人に「われわれは対日戦争に勝って台湾人を二等国民の扱いから解放した」と主張することで、自らの高圧的統治を正当化した。これにより、台湾人のアイデンティティを喚起してしまう恐れがある、日本文学、日本映画、日本のテレビ番組などは推奨しなかった。これは元々台湾人のみに共有されたものである。。1972年の日中国交正常化に伴い、中国との国交樹立がなされた。これは台湾にとって裏切りととられ、台湾は直ちに日本に国交断絶を宣言した。このため日本映画の輸入もご法度になった。これにより台湾政府は一切の放送で日本語を禁止にした。1980年代末にようやく禁制が緩くなったが、薬師丸ひろ子が台湾で映画宣伝をおこなった際は、日本語では無く英語で司会者とやり取りをおこなった。「日本追放」の全面解除は1993年まで待たねばならず、学校では日本は悪者として教育された。政権に政治的に圧迫され、マスコミを統制された台湾人はレンタルビデオ店の棚に並んでいる、在日台湾人が録画し、キャビンアテンダントが台湾に持ち込んだ「密輸品」の日本のプロレス、ドラマ、時代劇、バラエティ番組、アダルトビデオなどに心の自由を求めた。市民は「密輸品」のビデオでエンターテインメントを享受することで「オレらの方が本物を知っているぞ」という妙な優越感を持ち、政権の思想統制をあざ笑ったという。
一方でタイでは日本のアニメ、J-POP、ファッションを愛するタイ人がたくさんおり、Japan Expo、アニメ、J-POPほか多くのイベントが行われている（2018年のJapan Expoの来場者は53万人）。タイの学者、Nopporn Suwanpanichは、「我々（タイ人）は、自分たちよりも文明的な国から学びたいと思っています」「日本はアジアで最も文明的な国です。私たちは日本人をヒーローだと思っています」と述べている。
香港では日本文化の影響は大きく、人気がある。嶺南大学の梁旭明は、「茶道や着物に象徴されるように、彼らの深い文化がうらやましいのです」「私たちにはそのようなものは、あまりありません」として、香港人が日本文化を称賛するのは、お金に貪欲な香港文化よりも豊かに見えるからと述べている。

アメリカ、カナダ、オーストラリアなどの英語圏国家でも大きな影響力を与えている。2021年、単語検索ツールWordtipsが世界各国で語学学習をするに当たり、どの言語が最も人気があるかをGoogleキーワードプランナーを利用し調査したところ、アメリカ、カナダ、オーストラリア、ニュージーランドといった英語圏を中心に、日本語が最も学びたい言語に選ばれた。
- ジャポニスム - 19世紀末、浮世絵・琳派などの日本美術が印象派やアール・ヌーヴォーに影響を与えた。
- 富士山・天ぷら・芸者・寿司・忍者・侍・蕎麦・禅宗 - 明治期の開国で訪日した人の報告・訪欧した人の主張や、日清・日露戦争に勝利した日本を見て広まった印象・把握。
- 日本食 - 回転寿司、醤油、豆腐、すき焼き、照り焼きなど。海外で知られる日本食は日本のそれとは別物である場合もある。
- 日本文学 - 源氏物語などの古典的な王朝文学、谷崎潤一郎「細雪」や泉鏡花、自衛隊にクーデターを呼びかけたのち切腹自殺した三島由紀夫「憂国」、ノーベル賞を受賞した川端康成「雪国」などに代表される純日本的傾向の強い文学作品、またカフカに強く影響を受けた安部公房、西洋文化を多く取り入れ、日本文学に非常な鋭風を吹き込んだ村上春樹などは世界中で人気となっている。
- エコノミック・アニマル、ジャパン・インコーポレイテッド - 高度経済成長期からバブル期の日本人の経済活動を揶揄した言葉。（揶揄ではないとの意見もある。『「エコノミック・アニマル」は褒め言葉だった―誤解と誤訳の近現代史』多賀敏行著））
- 古典園芸植物 - 江戸時代に高度に育種され発展を遂げた菊などの園芸植物が19世紀後半にヨーロッパに伝えられ、西欧の花の美意識を変えるほどの影響を与えた。また盆栽や日本庭園も欧米の園芸、庭園術に影響を与えている。
- 津波 - お宅 - 引きこもり - アニメ・カラオケ - 昭和から平成期の日本が外へ発信した。
- 日本映画 - 黒澤明、小津安二郎、北野武らの作品が海外で高く評価された。
- ジャパニーズホラー - 『リング』、『呪怨』、『着信アリ』などのジャパニーズホラーは海外で高く評価された。ジャパニーズホラーは香港を席巻したが、その理由として、日本と香港の文化的同一性があげられており、登場人物が黒髪ではなく金髪で、アーモンド色の目をしていたら、「信憑性がない」「私たちが彼らに夢中になるのは難しい」という意見がある[145]。
- 日本の漫画 - 日本独自の特徴として、モノクロで印刷・製本される、独特のデフォルメ、右開き（左から右へ読む）がある。世界的に評価された作品として、ドラゴンボールやNARUTOなどがある。
- コンピュータゲーム - 任天堂・セガ・ソニー・タイトー・ナムコ・カプコン・スクウェア・エニックス・コナミ・NEC・SNKなどはアーケードゲームの黄金時代（英語版）と呼ばれている。マッキャンエリクソンのカスタマーインサイトディレクターのデビッド・マッコーガンは、アジア人はMade in Japanを楽しくて、おしゃれで、品質がいい、未来の象徴と考えており、アジアの歴史において最も影響力のある人物として、マリオとソニックをあげている[145]。日本は、コンピュータゲームのメッカともいわれる[147]。
- ヴィジュアル系・テクノポップ・ジャパニーズ・ハードコア。テクノポップに関しては特に、赤い人民服を着る、US盤ではジャケットに着物を着た女性を用いるなど、オリエンタリズムを意識しつつワールドツアーを成功させたYMOの影響が非常に大きい。
- J-POP - 1990年代、前衛的にR&Bを取り入れた宇多田ヒカルらがアジアを中心に、世界に影響を与えた。
- シティポップ・シンセウェイヴ・ヴェイパーウェイヴとそのサブジャンル - 特にバブル期の日本の大量消費社会、物的飽和、ショッピング・モール、街に隣接するビーチ、広告、アニメなどに深く影響を受けており、CMのサンプリングや、ジャケット等への引用が頻繁に行われるほか、「フローラルの専門店」に代表されるように、海外の音楽家であるのにもかかわらず名前や曲名に(多くはあえて不自然な)日本語を用いたりしている。
- ファッション - コム・デ・ギャルソン・ヨウジ・ヤマモトなどのブランド。裏原宿系・ロリータ・ファッション・ギャル・ファッションなどの日本独自のムーブメント。
- 可愛い - いい印象、好ましいイメージ、目指したい姿像を表す言葉・概念「カワイイ」が、2005年頃、海外に広がりを見せる。
- もったいない - 複数の意味を現した外国語にない日本語の一つ。環境保護活動家ワンガリ・マータイが感銘して世界にMOTTAINAI運動を広める。
- 大和魂 - 大和撫子 - トランジスターグラマー - 武士道
- イエローキャブ　(スラング) - ジャップ
- ミセスワタナベ
- ジャパン・アズ・ナンバーワン
- 企業戦士
- 日本株式会社
- Made in Japan
- ジパング
- クールジャパン